# Советский образ жизни
Сове́тский о́браз жи́зни — распространённое в советское время идеологическое клише, обозначающее устоявшуюся, типичную для социальных отношений форму индивидуальной, групповой жизни и деятельности граждан СССР, характеризующую особенность их общения, поведения и склада мышления в различных сферах.
То есть советский образ жизни — это социальные, экономические, бытовые и культурные обстоятельства, характерные для основной массы советских граждан. По построению фраза аналогична устоявшемуся выражению «американский образ жизни».

К основным параметрам советского образа жизни, как правило, относят характерные для советской действительности труд (учёба — для подрастающего поколения), быт, общественно-политическую и культурную деятельность людей, а также различные поведенческие привычки советских граждан. В отчётном докладе Л. И. Брежнева на XXV съезде КПСС понятие «советский образ жизни» характеризуется следующим образом:
Другой главный итог пройденного пути — наш советский образ жизни. Атмосфера подлинного коллективизма и товарищества, сплочённость, дружба всех наций и народов страны, которые крепнут день ото дня, нравственное здоровье, которое делает нас сильными, стойкими, — таковы яркие грани нашего образа жизни, таковы великие завоевания социализма, вошедшие в плоть и кровь нашей действительности.

## Праздники
Неотъемлемой частью образа жизни советского народа стали советские праздники: Новый год, 8 марта, Первомай, День Победы, День Великой Октябрьской социалистической революции, День Конституции.

## Потребление в СССР
Согласно социологическому исследованию «Люди и вещи в советской и постсоветской культуре» (авторский коллектив: О. Г. Ечевская, О. Гурова, О. Вейс, О. Дейхина, Ю. Захарова; издательство Новосибирского госуниверситета, 2005), вершиной «потребительского идеала» «среднего класса» в СССР 1969 года была триада: «автомобиль», «холодильник» и «мебель» (результаты представлены ниже в таблице), которым часто противопоставлялись «духовные ценности».
Личный автомобиль был почти недостижимой мечтой рядового советского гражданина 1960-х годов, который можно было купить в основном на «нетрудовые доходы», как это было показано в кинокомедии «Берегись автомобиля» (1966).
| Приоритет приобретения | Рабочие более низкой обеспеченности (менее 75 руб. на человека в месяц) | Рабочие более высокой обеспеченности (более 75 руб. на человека в месяц) | Инженеры более низкой группы обеспеченности | Инженеры более высокой группы обеспеченности | Учителя           |
| ---------------------- | ----------------------------------------------------------------------- | ------------------------------------------------------------------------ | ------------------------------------------- | -------------------------------------------- | ----------------- |
| 1                      | Холодильник                                                             | Автомобиль                                                               | Автомобиль                                  | Автомобиль                                   | Мебель            |
| 2                      | Автомобиль                                                              | Холодильник                                                              | Мебель                                      | Мебель                                       | Автомобиль        |
| 3                      | Мебель                                                                  | Мебель                                                                   | Холодильник                                 | Магнитофон                                   | Холодильник       |
| 4                      | Телевизор                                                               | Телевизор                                                                | Телевизор                                   | Пианино                                      | Пианино           |
| 5                      | Пианино                                                                 | Пианино                                                                  | Магнитофон                                  | Холодильник                                  | Магнитофон        |
| 6                      | Магнитофон                                                              | Стиральная машина                                                        | Книги                                       | Мотоцикл                                     | Телевизор         |
| 7                      | Мотоцикл                                                                | Мотоцикл                                                                 | Пианино                                     | Книги                                        | Книги             |
| 8                      | Стиральная машина                                                       | Книги                                                                    | Стиральная машина                           | Новый автомобиль                             | Стиральная машина |
| 9                      | Книги                                                                   | Новый автомобиль                                                         | Мотоцикл                                    | Стиральная машина                            | Спортинвентарь    |
| 10                     | Дача                                                                    | Дача                                                                     | Дача                                        | Дача                                         | Дача              |

Из книги «СССР: 100 вопросов и ответов» 1983 года (в этой книге были собраны вопросы иностранных читателей).

«Когда речь идёт об уровне жизни, американцы называют одни показатели, а советские авторы — другие. Как их сопоставить?»
— Действительно, и та и другая стороны прибегают при характеристике уровня жизни своих народов к разным показателям. В США часто склонны измерять уровень жизни количеством легковых автомашин и их стоимостью, в то время как в нашей стране чаще оперируют в таких случаях количеством бесплатных услуг, предоставляемых всем гражданам…
…В США, в частности, средняя семья имеет возможность тратить на покупки лишь 40 процентов дохода, а остальные 60 процентов у неё уходят как раз на то, что находится за пределами «мира вещей»: на налоги, взносы в кассы социального страхования, на плату за лечение, образование, квартиру и т. д.
В СССР средняя семья расходует на покупки 80 процентов своих денежных доходов…
…На каждом этапе своего развития общество располагает определённой суммой материальных благ. На сегодня в США, например, эта сумма больше, чем в СССР. Этот разрыв сложился исторически и не может быть отнесён за счёт «несовершенств» социализма. Социализм «виноват» лишь в том, что разрыв этот неуклонно и довольно быстро сокращается, что он — социализм — более справедливо и равномерно распределяет среди своих граждан имеющееся богатство.

Импортная мебельная «стенка», хрусталь и полное собрание сочинений в ней также считались престижными символами советской семьи. (Для справки: Зарплаты советских граждан и цены поздних периодов СССР приведены в книге Куратов О. В. «Хроники русского быта (1950—1990)» // —М.:, 2004 г.)
В то же время, люди, жившие в советское время, подтверждают, что личные автомобили, дорогая мебель и престижные дачные особняки были доступны не инженерам, учителям или рабочим, а прежде всего партийным чиновникам, высокопоставленным военным, директорам предприятий, торговым работникам. Квартира не входила в потребительский идеал граждан СССР в представленной выше таблице, так как в основном (за исключением ЖСК) квартиры в СССР в подавляющем большинстве распределялись государством, вследствие чего гражданин СССР не выбирал, где он будет жить. Цена на квартиру была в зависимости от комнат. Чтобы получить квартиру, во всех случаях нужно встать в очередь, в среднем в очереди стояли от 5 до 15 лет.

### Квартира

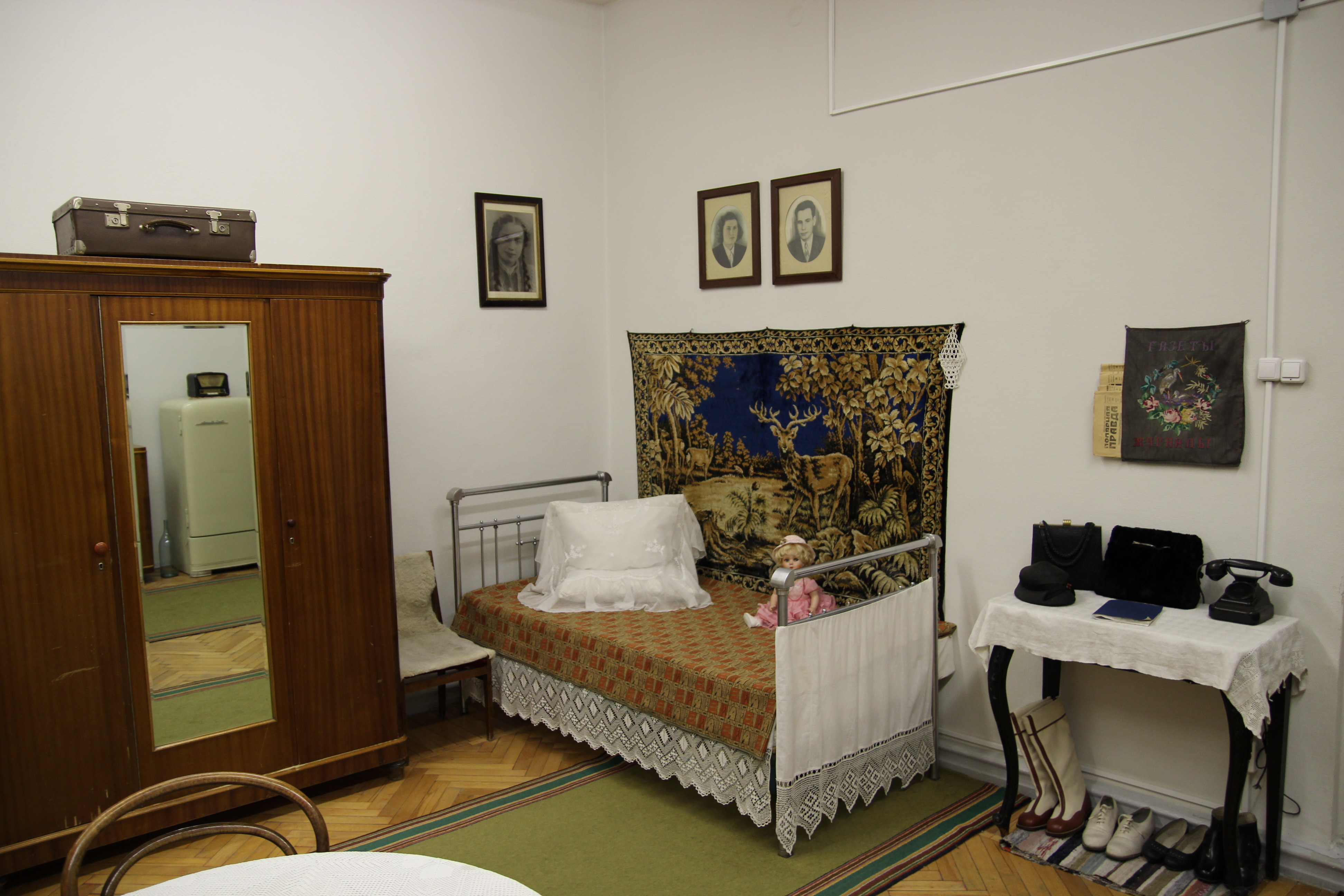
Интерьер комнаты 1950-х годов в Мурманском региональном музее

Для того чтобы получить жильё нужно было встать в очередь по месту работы (переехать или продать было нельзя, в отдельных случаях была возможность передачи по наследству). Также была возможность получить беспроцентную ссуду на кооперативную квартиру (следует иметь в виду, что эта возможность была отнюдь не безусловной, на ЖСК тоже зачастую была очередь, а первый взнос в большинстве случаев составлял более годового заработка — 1800—2000 рублей). К 1989 году 83 % городского населения СССР проживало в отдельных государственных и кооперативных квартирах (оставшаяся часть в бараках, коммунальных квартирах и так называемом частном секторе). Безвозмездно выдавались рабочим и государственным служащим и дачные участки, на которые тоже нужно было вставать в очередь. В 1990-е годы, после распада СССР, в России было разрешено приватизировать квартиры в собственность, распределение жилья государством прекратилось.

### Легковой автомобиль

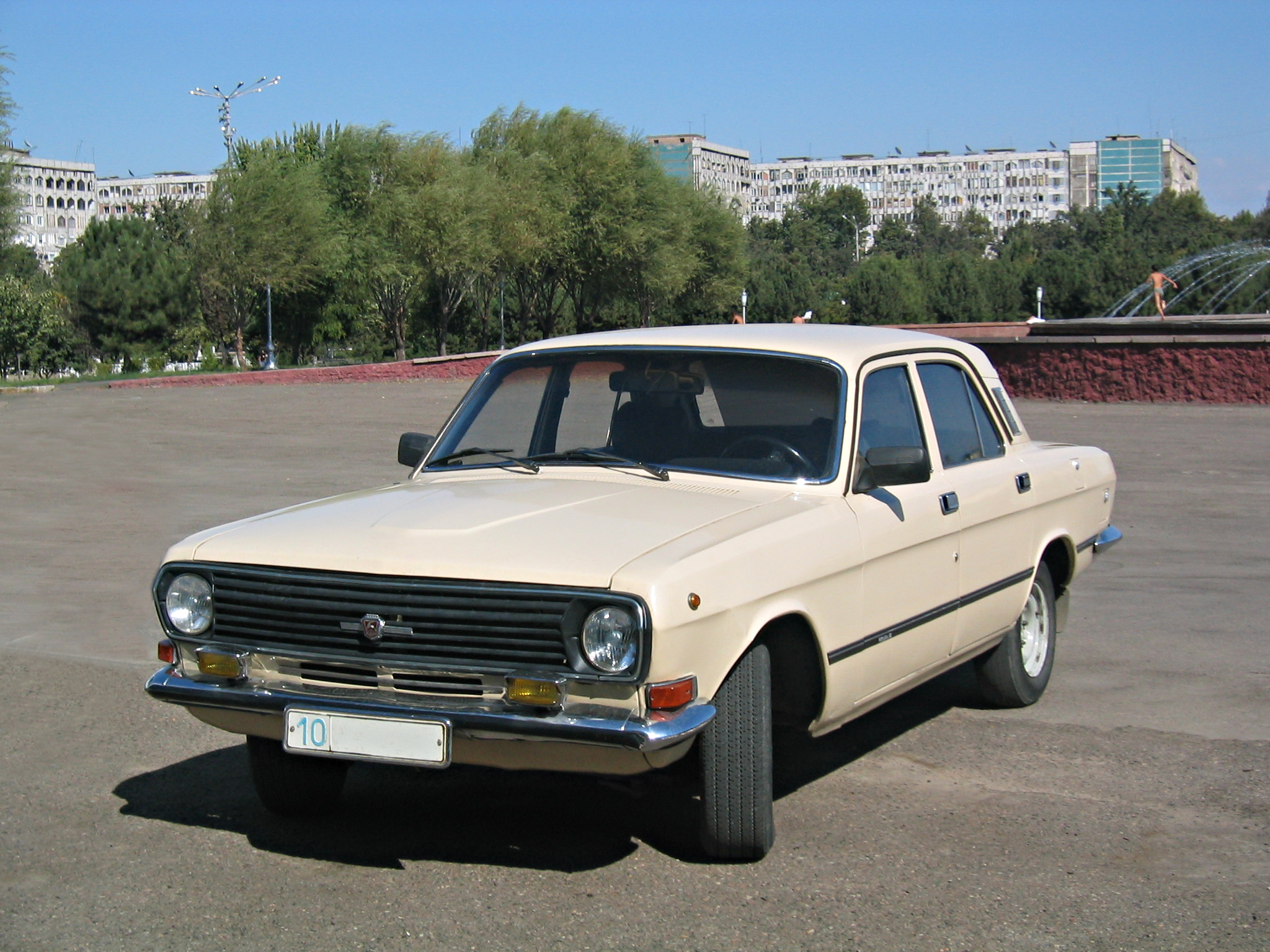
ГАЗ-24-10.

В СССР государство изначально взяло курс на развитие общественного, а не личного транспорта, и цены на советские легковые автомобили были высокими, но даже с учётом высокой стоимости, вследствие дефицита автомобилей, купить уже бывшую в употреблении машину было куда легче, но и куда дороже. Если же покупать легально, то так же, как и с квартирами, нужно было вставать в очередь, предварительно заплатив за машину деньги. В середине 1970-х годов «Волга» «ГАЗ-24» стоила 9200 рублей, что было в 3 раза выше средней цены отдельной кооперативной квартиры того времени. «Жигули» ВАЗ-2103 — 7500 рублей, «Москвич-412» — 4990 рублей. Несмотря на это, очереди на покупку личной автомашины растягивались на несколько лет.
В советские времена личный автомобиль в буквальном смысле был роскошью, более доступным и распространённым средством передвижения были мотоциклы: Урал, Иж, Ява, CZ (Чезет). Особой популярностью мотоциклы пользовались у жителей сельской местности.
Общественные такси в Советском Союзе повсеместно были оборудованы счётчиками. При этом таксисты очень часто соглашались везти пассажира по тому или иному маршруту, только заранее оговорив определенную сумму «сверх счётчика». На железнодорожных вокзалах или в аэропортах взять такси зачастую было непросто — надо было отстоять очередь, которая могла достигать нескольких десятков человек.

### Бытовая аудио- и видеотехника
Аудиотехника (магнитофоны, радиолы, проигрыватели пластинок) получила распространение с конца 50-х — начала 60-х годов XX века. В середине 1980-х годов в СССР начали выпускать первые бытовые VHS- видеомагнитофоны «Электроника ВМ-12», которые стоили 1200 рублей (7—10 средних зарплат того времени), но были дефицитным товаром и продавались по предварительной записи. Существовало даже такое понятие, как очередь на видеомагнитофон.

### Алкоголь

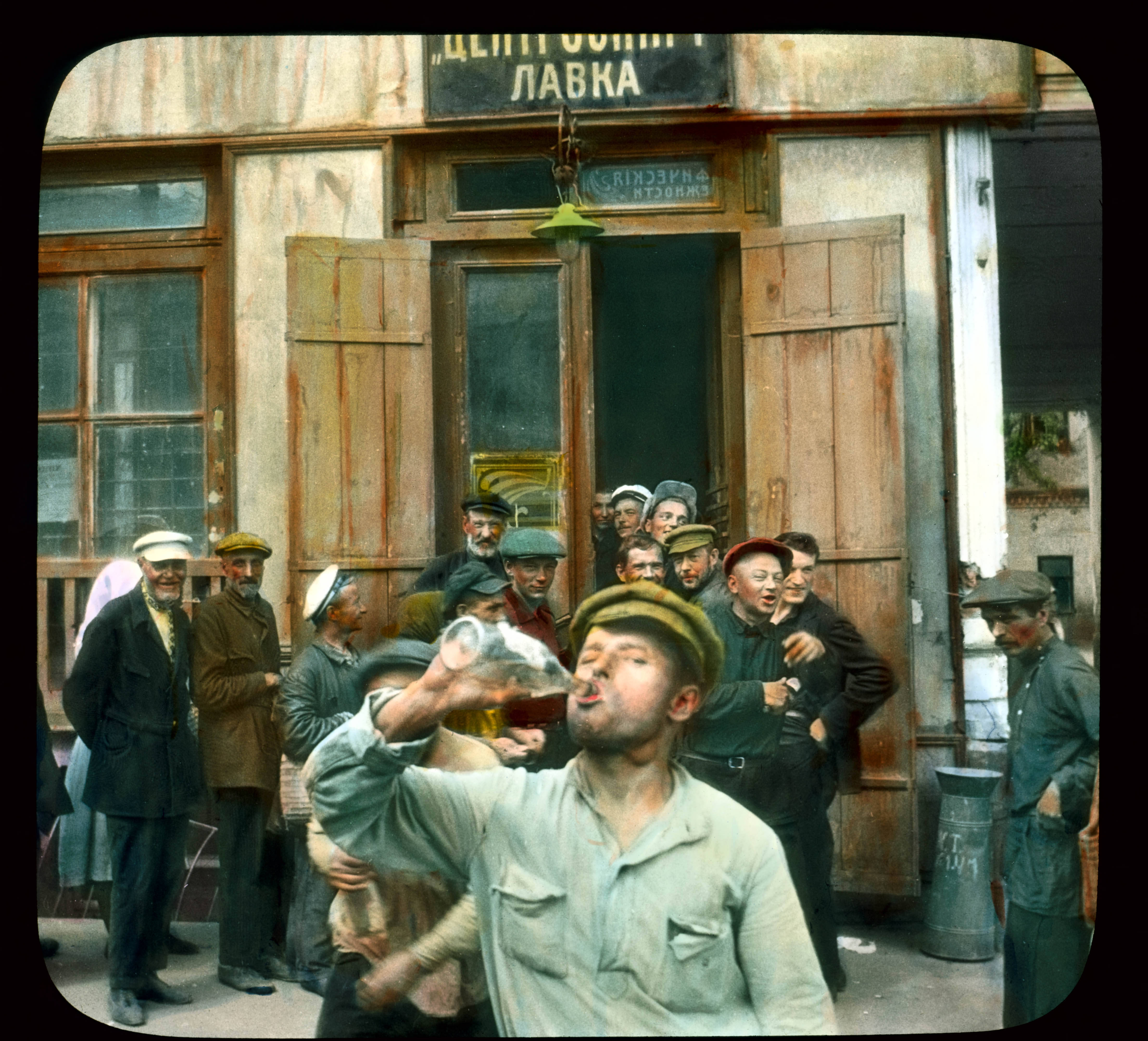
Мужчины пьют возле магазина. Невский проспект, Ленинград, 1931 год

В СССР было широко распространено употребление алкоголя. Объемы потребления алкоголя на душу населения имели тенденцию к росту, несмотря на антиалкогольные кампании: если в начале 1950-х годов советский человек в среднем потреблял 1,7—3,5 литра чистого спирта в год, то в 1970-е этот показатель достиг 12 литров в год.
К началу 1980-х потребление спиртных напитков достигло рекордного уровня в истории СССР. Средний взрослый мужчина выпивал эквивалент одной бутылки водки каждые два дня, а в пересчете только на пьющих мужчин этот показатель составлял 220 бутылок водки в год.
За год в вытрезвители попадало 0,5 млн коммунистов и комсомольцев, а 1,5 млн проходило принудительное лечение от алкоголизма.
Во время антиалкогольной компании 1985—1990 годов в советском госбюджете налоговые поступления от продаж алкогольных напитков составляли 10-12 % всех доходов.
По официальным данным от 1987 года, потребление алкоголя на душу населения в СССР составляло 8,7 литра абсолютного алкоголя в год; на душу населения приходилось 11 литров крепких напитков, 19 литров вина и 23 литра пива.

## Мода и стиль советского человека

Фотография, сделанная в Москве в 1964 году Томасом Тейлором Хаммондом

Сразу же после Октябрьской революции власть взяла под контроль моду. В основном изменение претерпевала женская мода, нежели мужская. Одежда становилась незатейливой, более простой, чем во времена Российской империи. Женщина должна была выглядеть как гражданин, на которого можно положиться, который может «строить социализм».
Одной из главных новинок 1920-х годов стал спортивный конструктивизм.
Мужская одежда осталась практически неизменной: английский костюм и галстук. Единственным изменением было то, что «буржуазный» котелок был вытеснен «пролетарской» кепкой, а в дальнейшем — номенклатурной фуражкой.
Во времена НЭПа (середина-конец 20-х) стали появляться платья в стиле «чарльстон», с заниженной талией. Такие платья рассчитывались на крупногабаритных женщин, которых было большинство, поэтому платья были больше похожи на бесформенные балахоны, подчёркивающие живот. Очень популярными стали шляпы, после чего открылось множество ателье по пошиву шляп. Также приветствовалось минимум макияжа и аксессуаров. Неотъемлемым атрибутом городских жителей стали кожаные куртки.
В 1930-х годах произошёл откат относительно женской моды к имперским временам, однако этот период как никогда делает схожими советскую и западную моду. Вновь стало модно подчёркивать грудь и бёдра. Яркие и пёстрые цвета одежды были вытеснены тёмными. Стало модно осветлять волосы.
В 1940—1950-х годах советская мода оставалась практически неизменной.

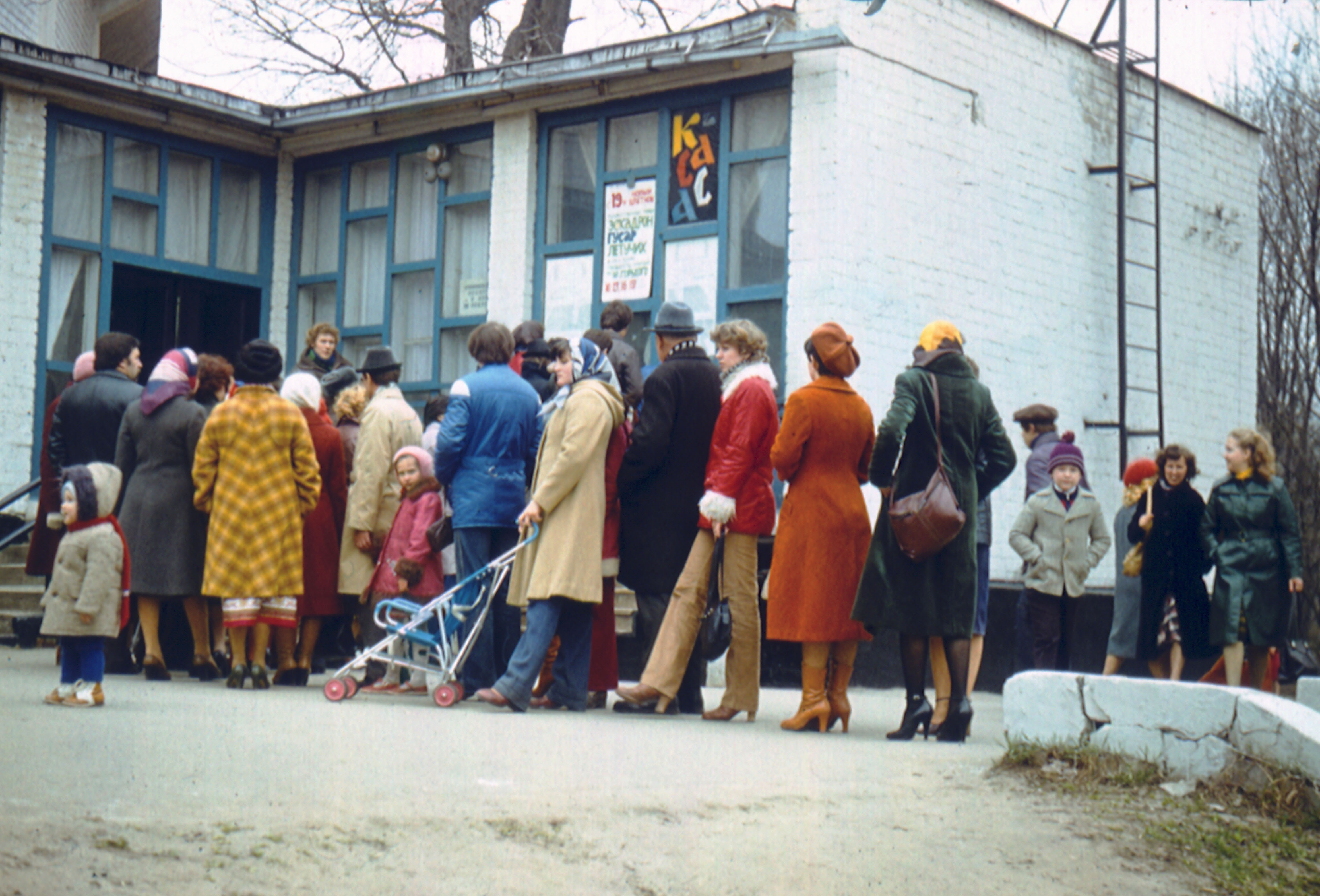
Советская мода в 1981 году (очередь в кассы кинотеатра)

Во время хрущёвской оттепели (вторая половина 1950-х — 1960-е) в связи большей открытостью советского общества в СССР начинает проникать западный стиль в моде. Зародилась субкультура стиляг, одевающихся остромодно и даже вызывающе.
В 1970-х с развитием связей с Западом появилась мода на джинсы, индийские сари и пр. В кругах интеллигенции стали популярны, в подражание «старине Хэму», джемперы-«водолазки». Стали появляться хиппи (которые, правда, сильно отличались от западных из-за недостатка информации и давления господствующей идеологии). Также в страну проникает поп-культура.
Именно в этот период происходит смешение женской и мужской моды: женщины начинают носить брючные костюмы. Одежда становилась пестрей. Новинкой для советского человека стала обувь на платформе. В 1970-х власть практически не держит моду под контролем, стало возможным носить юбки любой длины, брюки-клёш и использовать максимум макияжа.
В конце 1970-х и начале 1980-х джинсовую и трикотажную одежду стали сменять атласные и блестящие ткани в стиле диско. Стал популярен мех. Однако после недолгого «триумфа» диско в моду вновь вернулись джинсы и трикотаж. Стало популярно использовать различные аксессуары. Далее на молодёжный стиль причёсок повлияла рок-культура, очень модны были начёсы, которые носили вплоть до конца 1990-х, «химия».

### Молодёжная мода

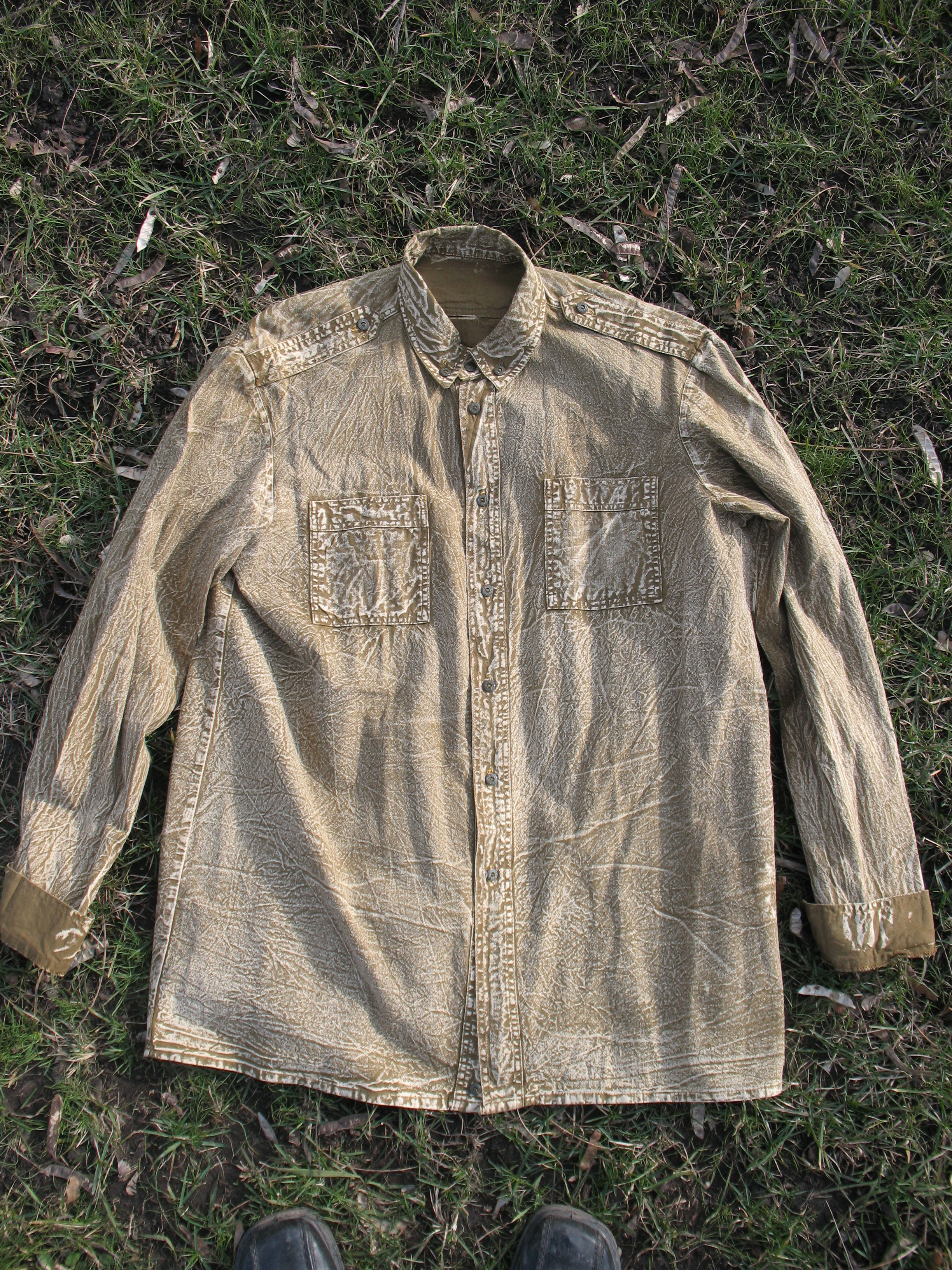
«Варёная» рубашка, ЛитССР

С конца 1940-х и до 1960-х советская молодёжь в некоторой своей части осваивала молодёжную субкультуру стиляг — моду на широкие яркие штаны, мешковатый пиджак, шляпы.
В 1960-х появилась мода на мужские и женские брюки клёш, узкие брюки с широкими штанинами.
В 1980-х, в период Перестройки в среде советской молодёжи появилась аналоги других современных западных субкультур — панки, металлисты, — которые своим видом протестовали против советского жизненного устройства.
В начале 1990-х у девушек появилась мода на лосины, у мужчин — на варёные джинсы (т. н. «варёнки»), как привозные, продаваемые на рынках вьетнамцами, так и «самопальные».

#### Мода 1970—1980-х

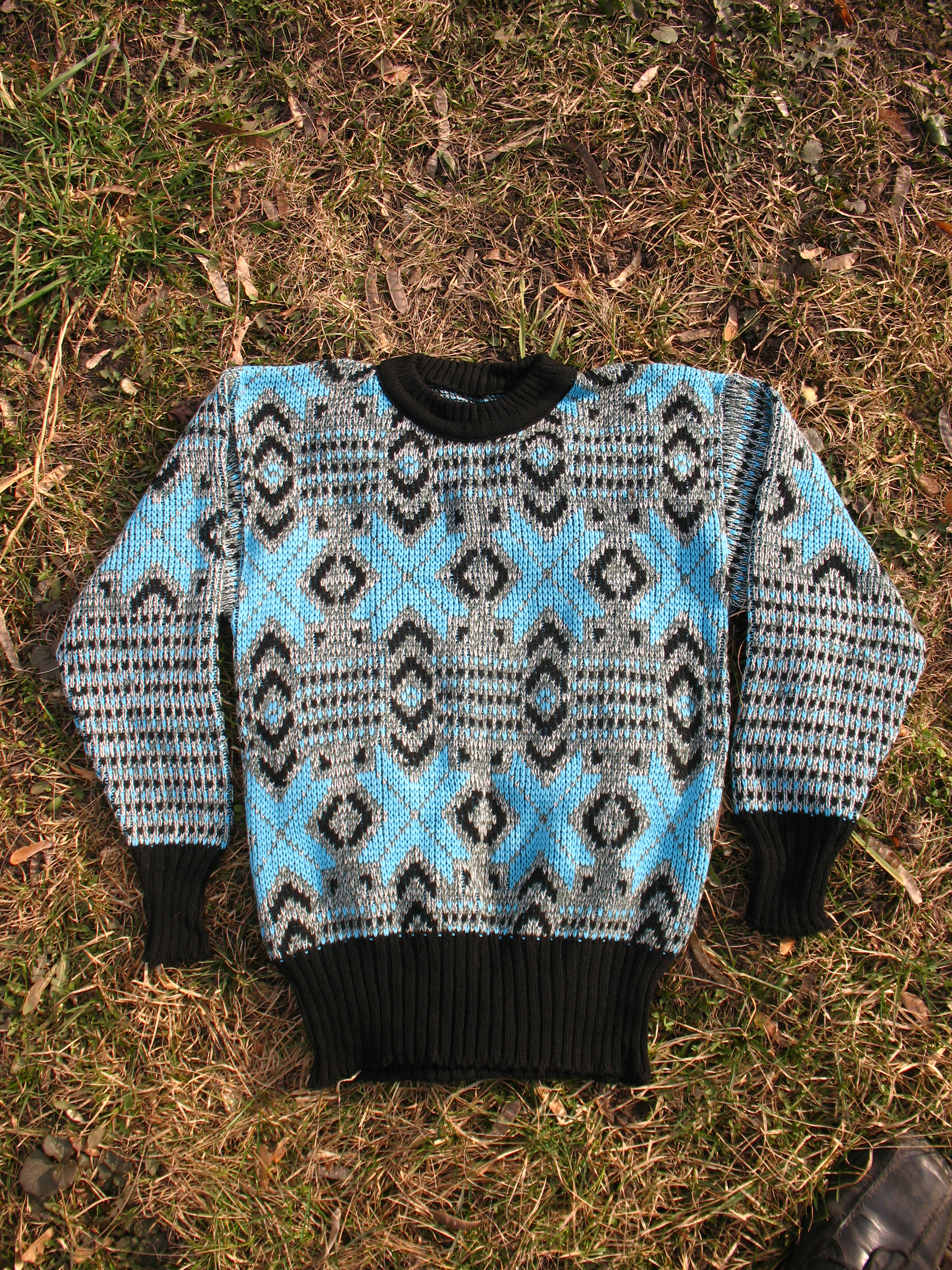
Женский свитер, ЛитССР, 1980-е
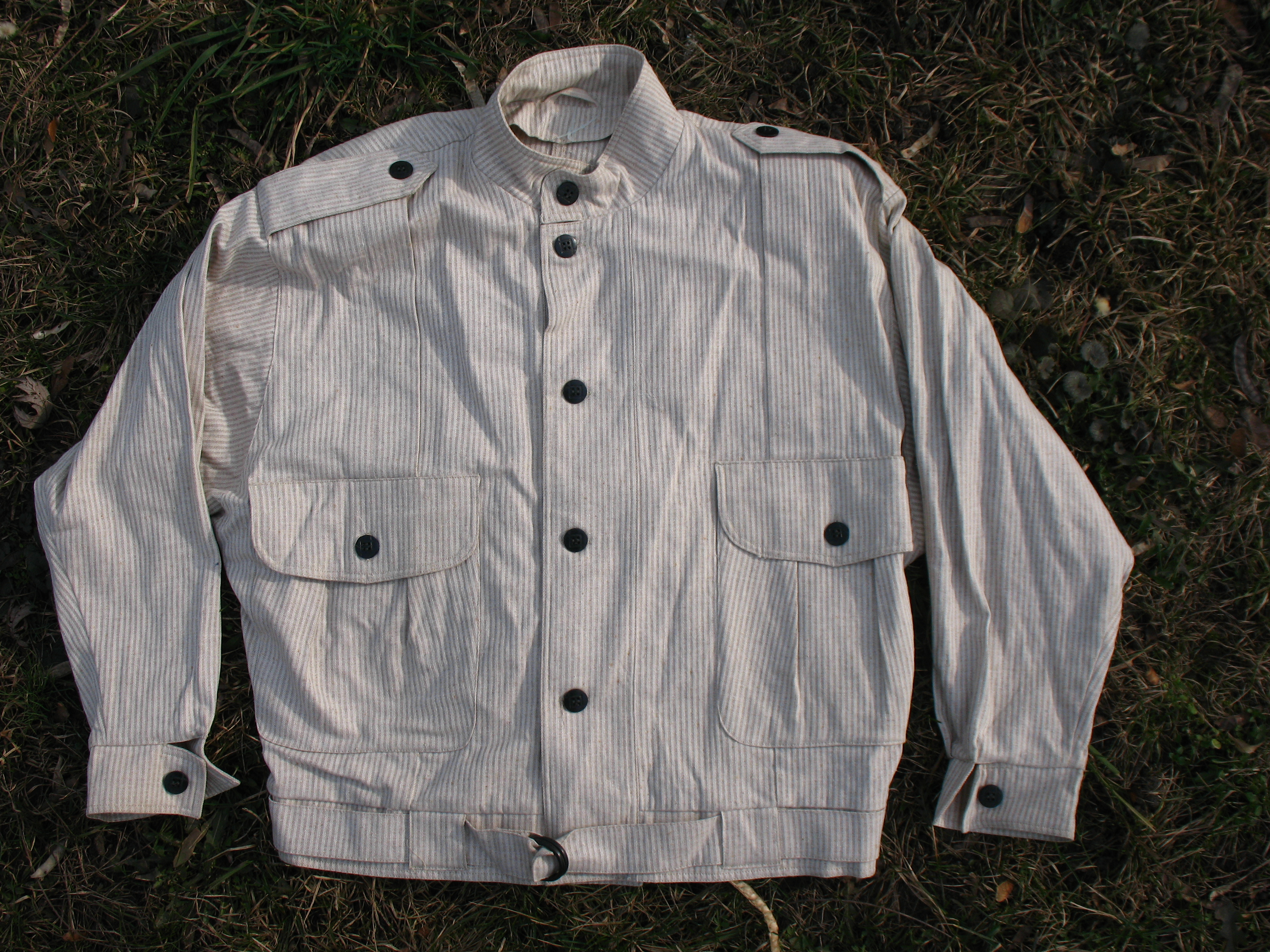
Мужская ветровка, Москва, 1980
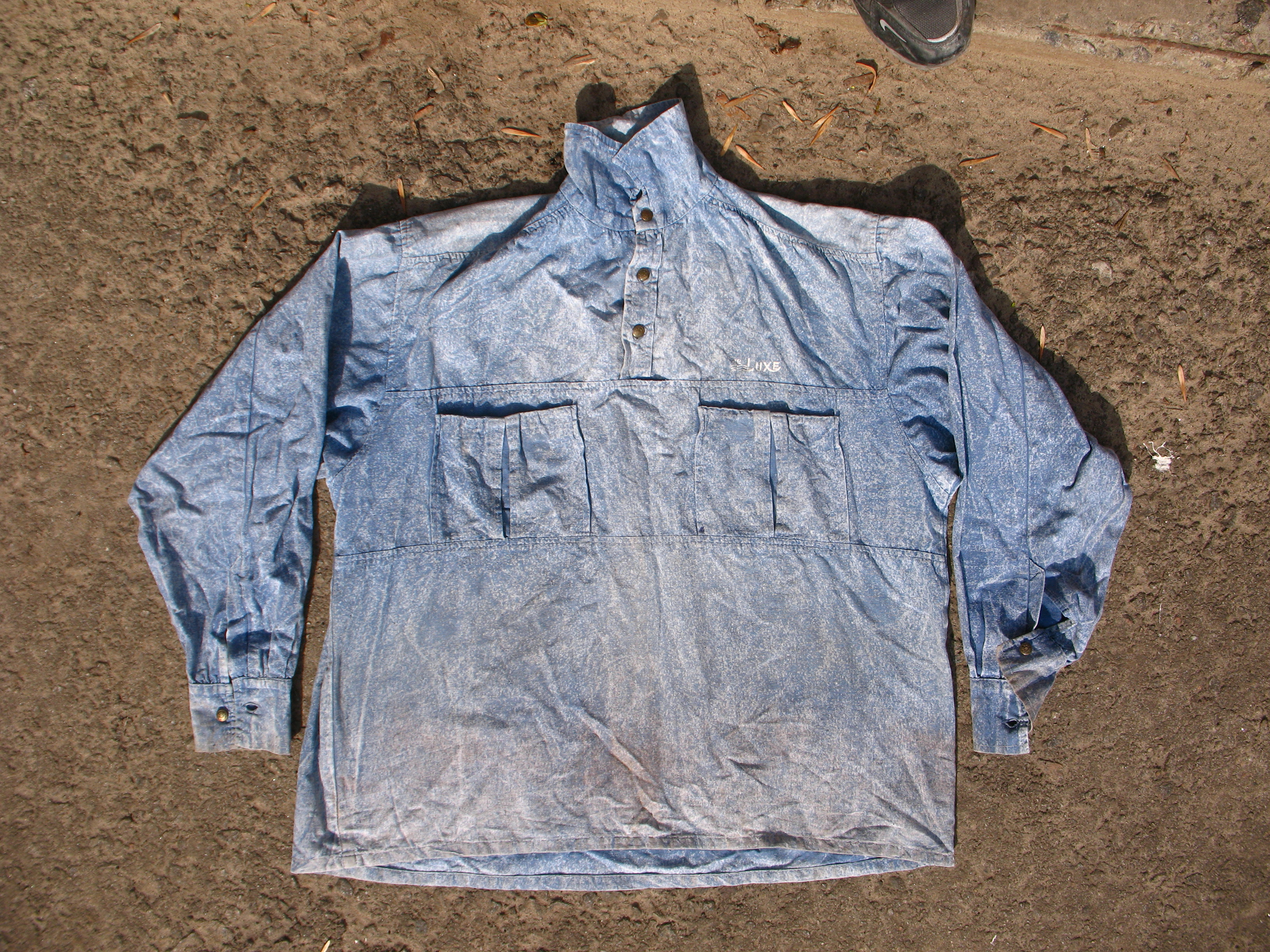
«Варёная» джинсовая рубашка, Харьков, 1988

## Культурные запросы
См. Советский кинематограф, Советская литература, Советская пресса, Советское телевидение

## Антропологические исследования
Советский образ жизни стал предметом исследования советской этнографической науки в 1960-е - 1970-е гг. Его изучением занимались О.В. Ионова, В.М. Грусман, Ю.И. Семенов, Г.Е. Марков, И.И. Баранова.
В американской культурной антропологии советский образ жизни исследовался в рамках советологических исследований с 1950-х гг. Алексей Юрчак призывает нас всерьёз относиться к тому, что для «большого количества» советских граждан 1960-х и 1970-х гг. «многие фундаментальные ценности, идеалы и реальности социалистической жизни (такие, как равенство, общность, самоотверженность, альтруизм, дружба, нравственные отношения, безопасность, образование, работа, творчество и забота о будущем) имели подлинное значение, несмотря на то, что множество повседневных практик обычно нарушали, перетолковывали или отвергали определённые нормы и правила».

## Мнения
У меня давно была задумка организовать большие делегации из представителей различных слоёв населения западных стран в нашу страну. Но показывать им не церкви, музеи и балет, а нашу повседневную жизнь. Пусть осмотрят наш, советский образ жизни! Конечно, у нас есть что критиковать. Но у нас есть и многое такое, чему западные люди позавидовать могут. Например, у нас нет безработицы. Террористов нет.
— А. А. Зиновьев

Советский образ жизни по главным показателям отвечал уровню самых развитых стран или превышал его.
— Сергей Георгиевич Кара-Мурза

## Галерея

### Бытовые сцены советских улиц в разные годы

1972, Киев
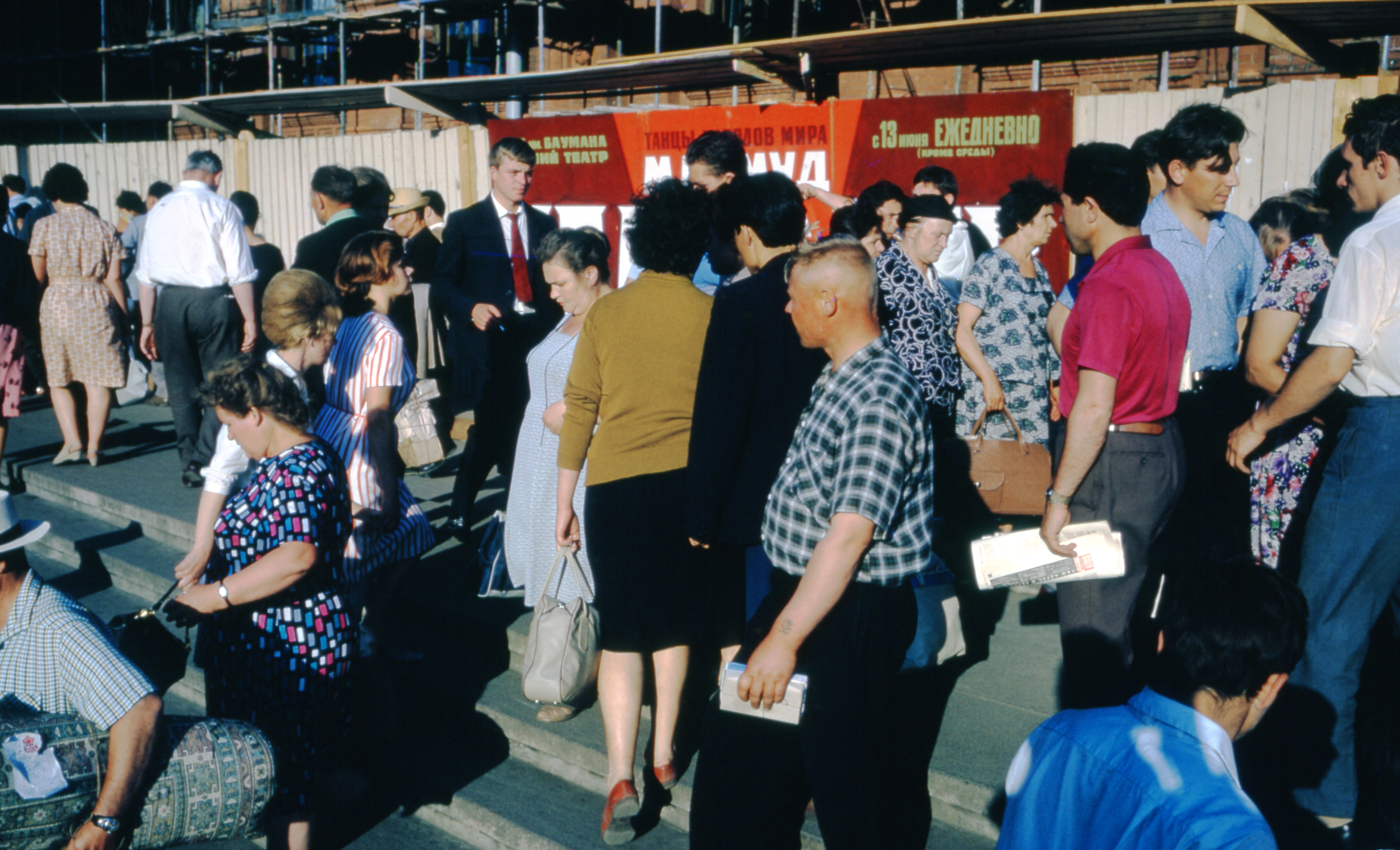
1972, Москва
1972, Москва
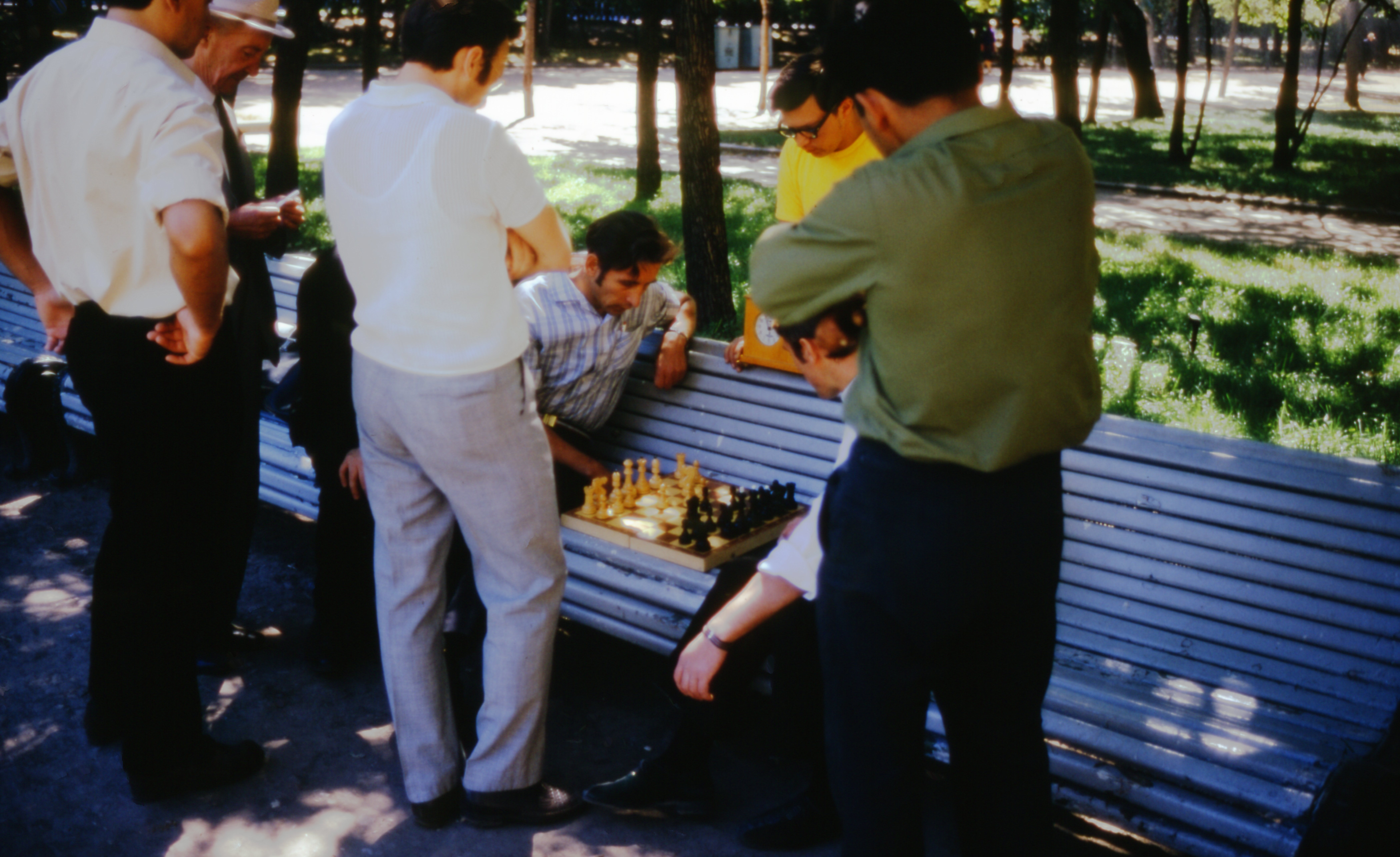
1972, Москва
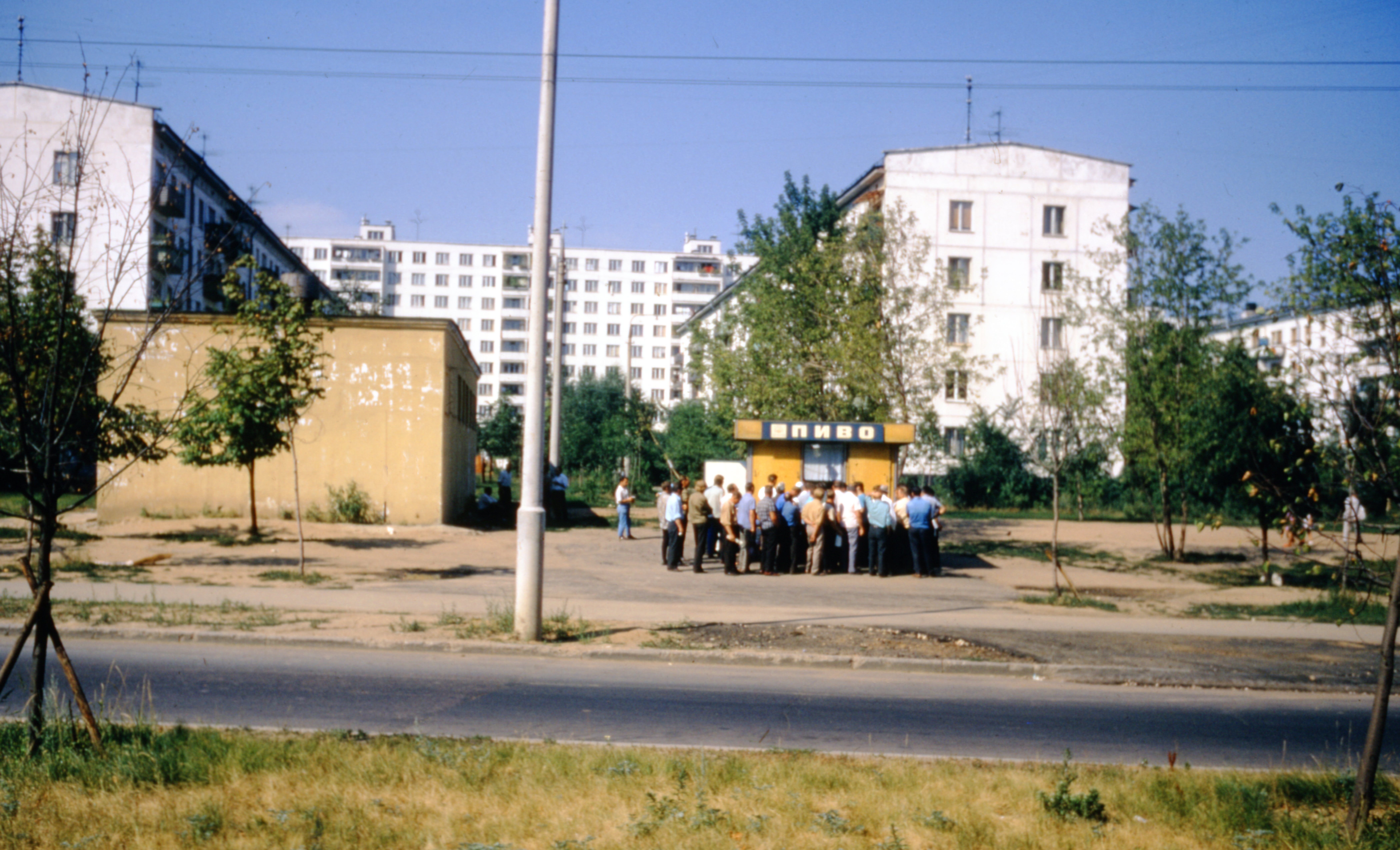
1972, Москва
1972, СССР
1975, Москва
1975, СССР
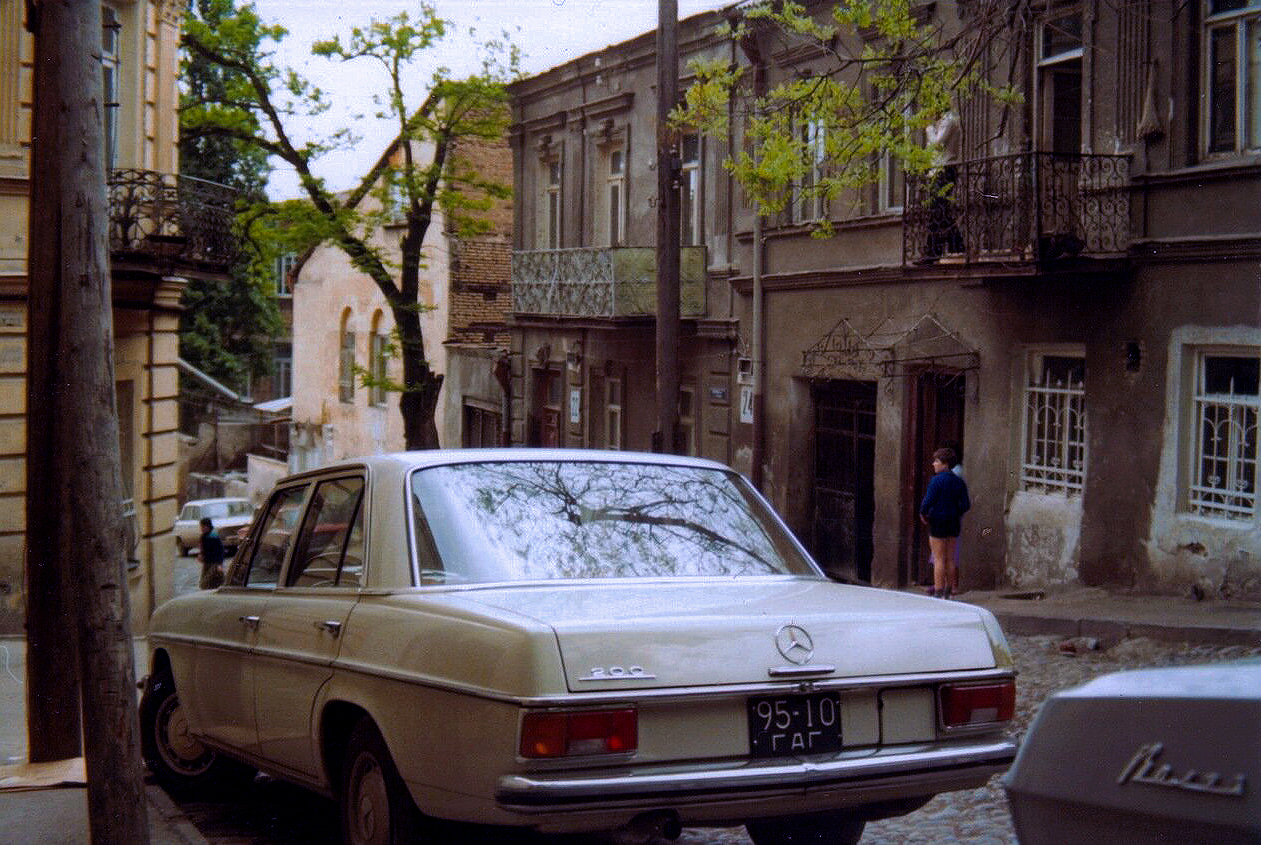
1976, Тбилиси
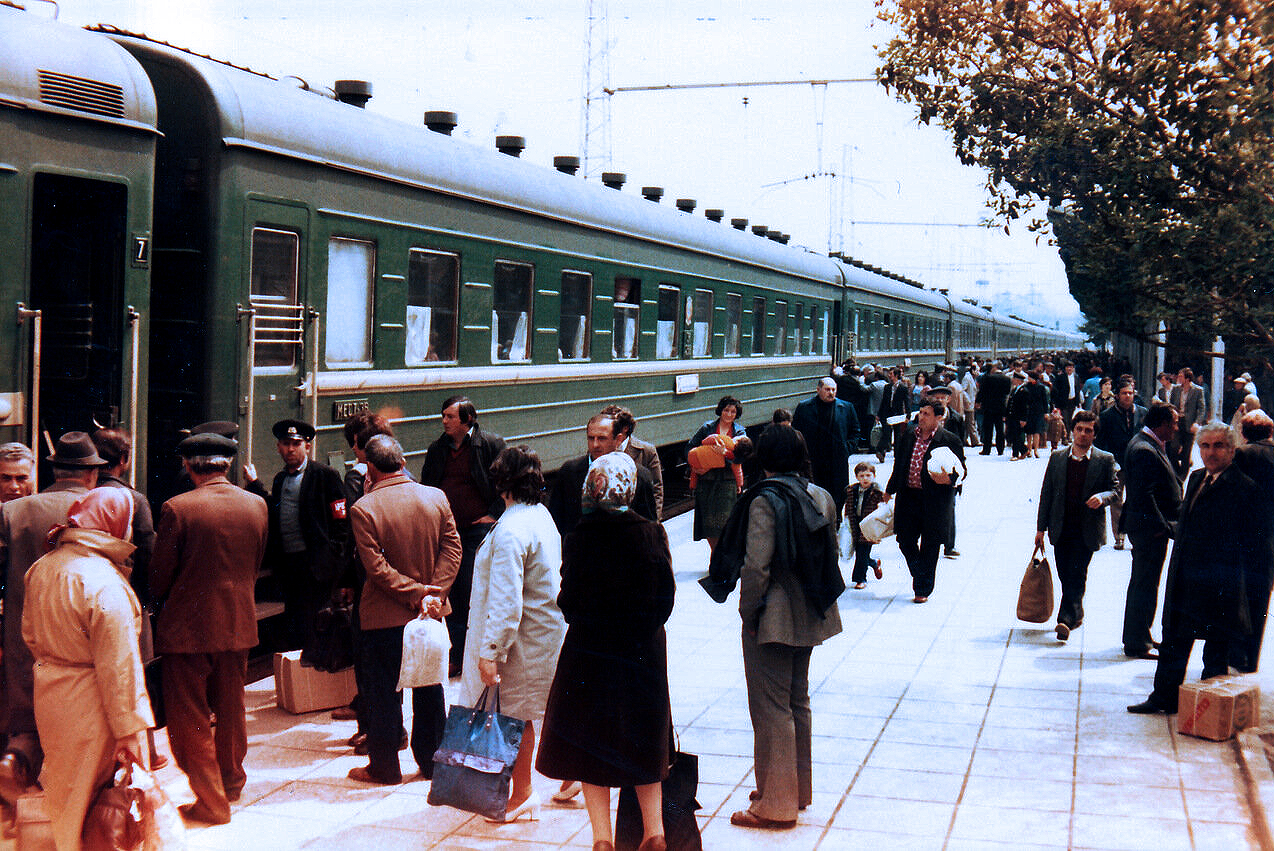
1979, Тбилиси

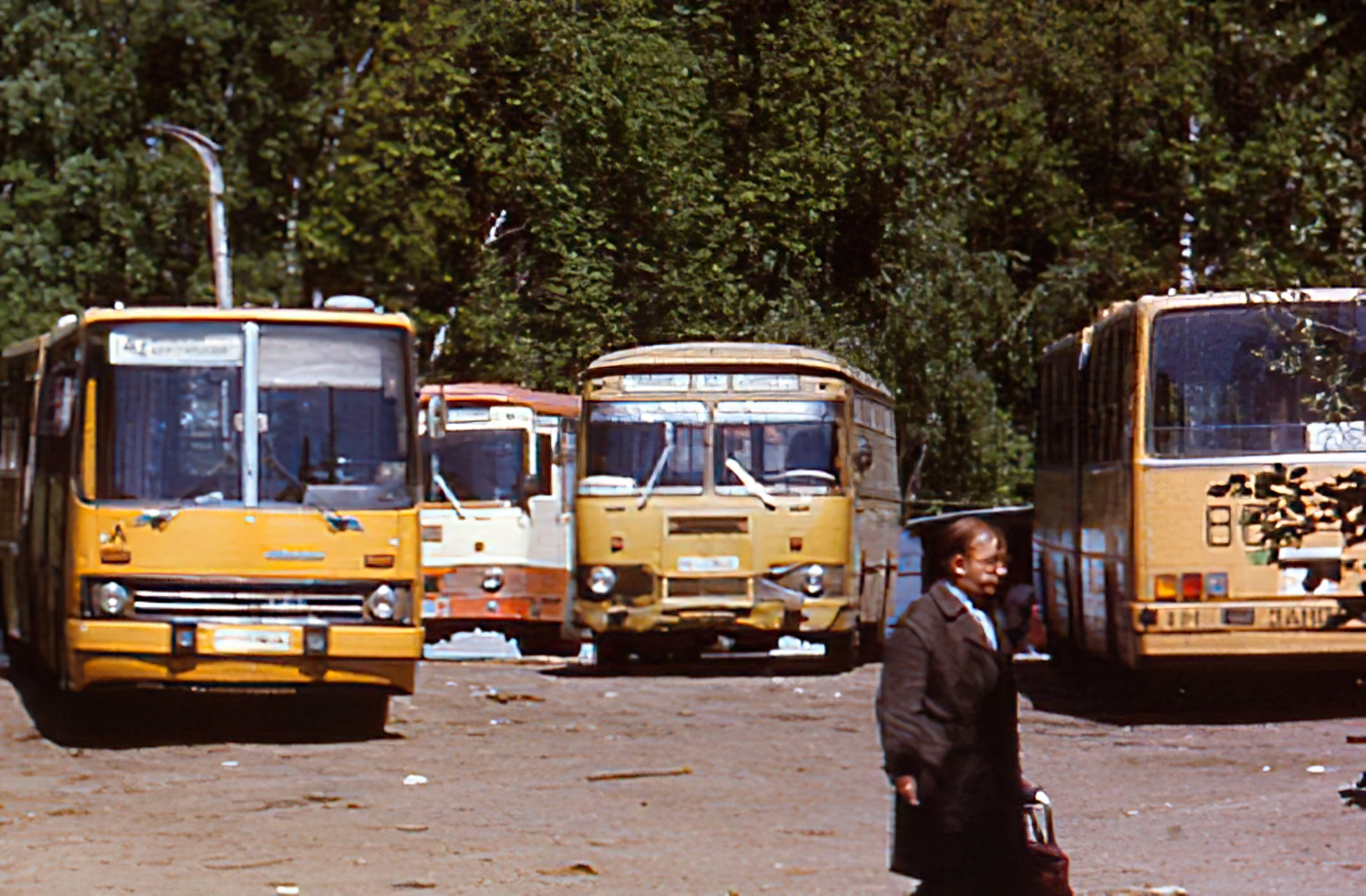
1990, Москва
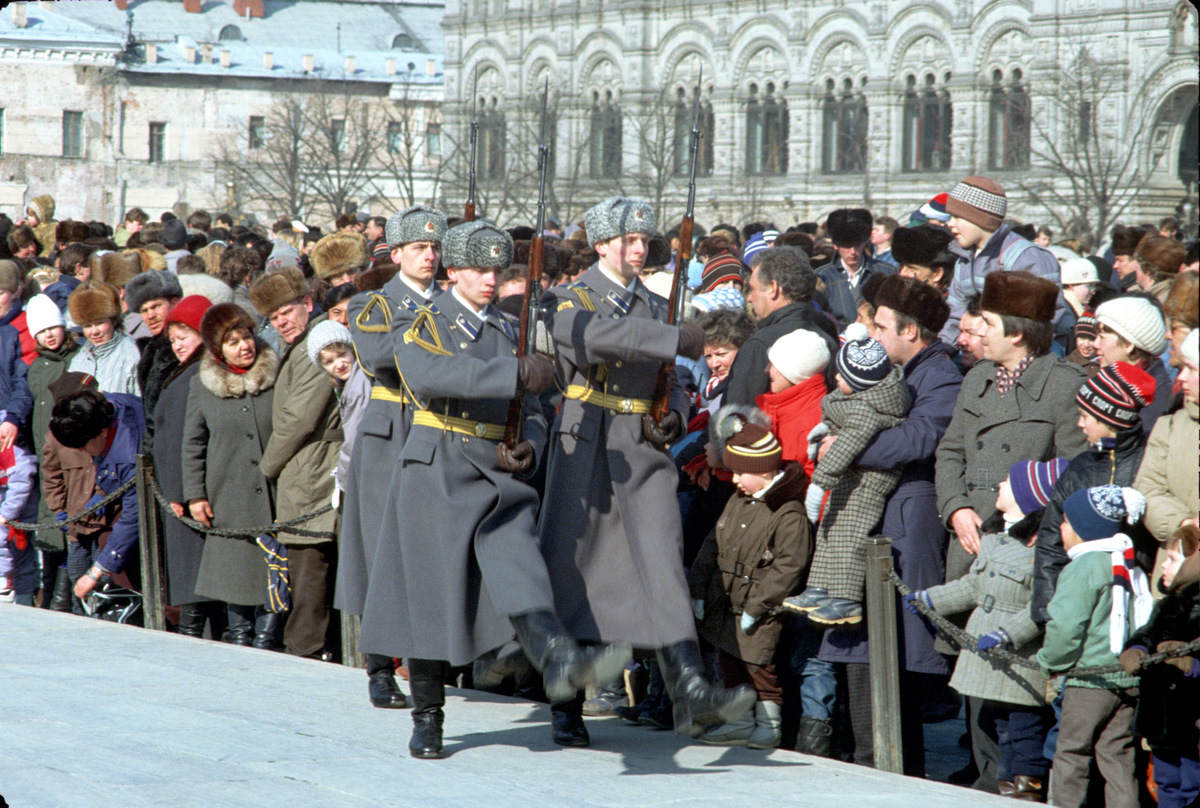
1990, Москва
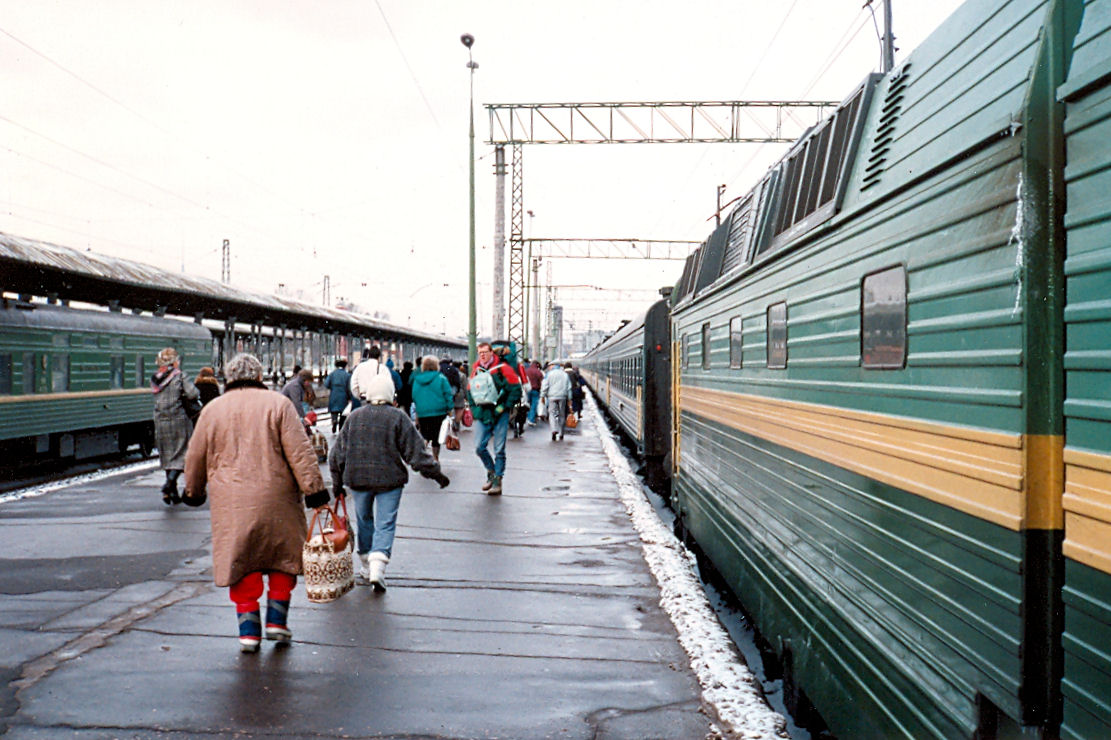
1990, Москва
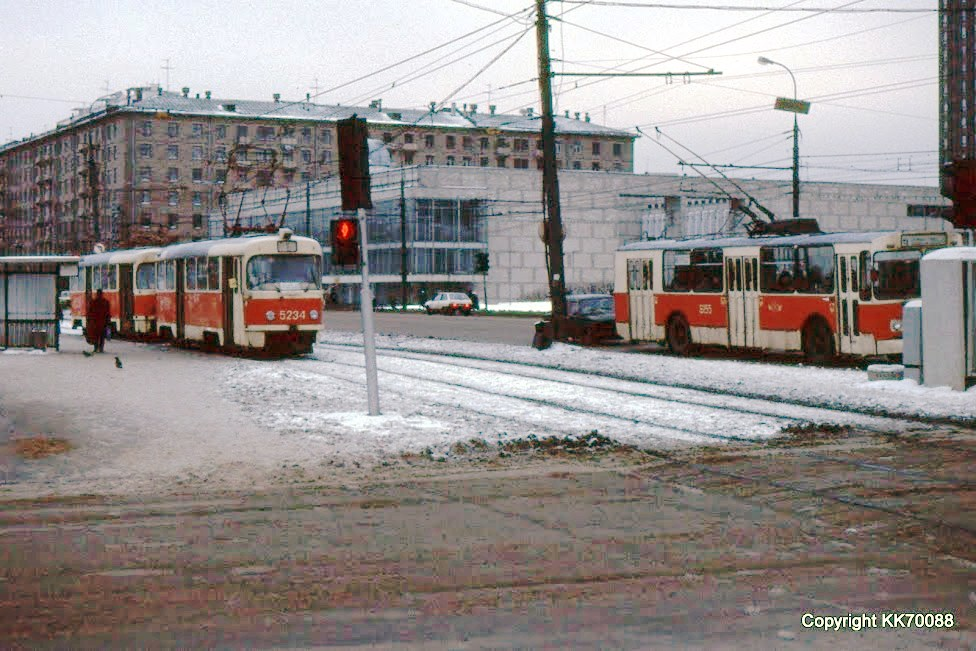
1990, Москва
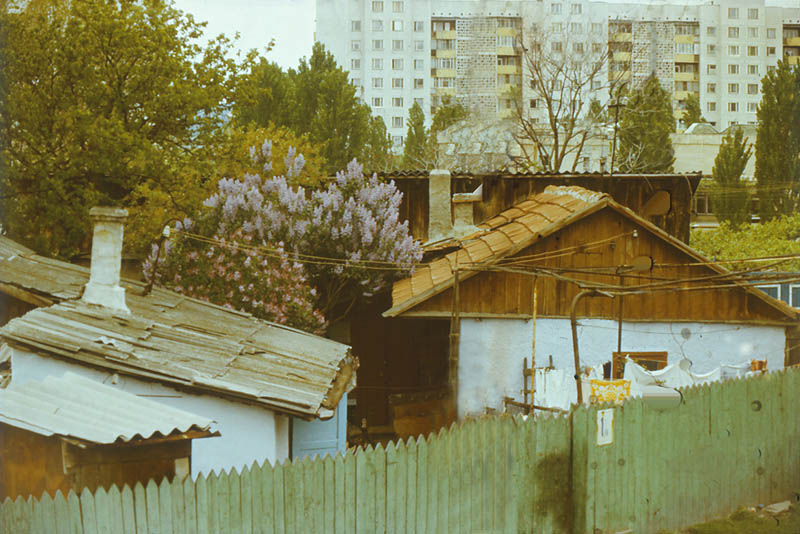
1990, Кишинёв
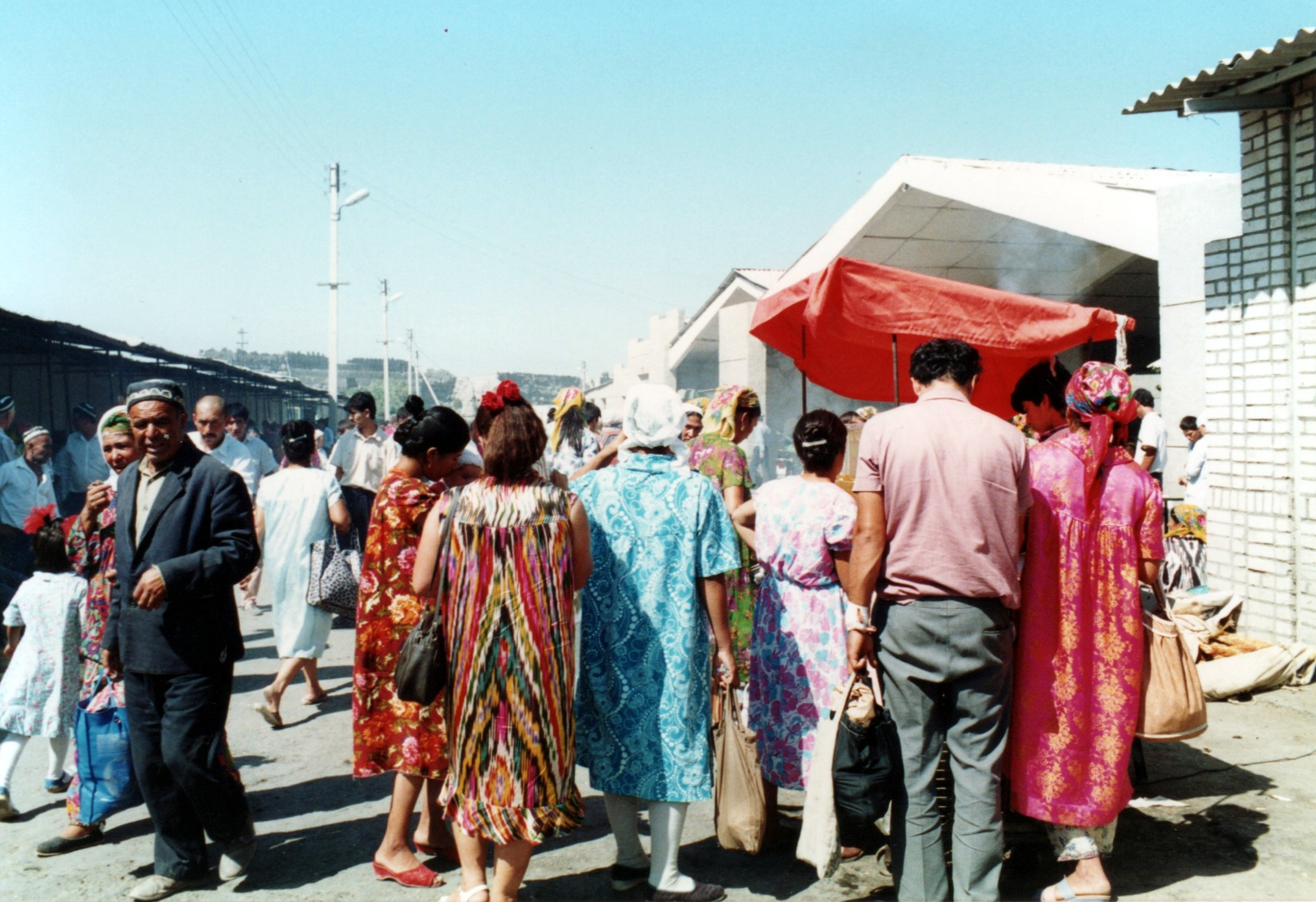
1990, Бухара
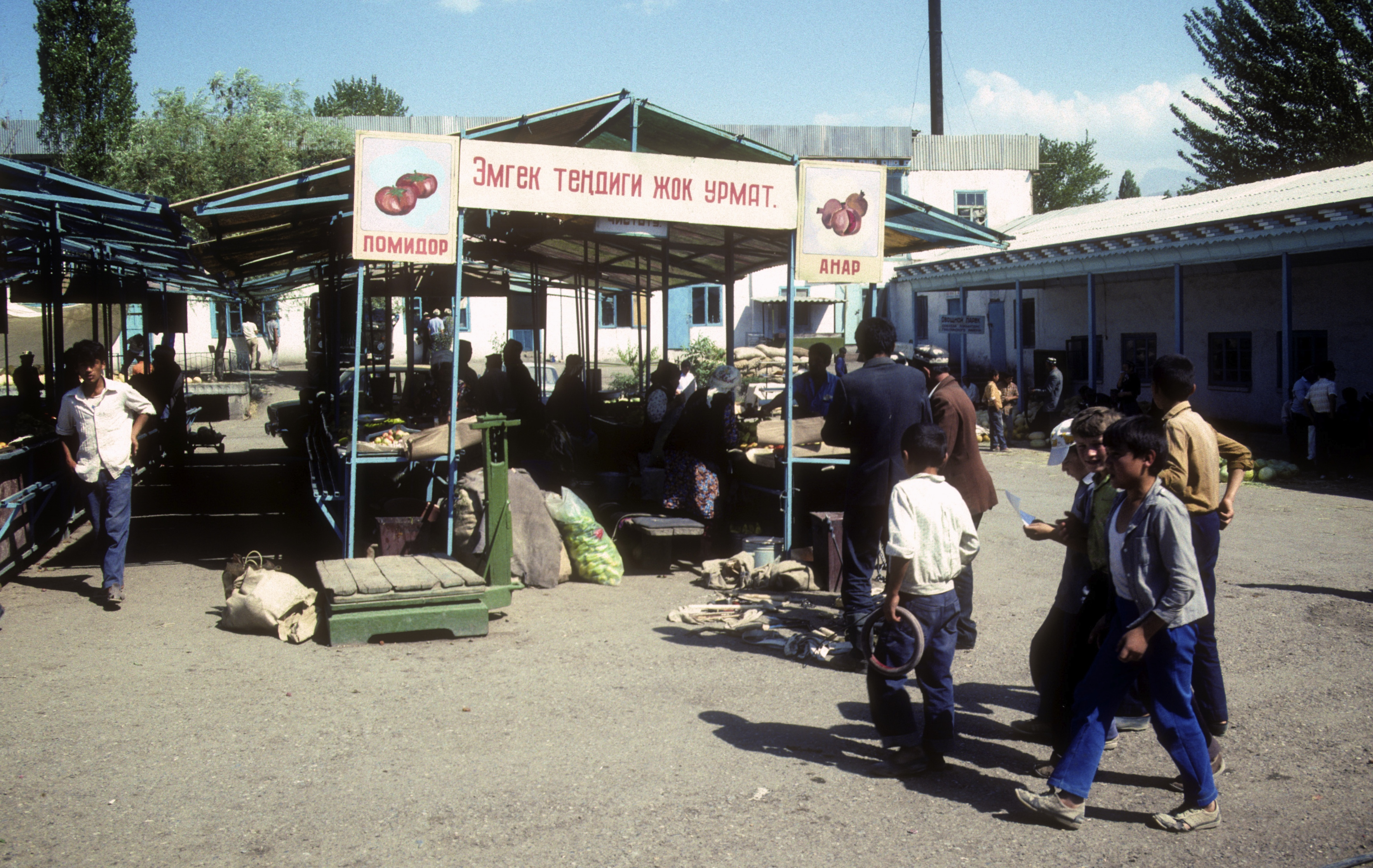
1990, Исфана
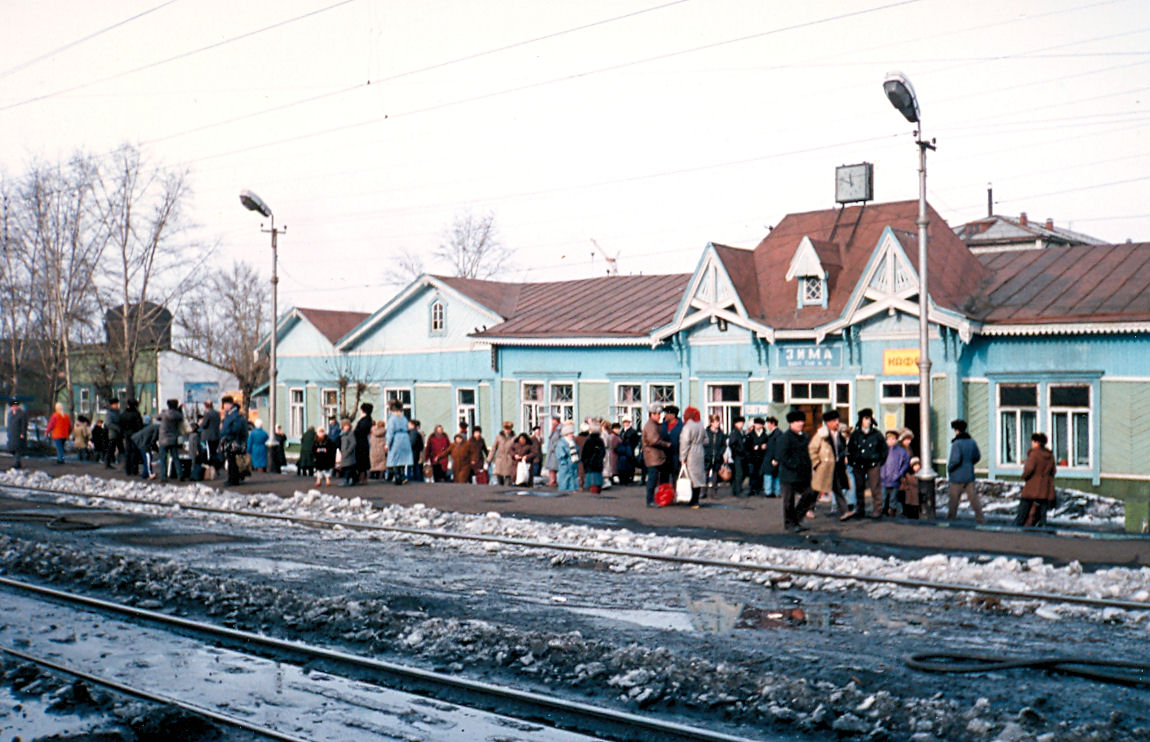
1990, г.Зима
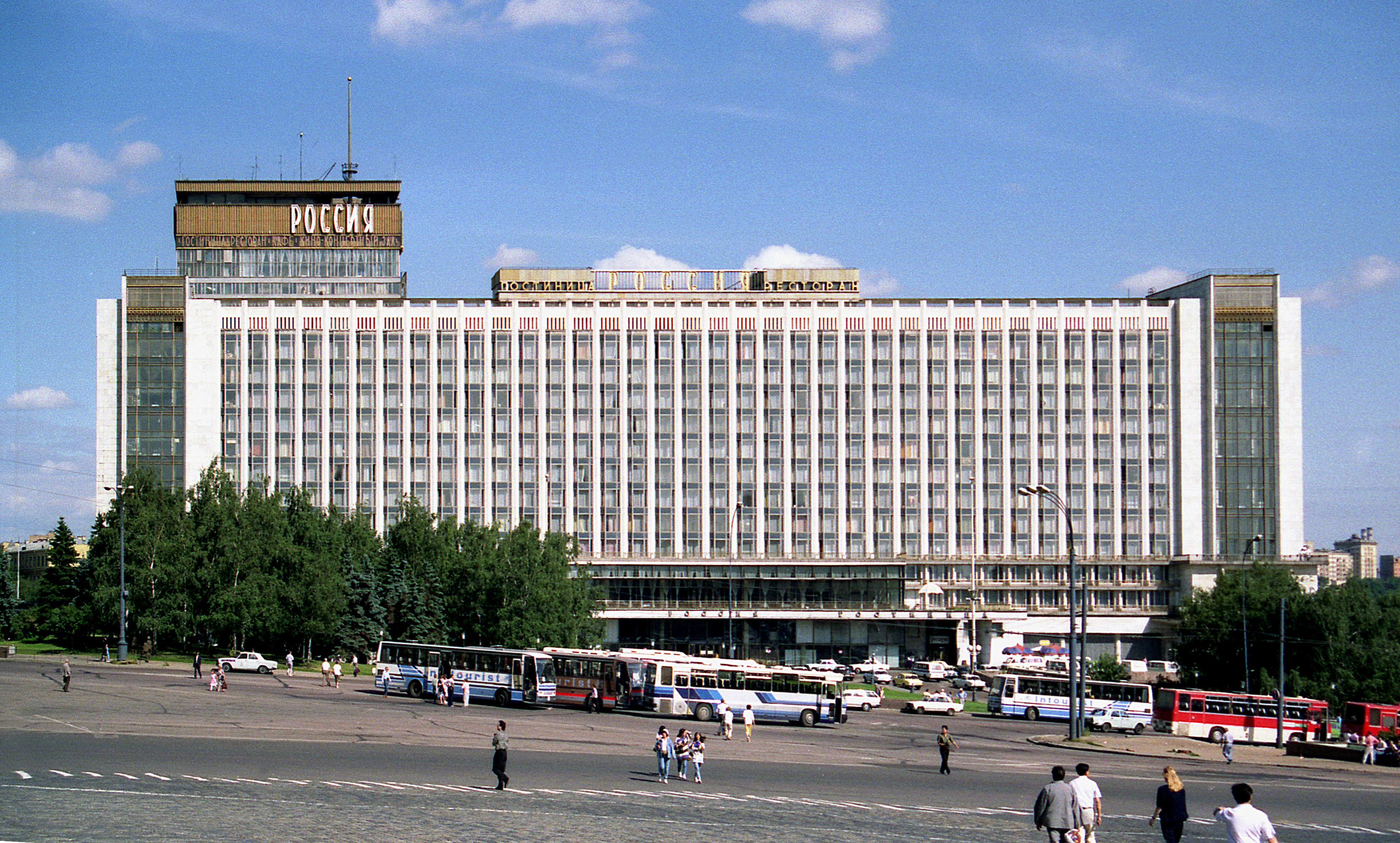
1991, Москва
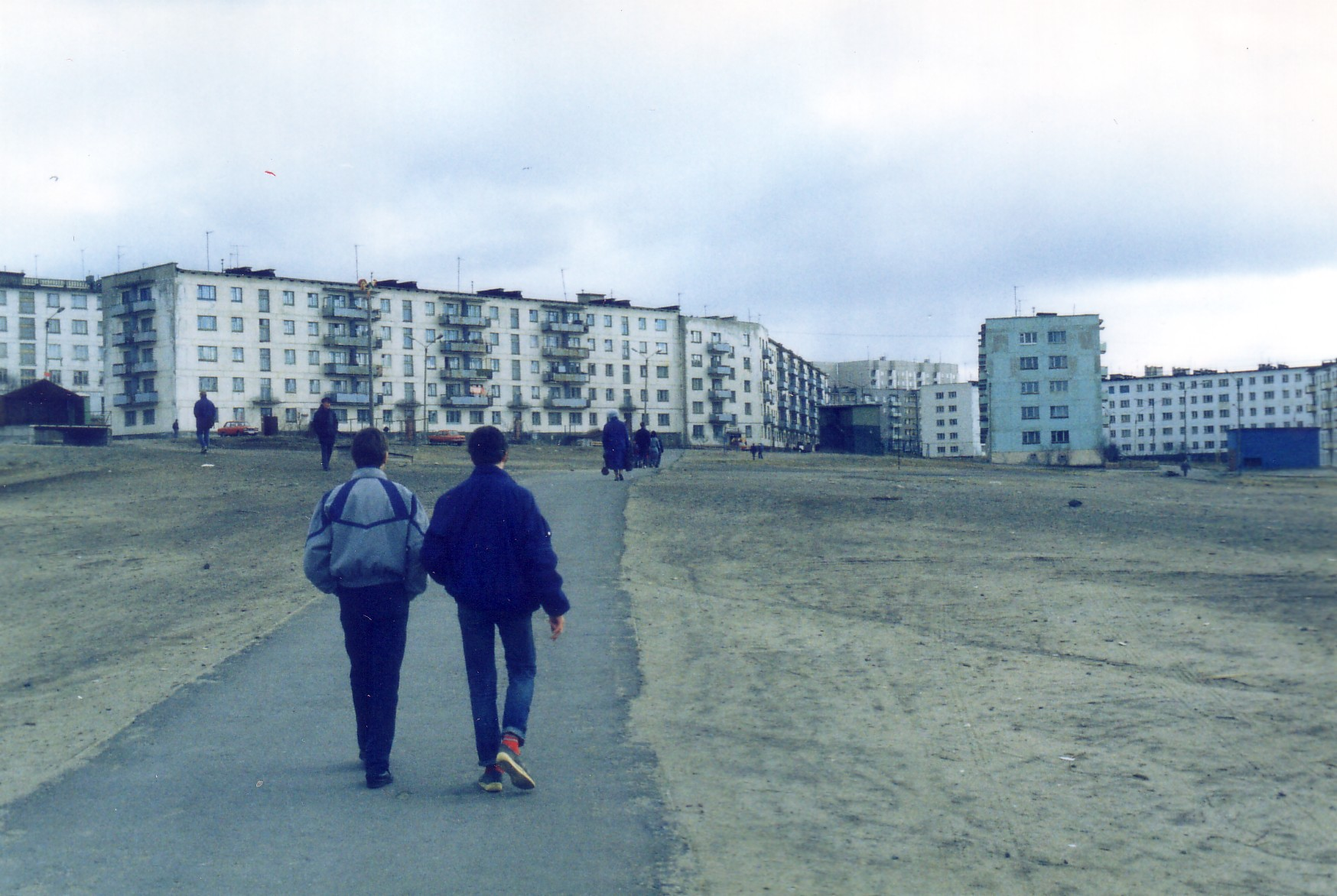
1991, г.Никель

1920-е

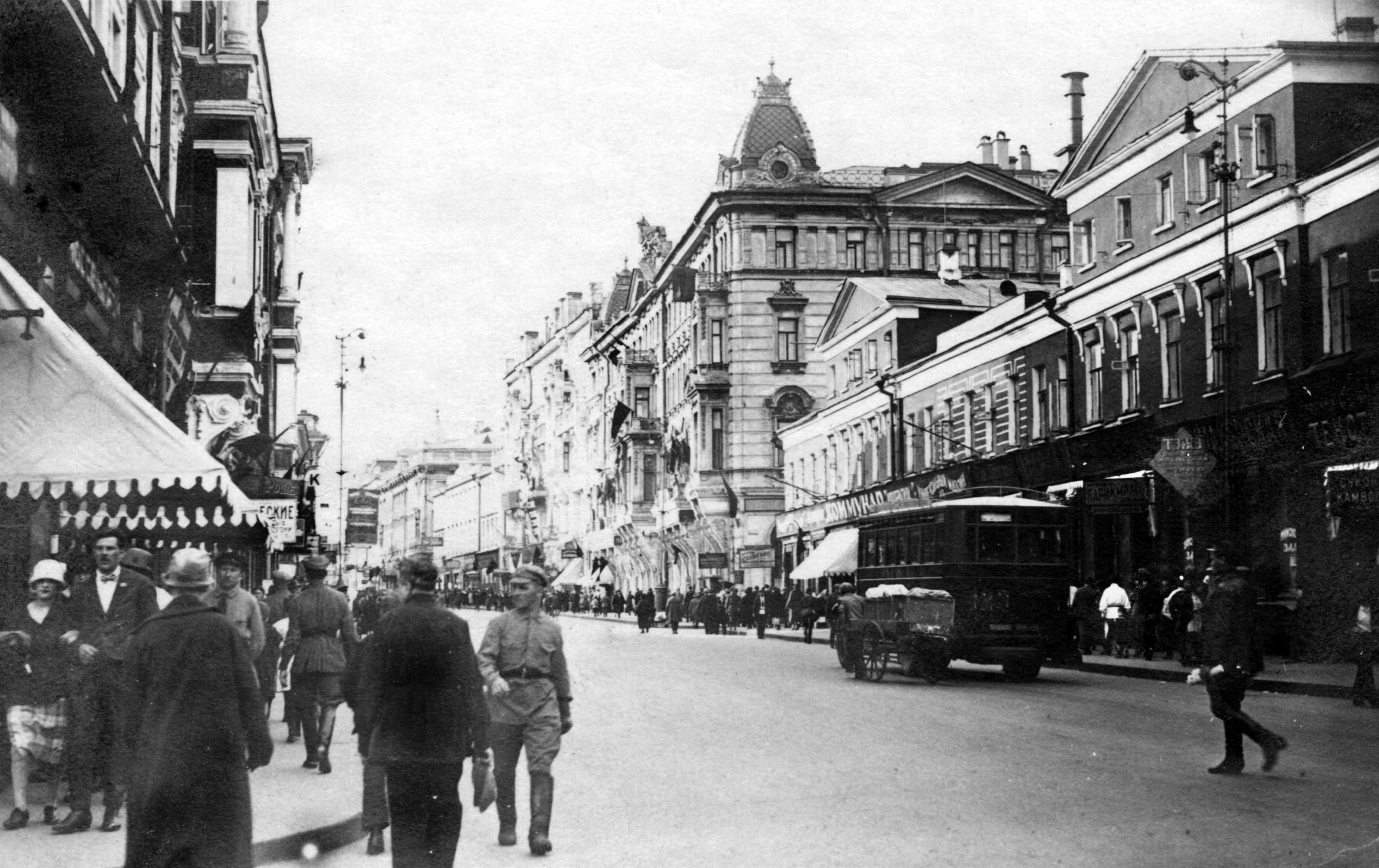
1920, Москва
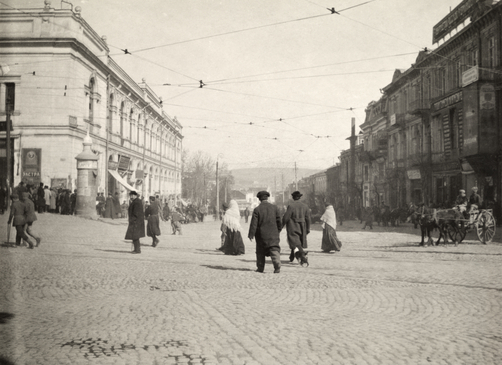
1920,  Тифлис
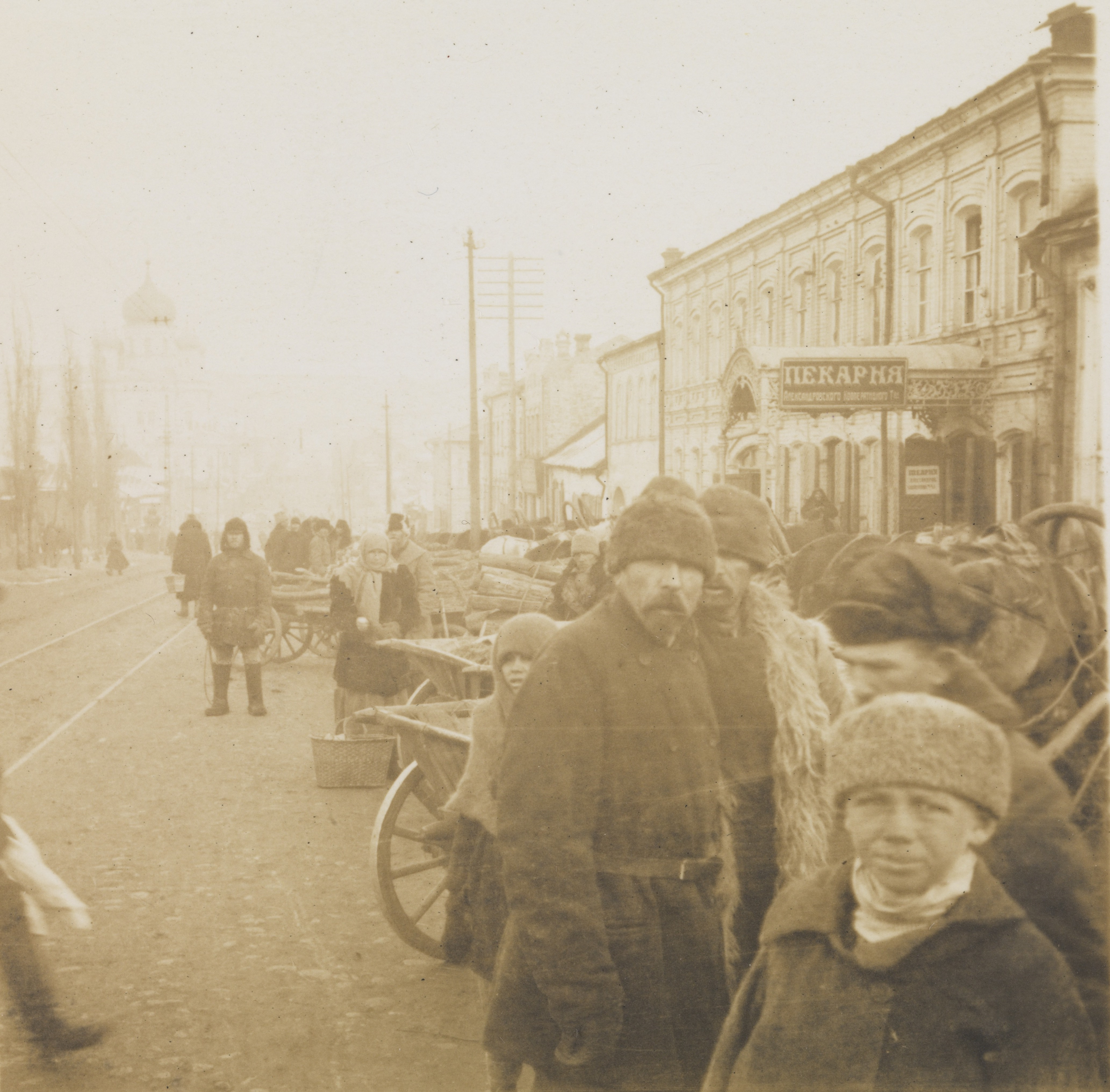
1921, Саратов
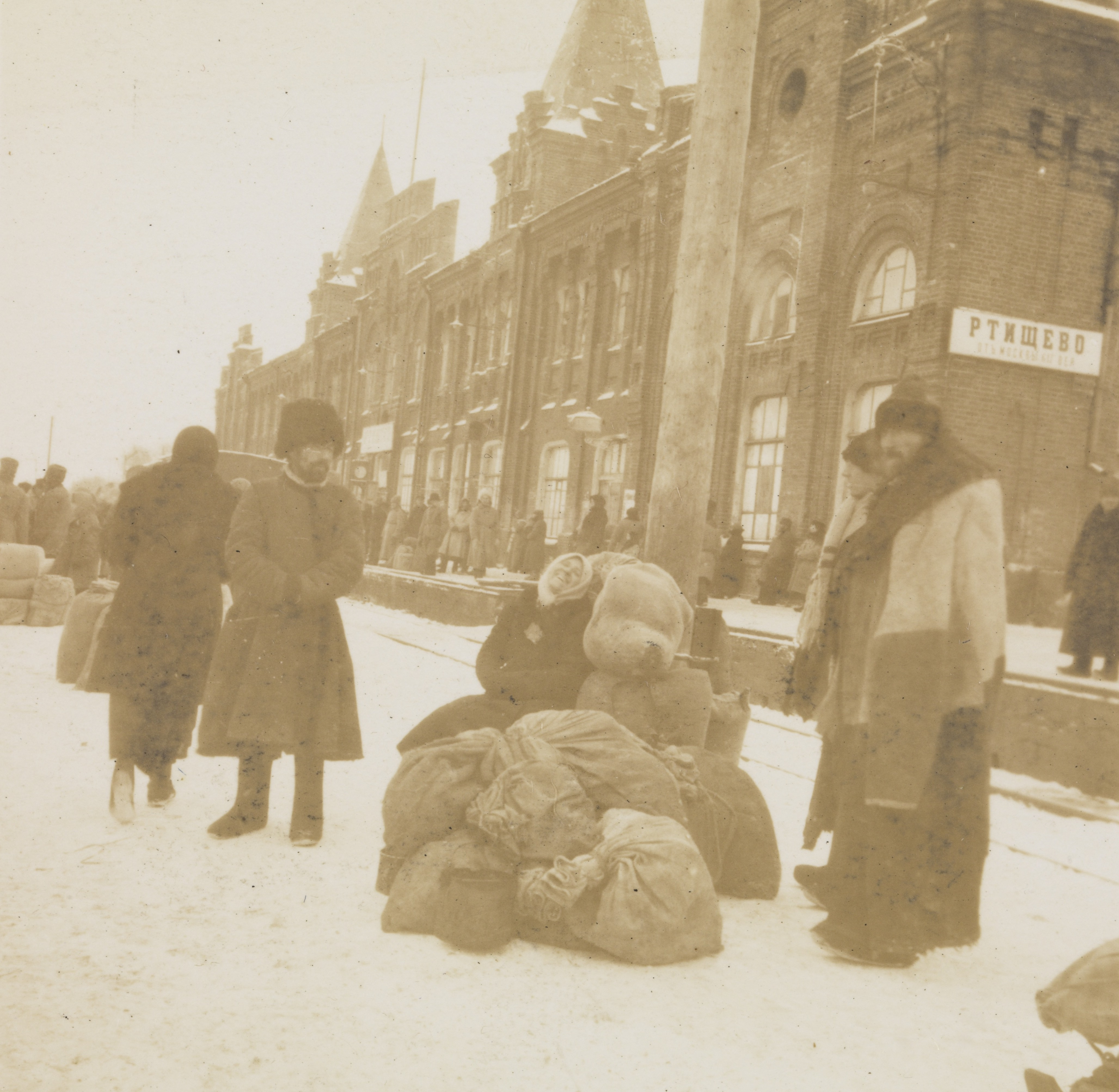
1921, Саратов
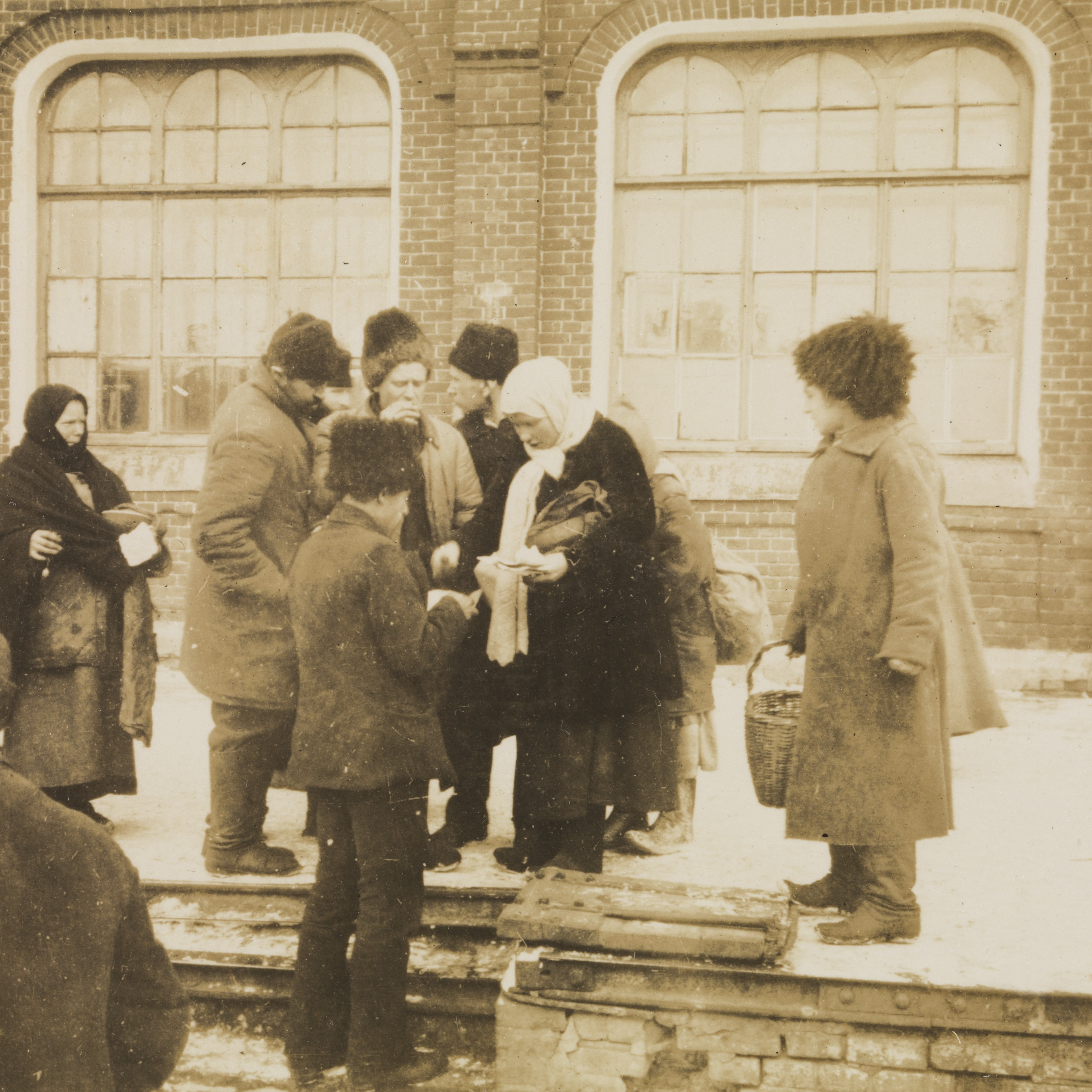
1921, Саратов
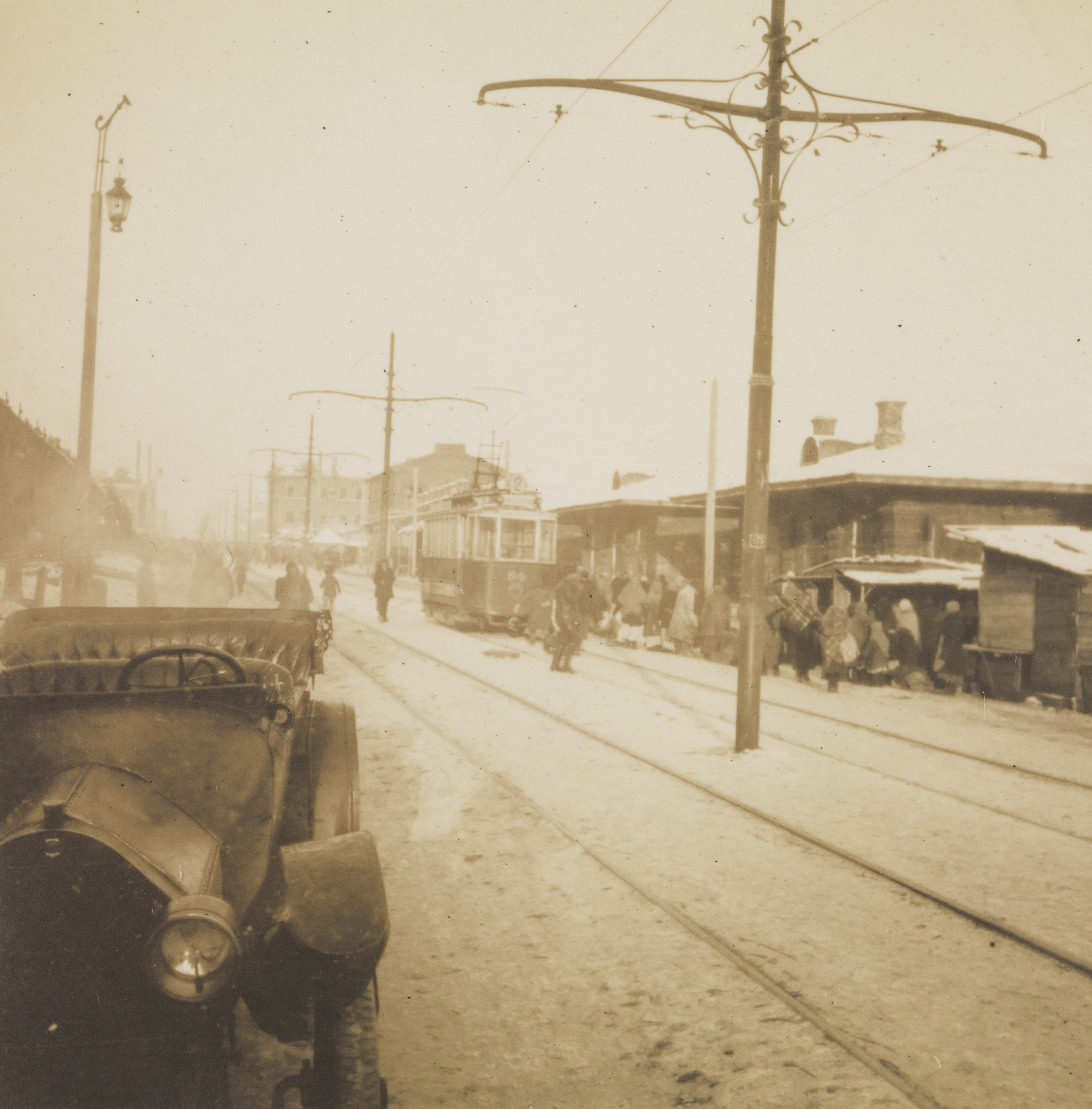
1921, Самара
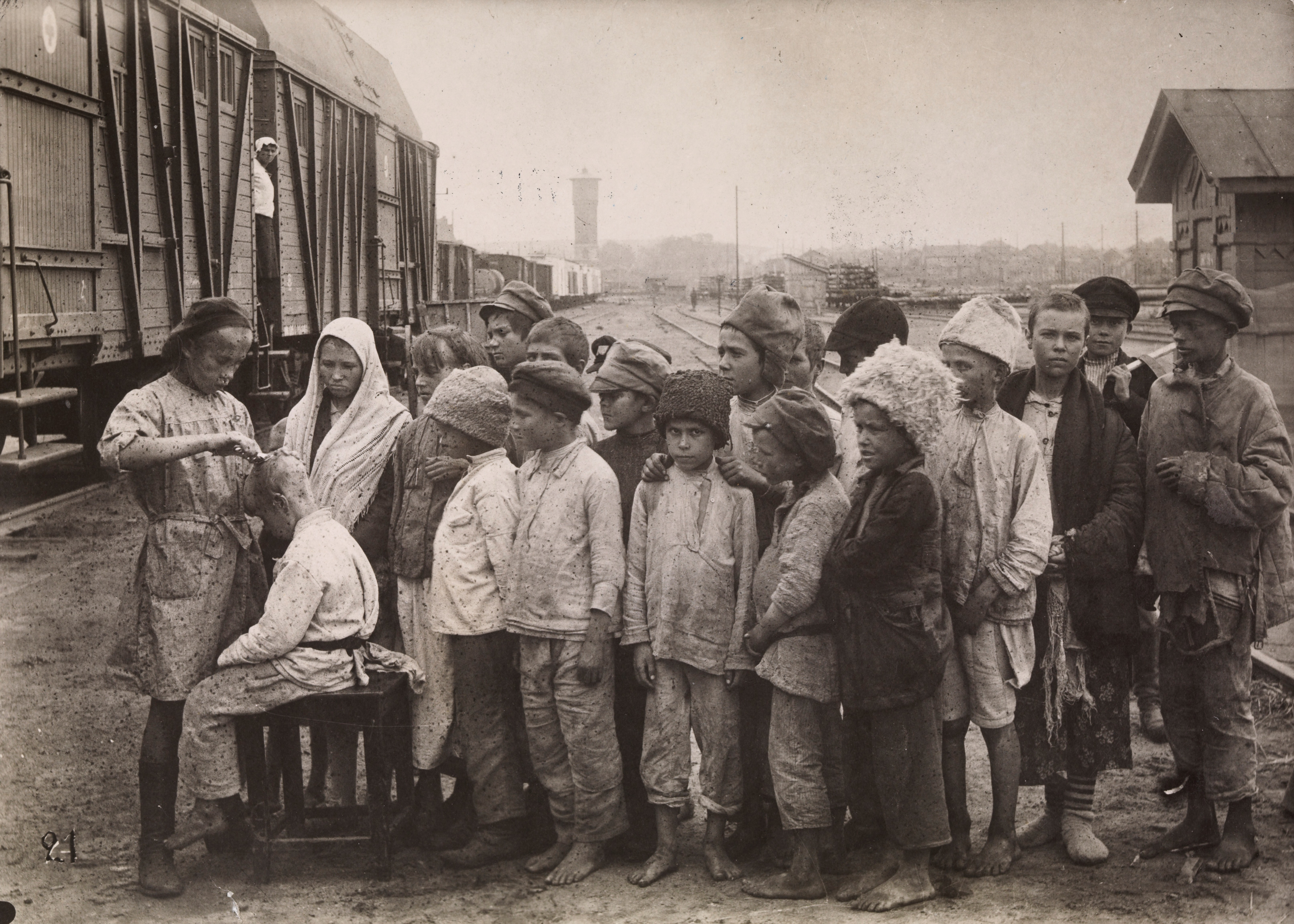
1921, Самара
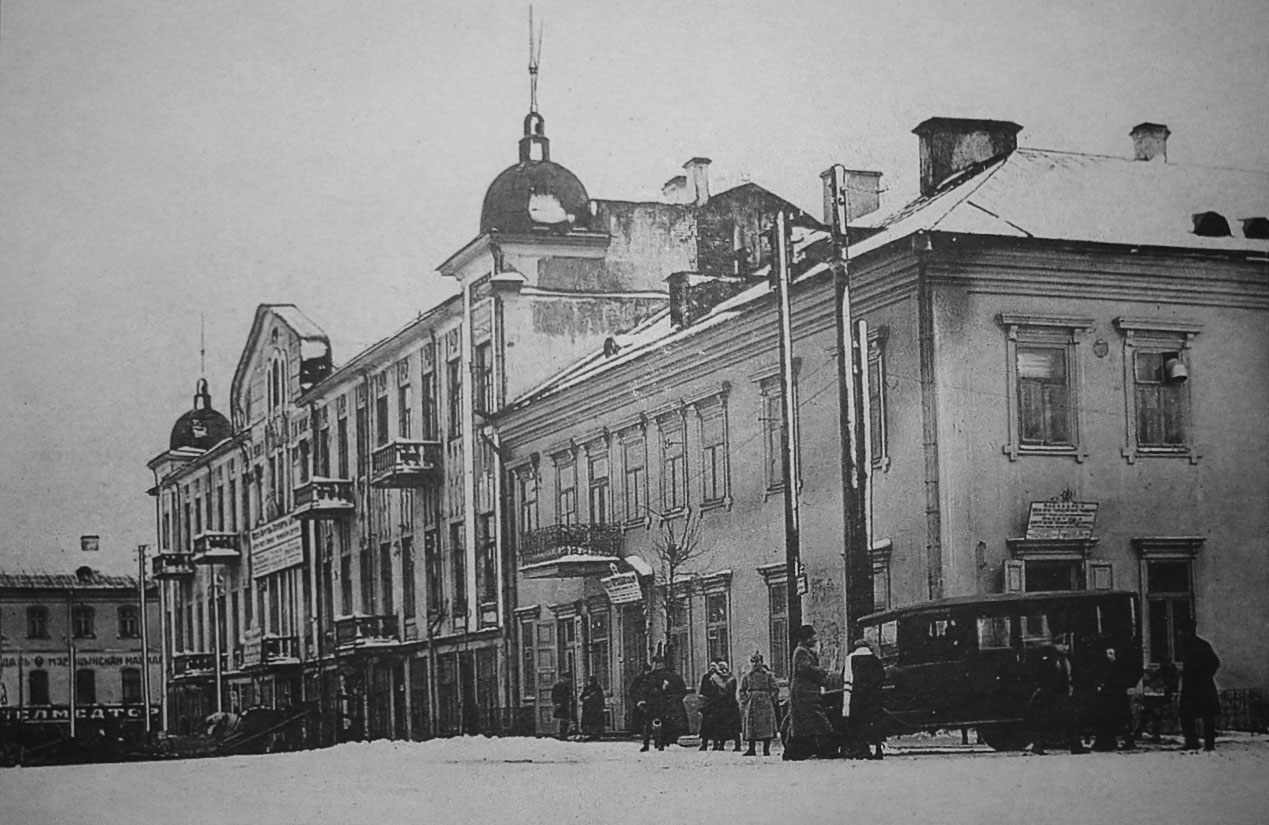
1924, Минск
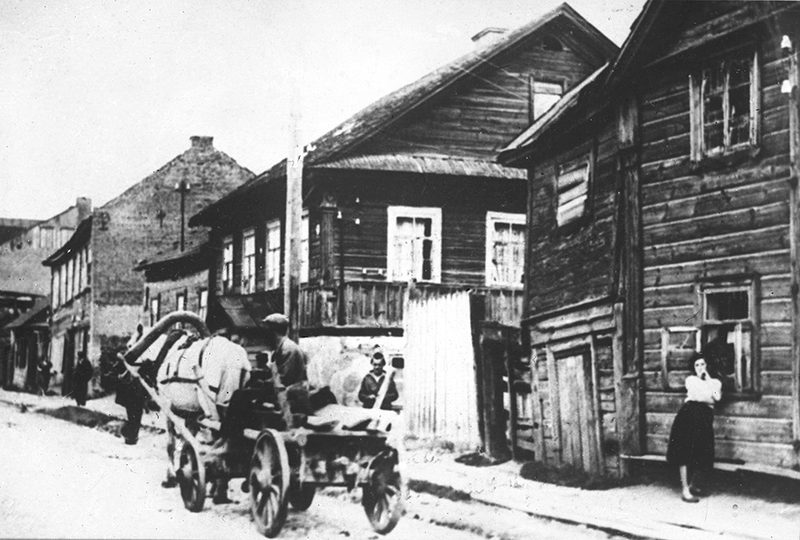
1927, Минск
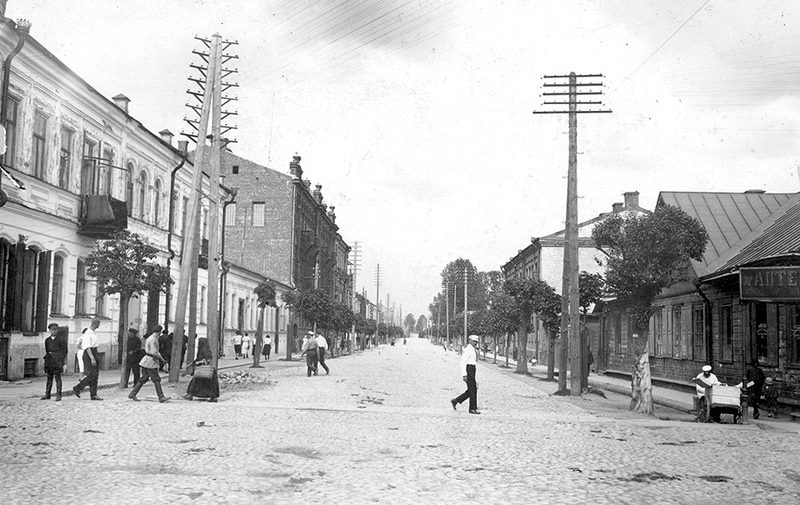
1927, Минск
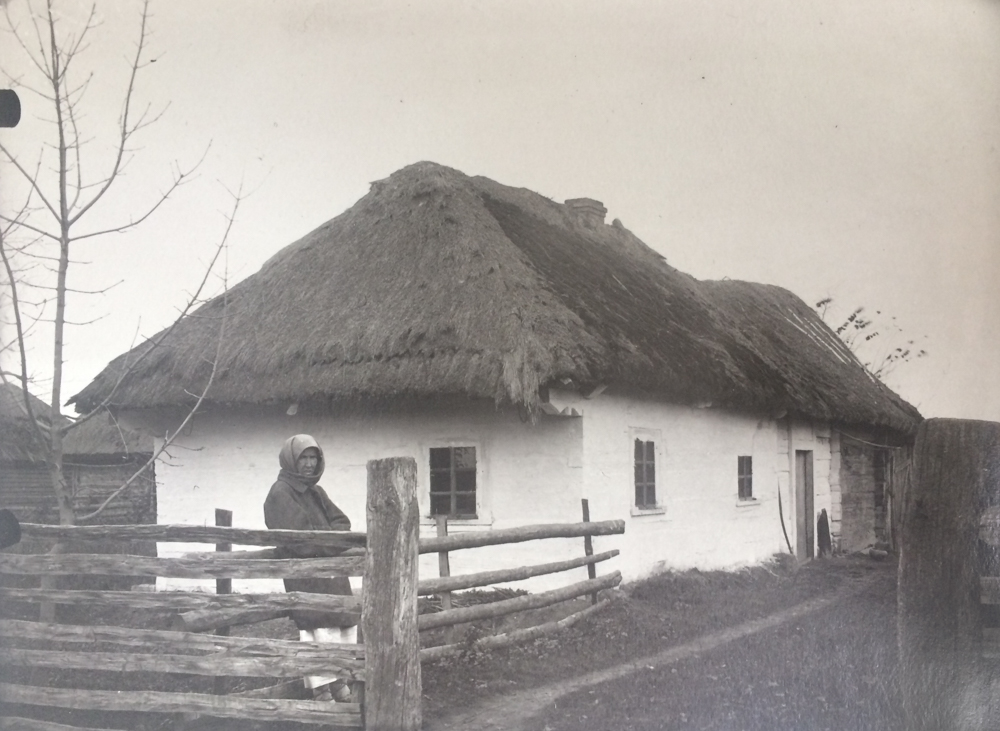
1929, с.Белка
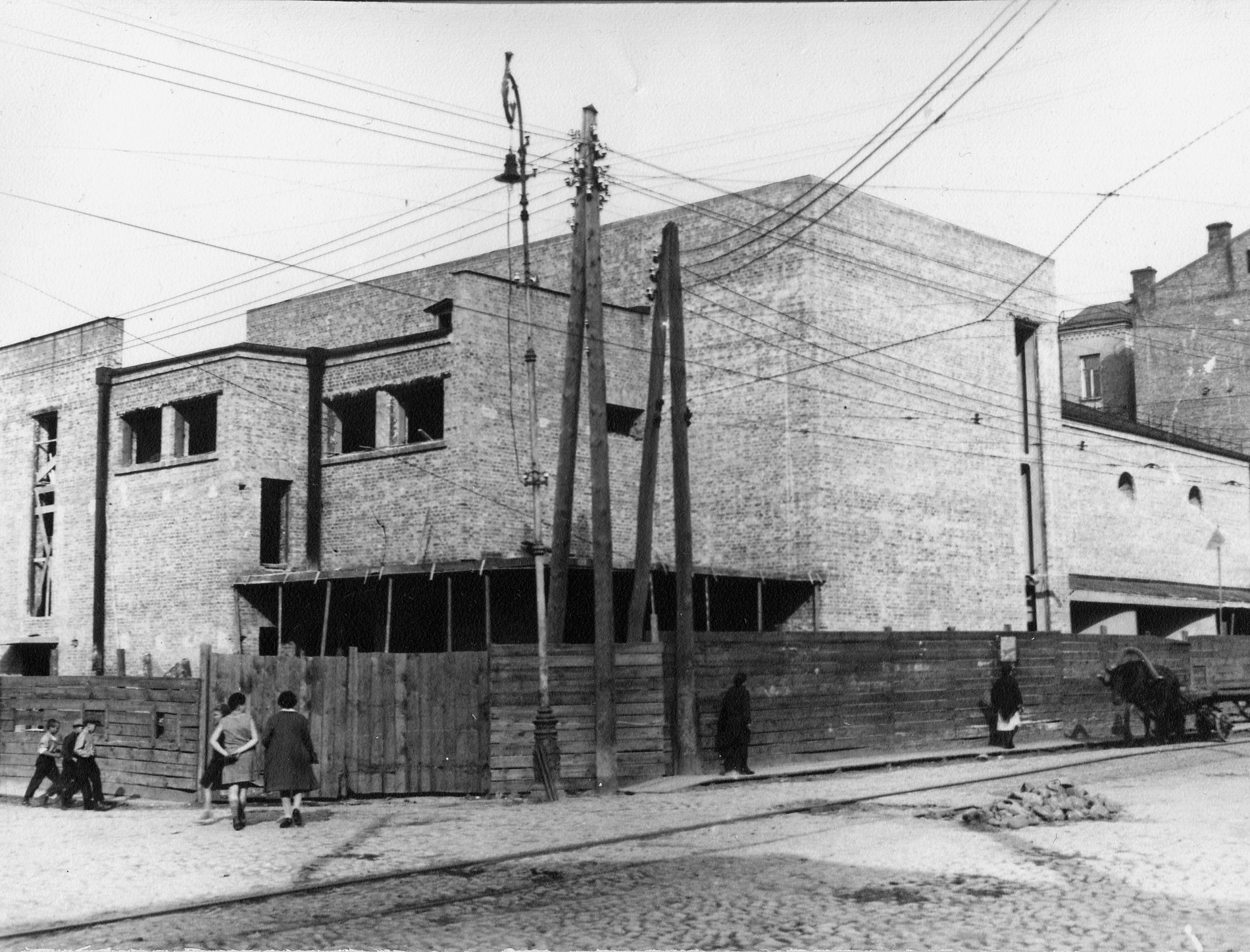
1929, Киев
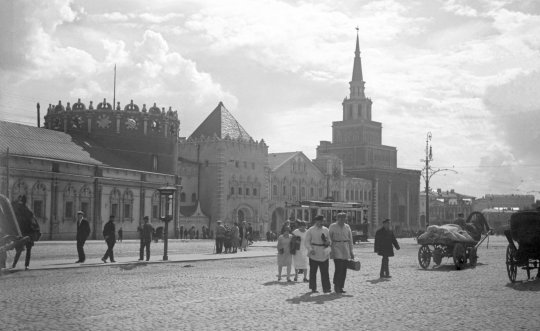
1920-е, Москва
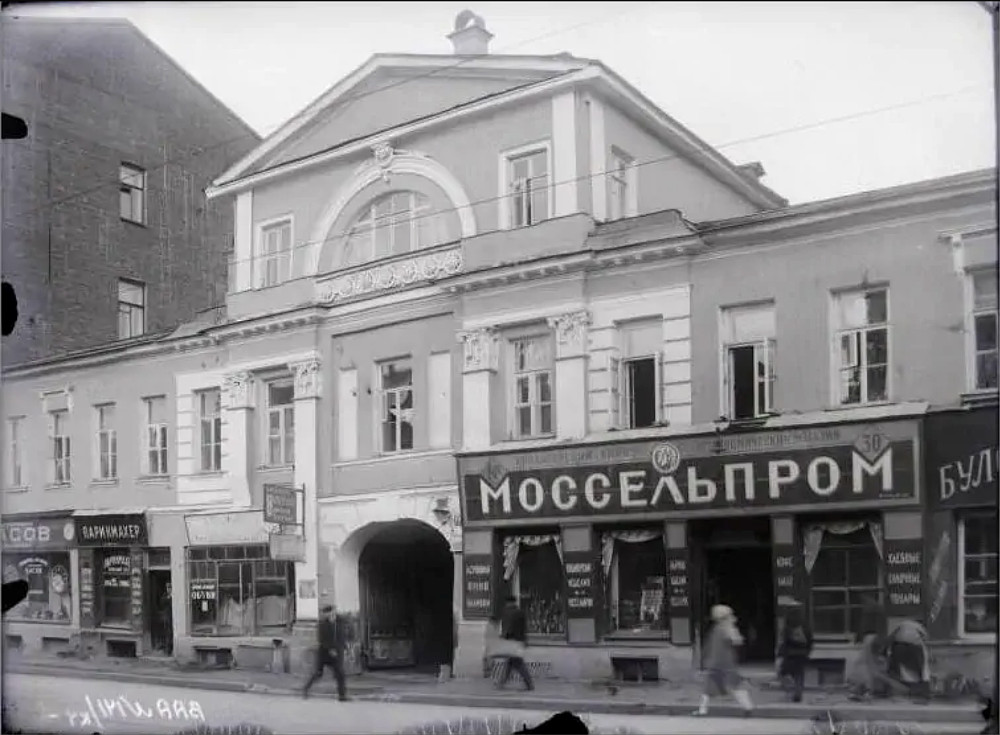
1920-е, Москва

1930-е

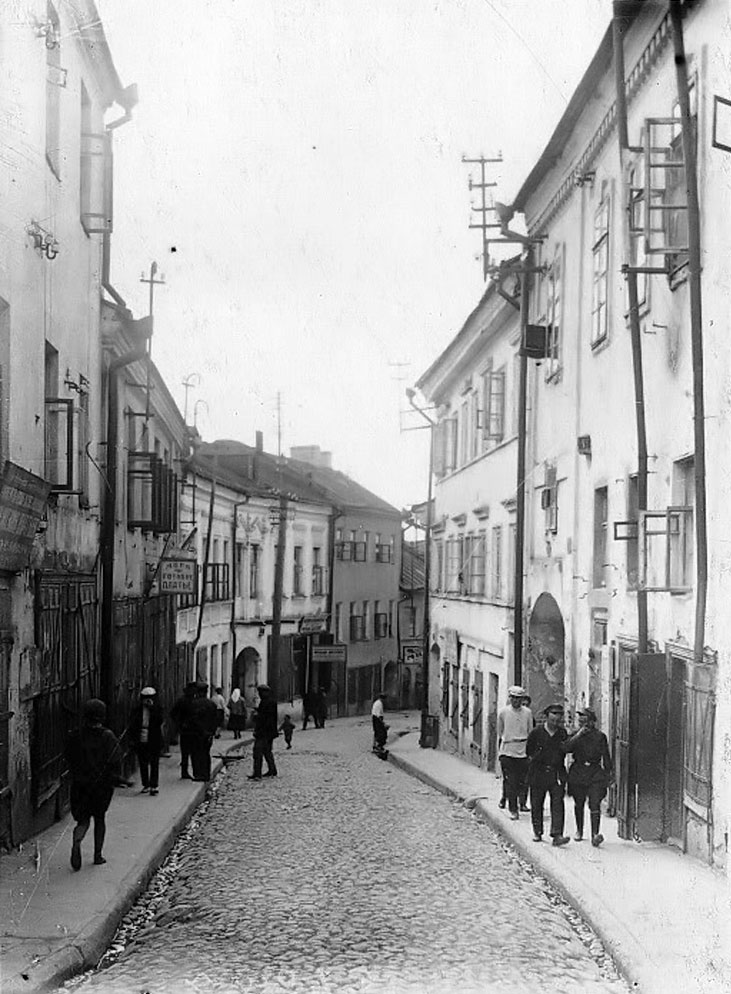
1930, Минск
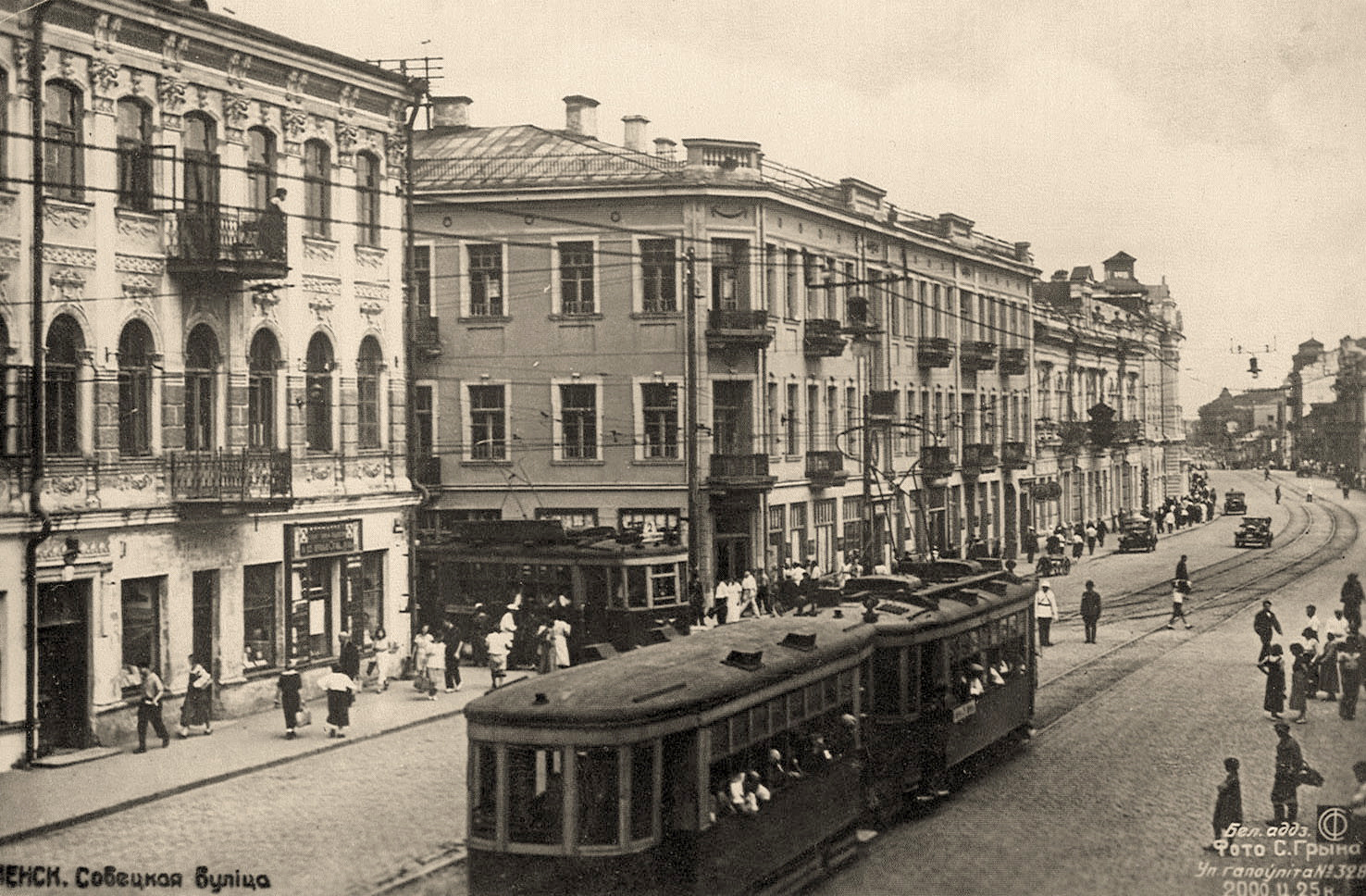
1930, Минск
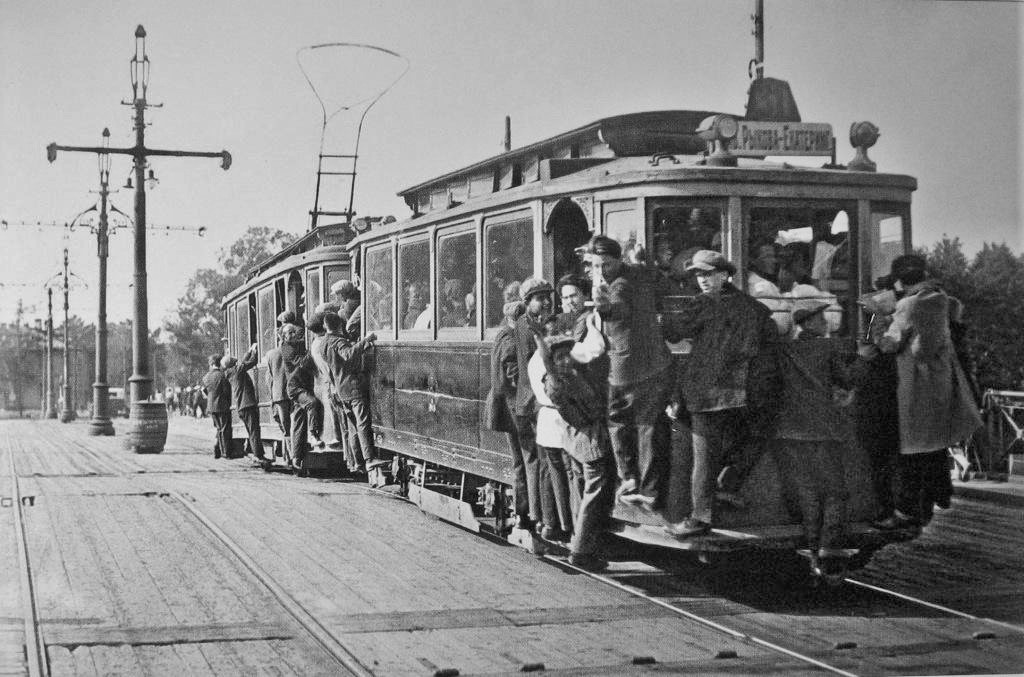
1933, Ленинград
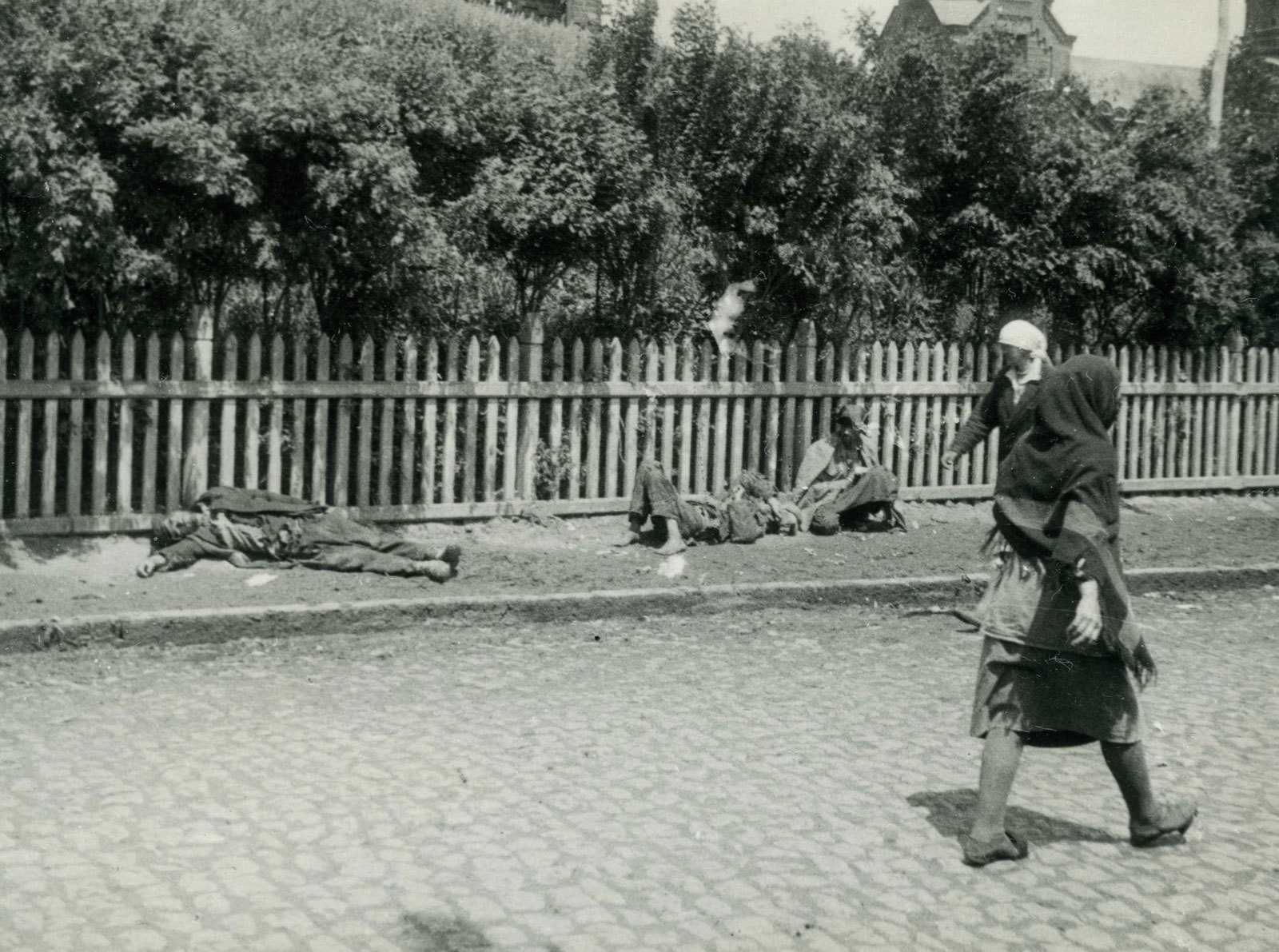
1933, Харьков
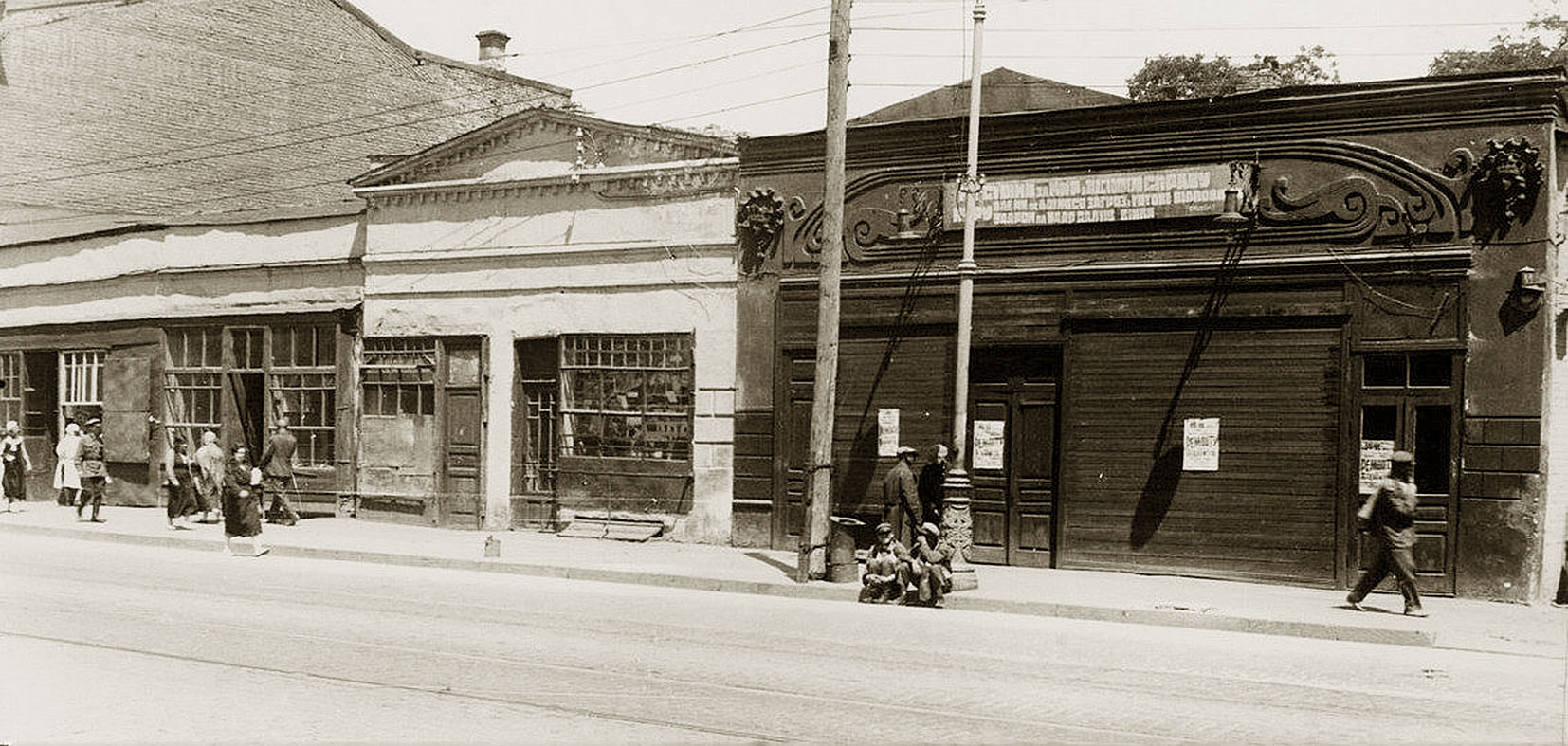
1934, Киев
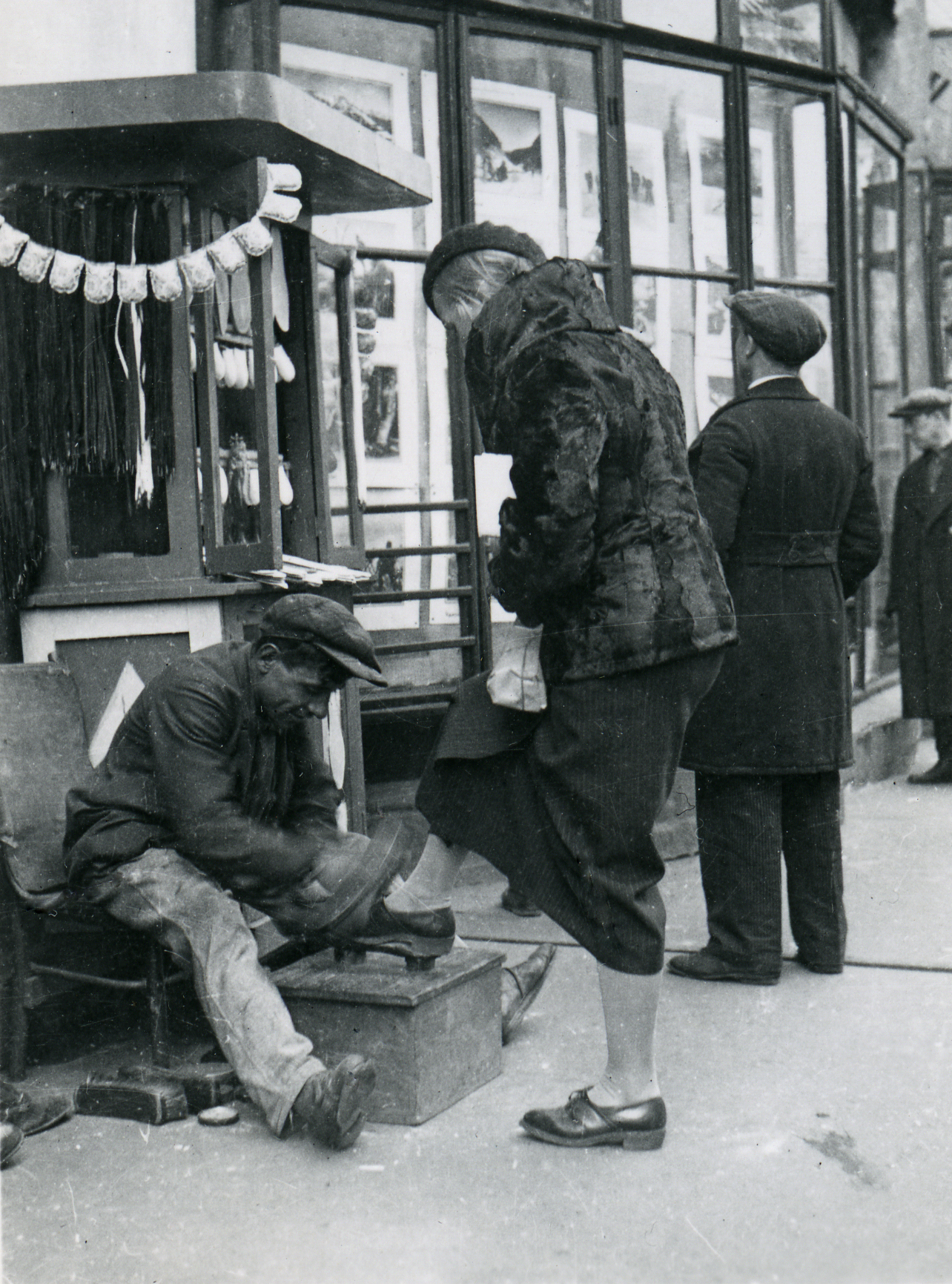
1935, Москва
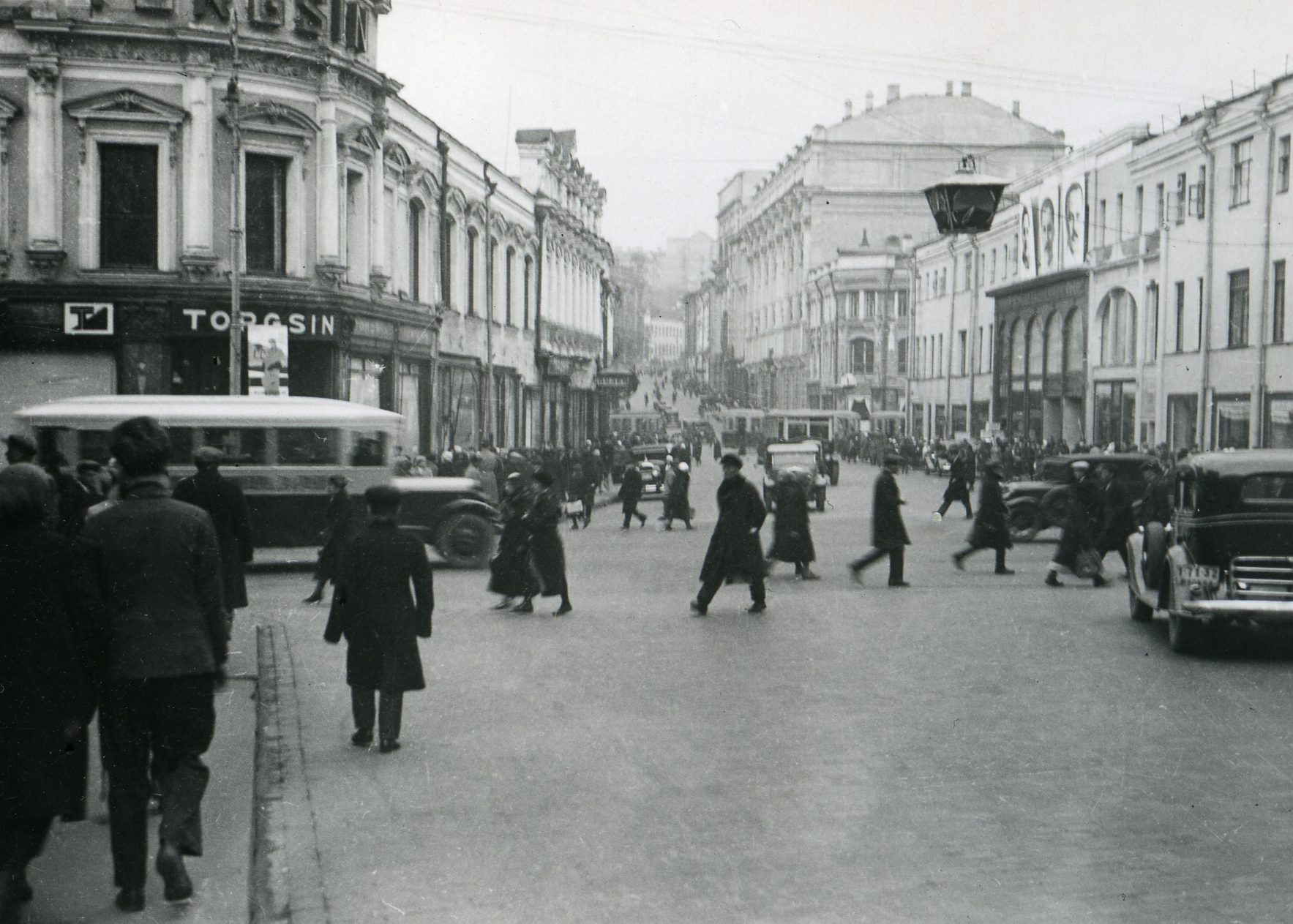
1935, Москва
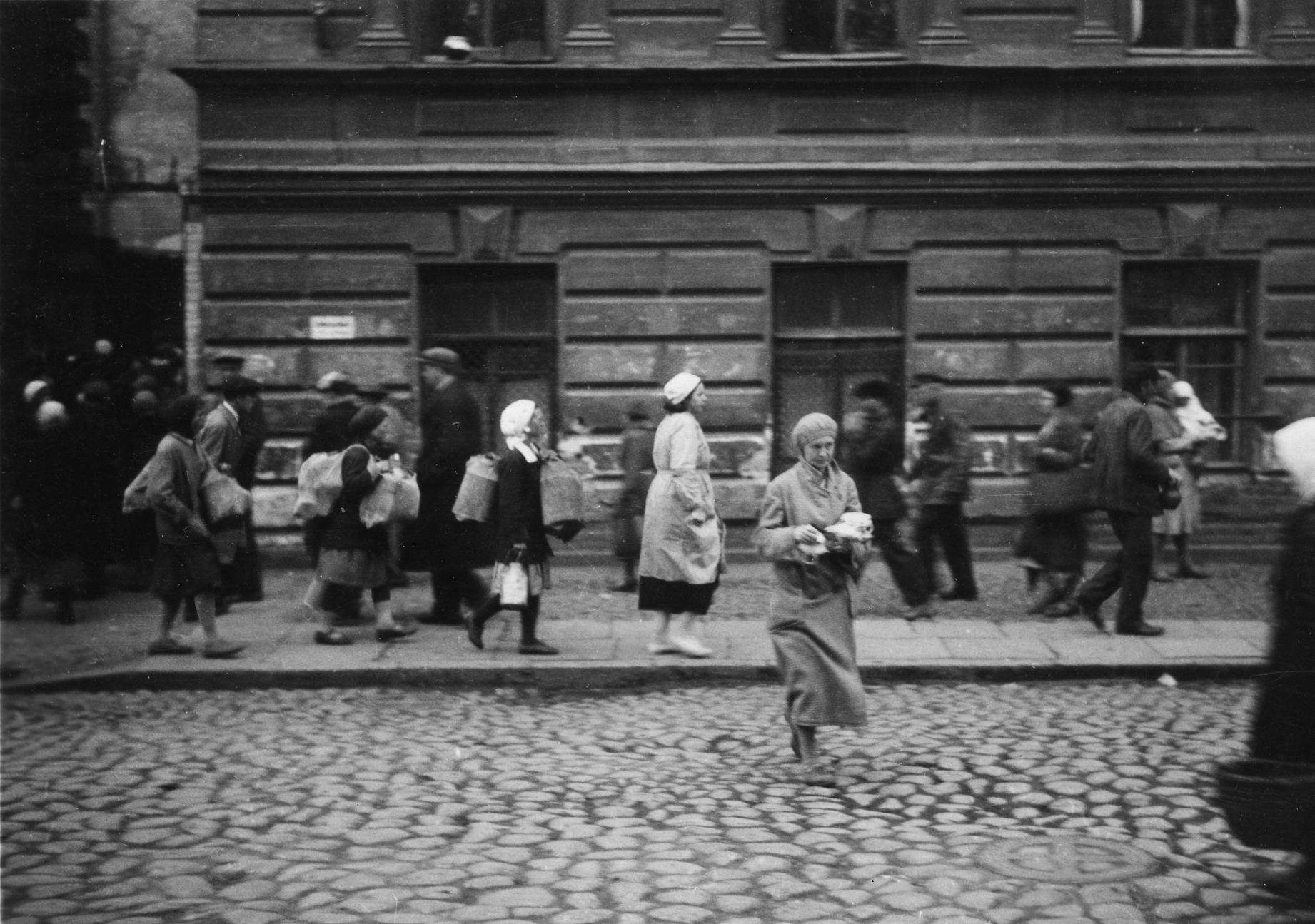
1935, Москва
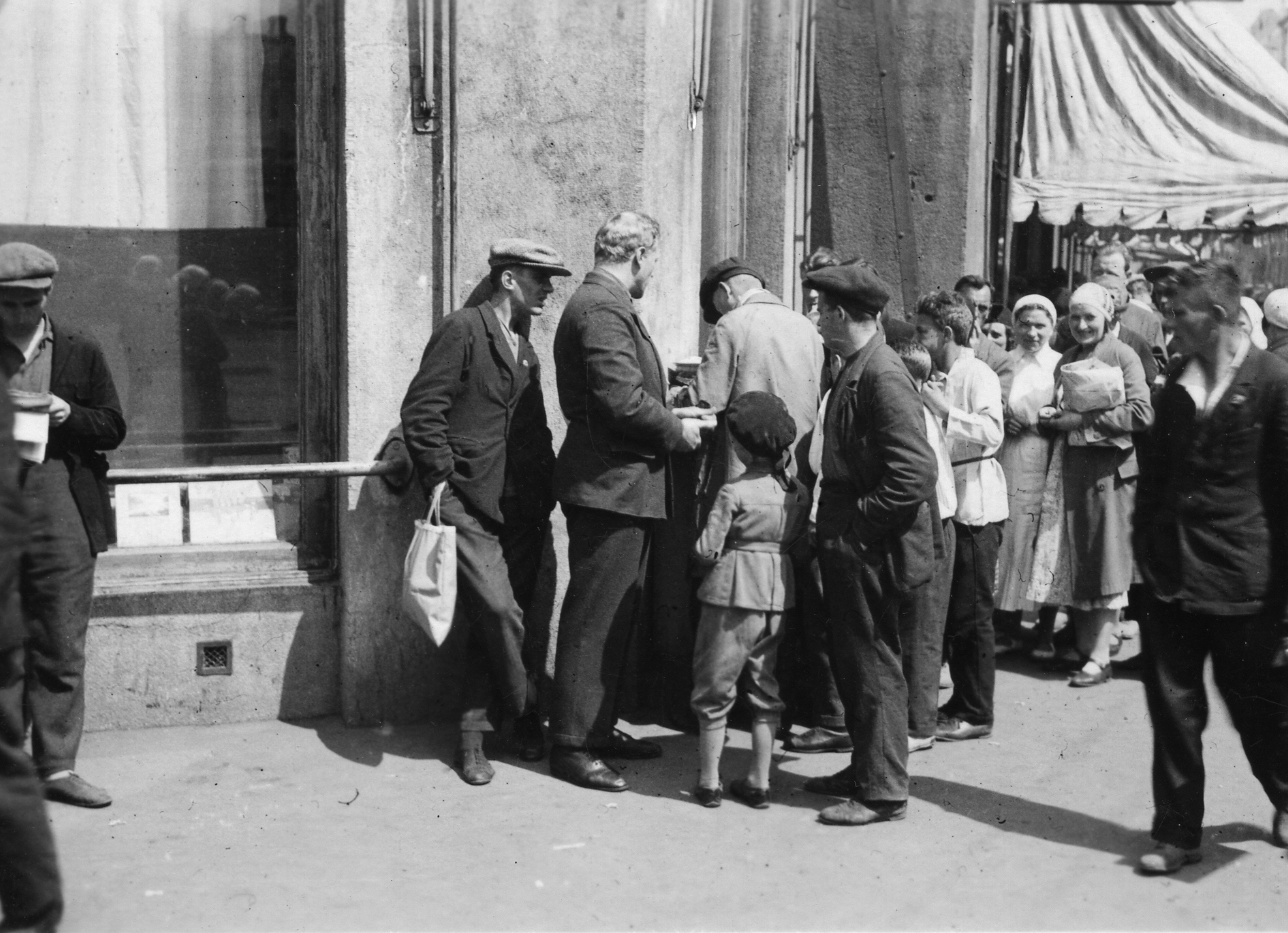
1935, Москва
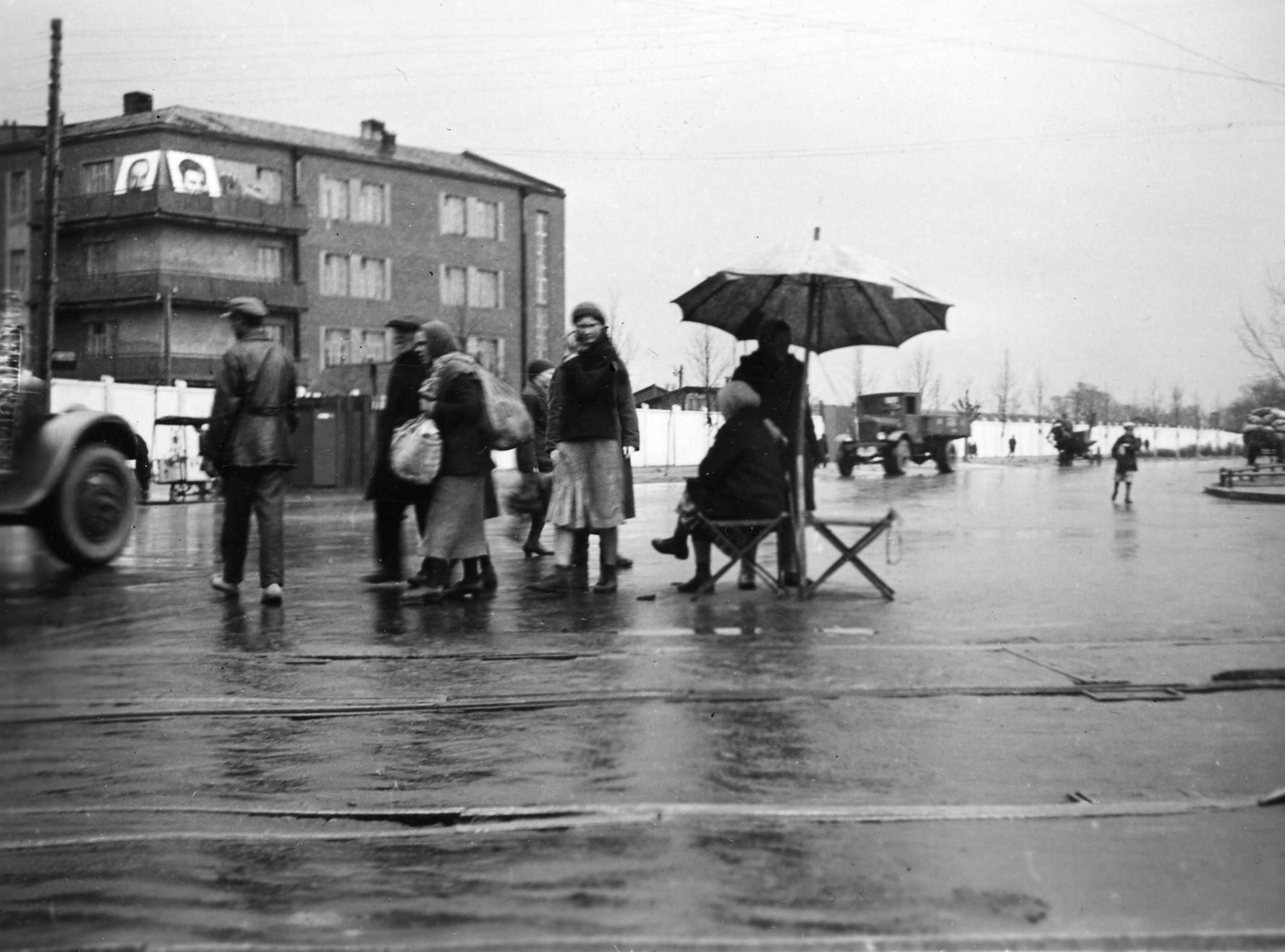
1935, Москва
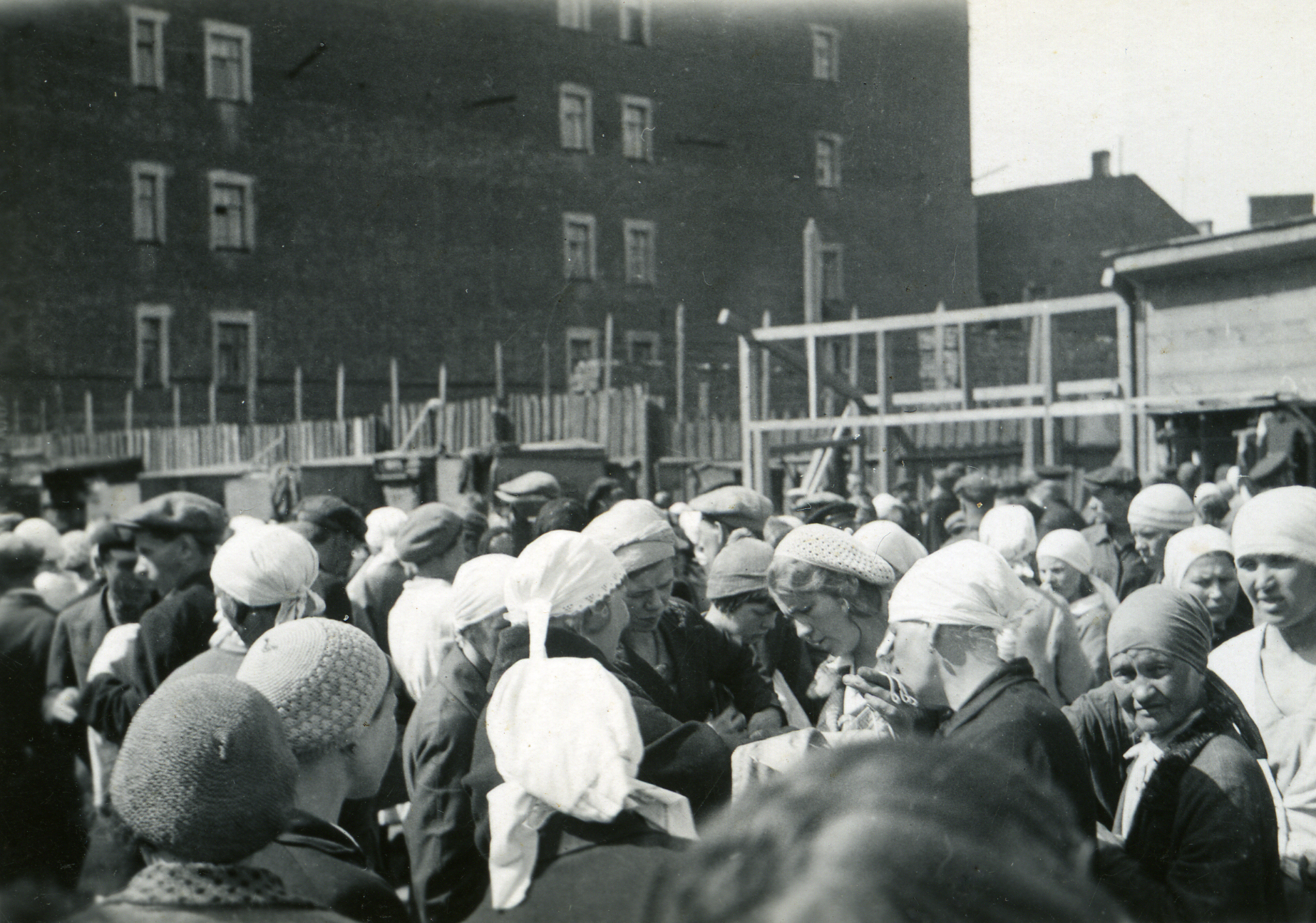
1935, Ленинград
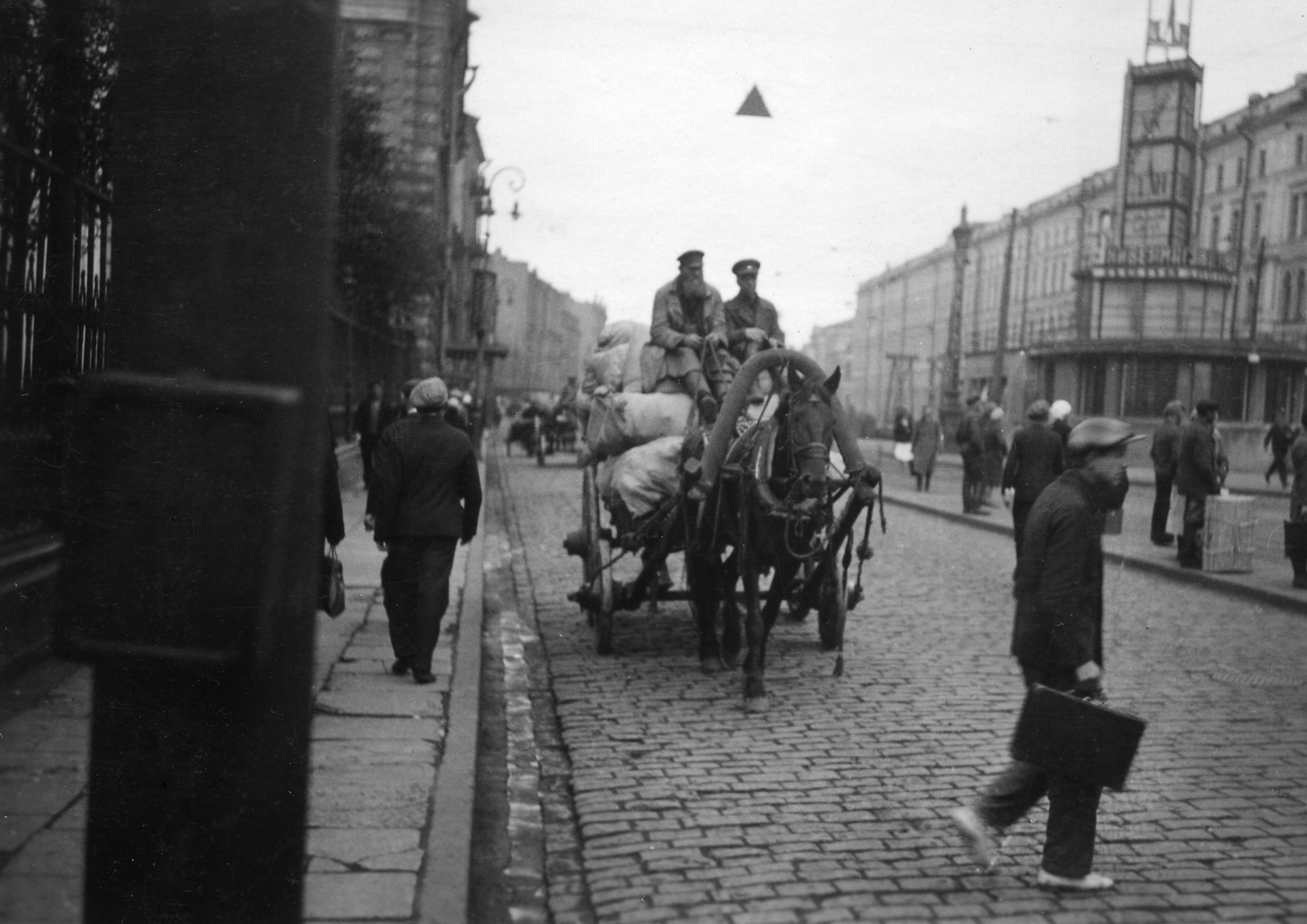
1935, Ленинград
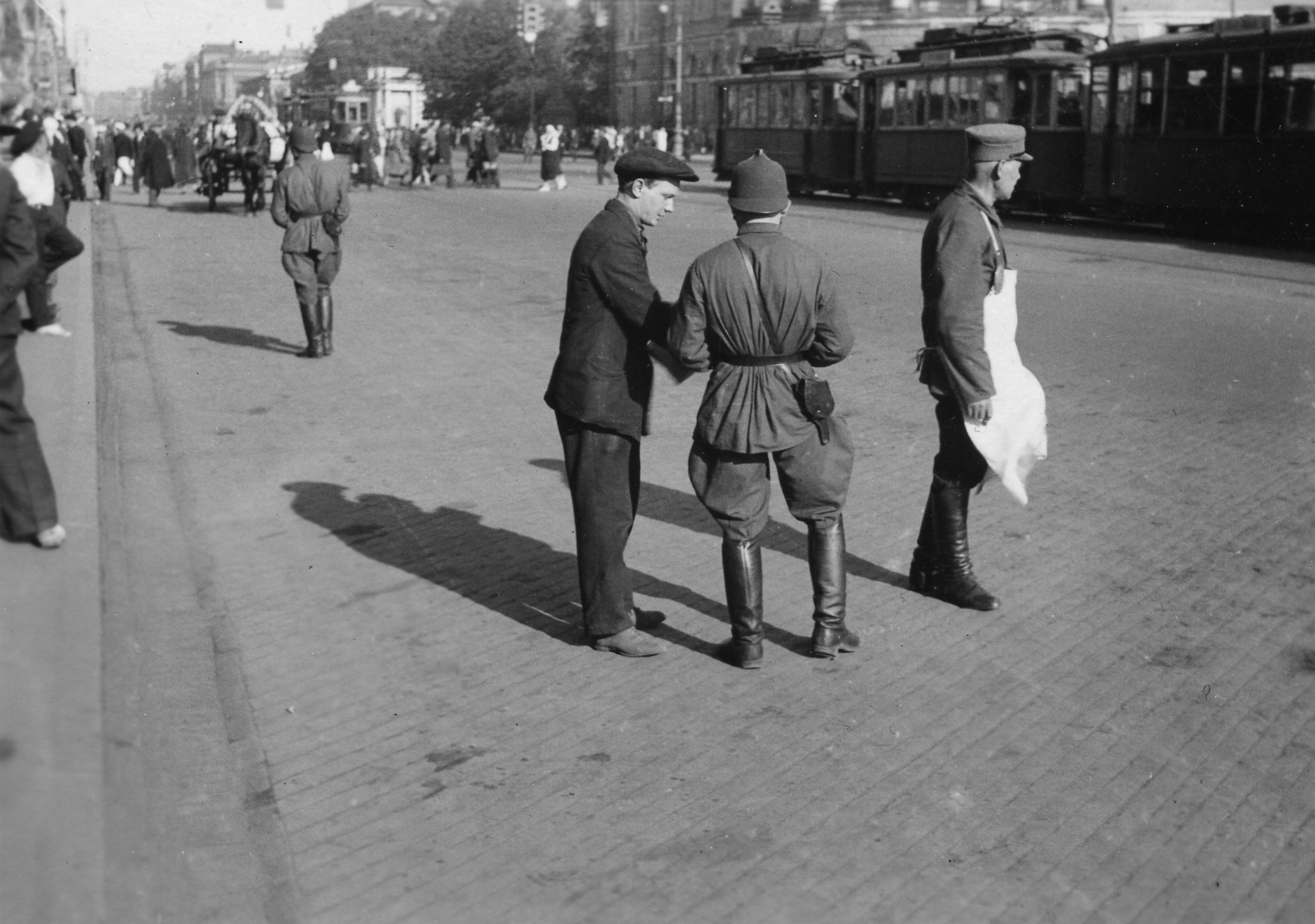
1935, Ленинград

1940-е

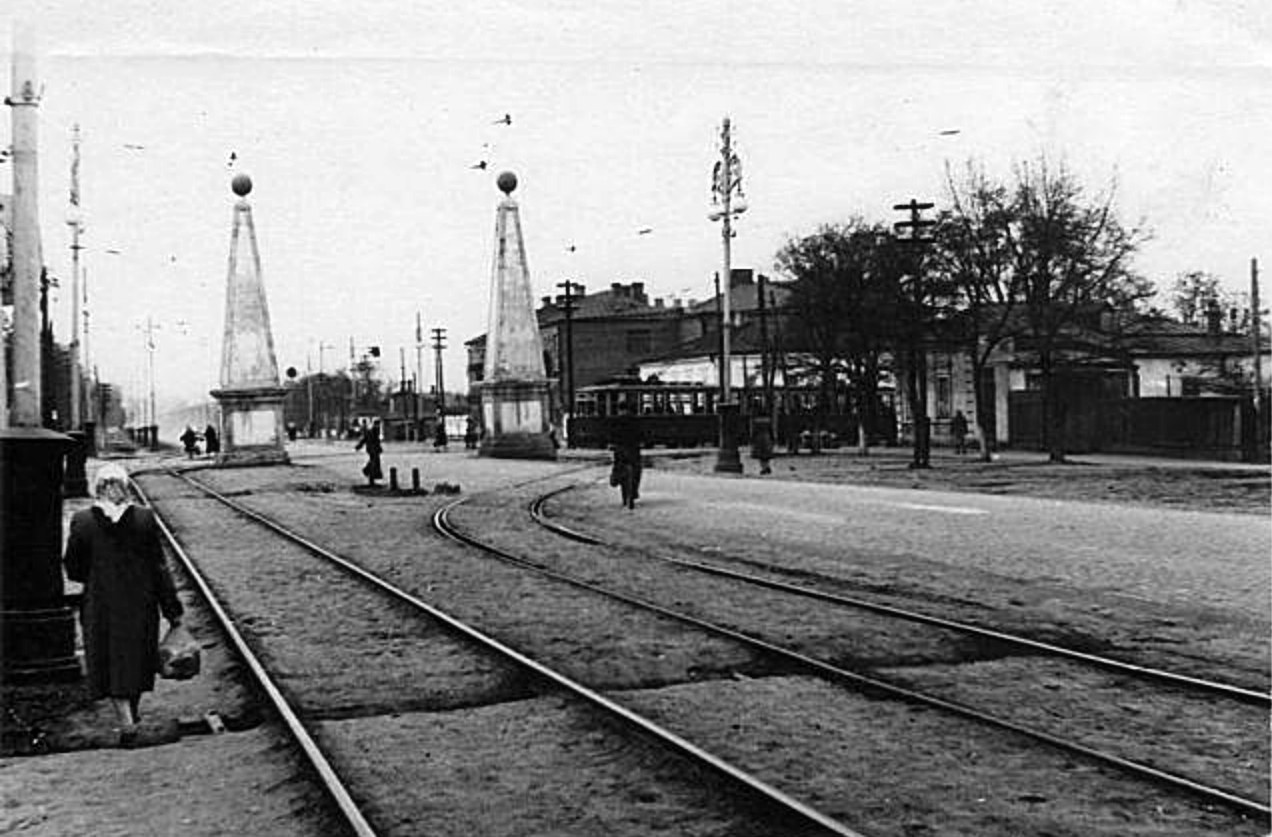
1940, Таганрог
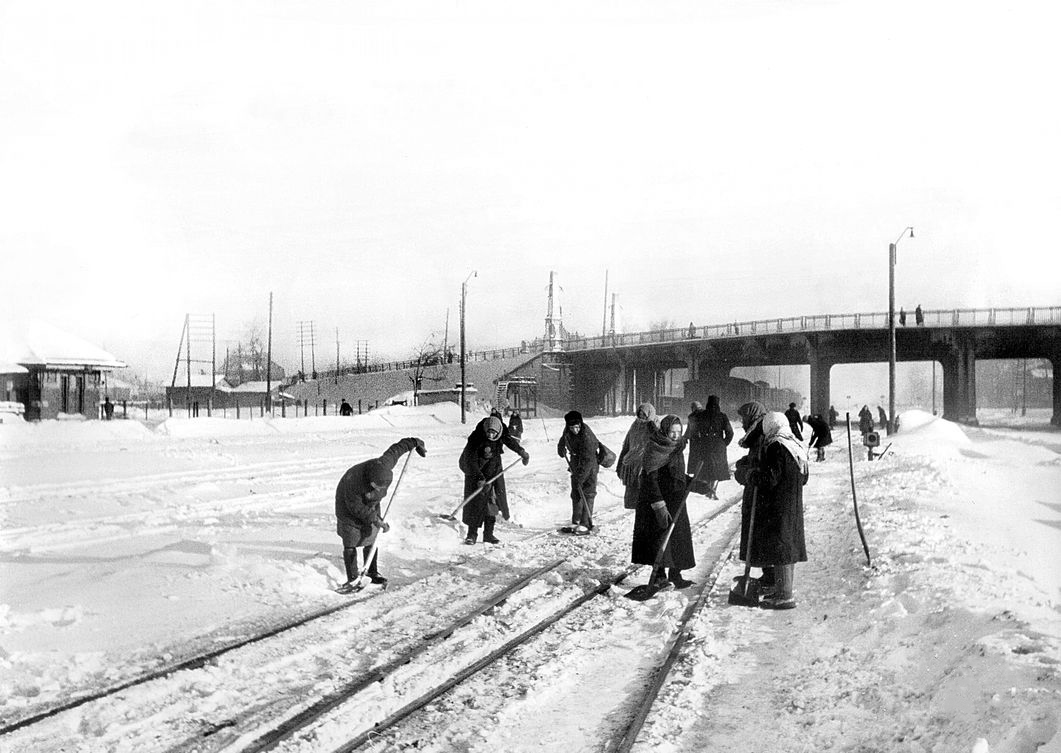
1942, Минск
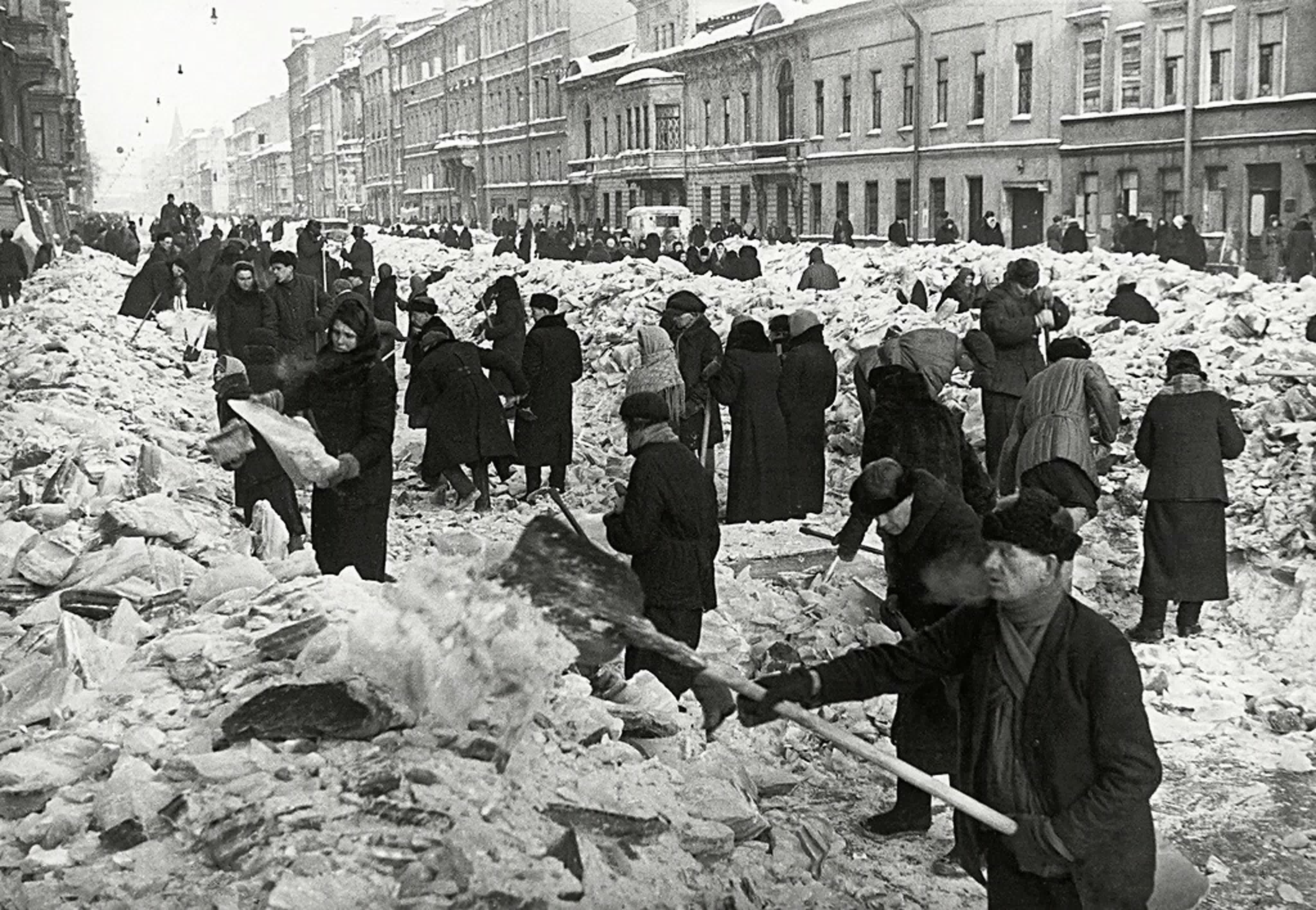
1942, Ленинград
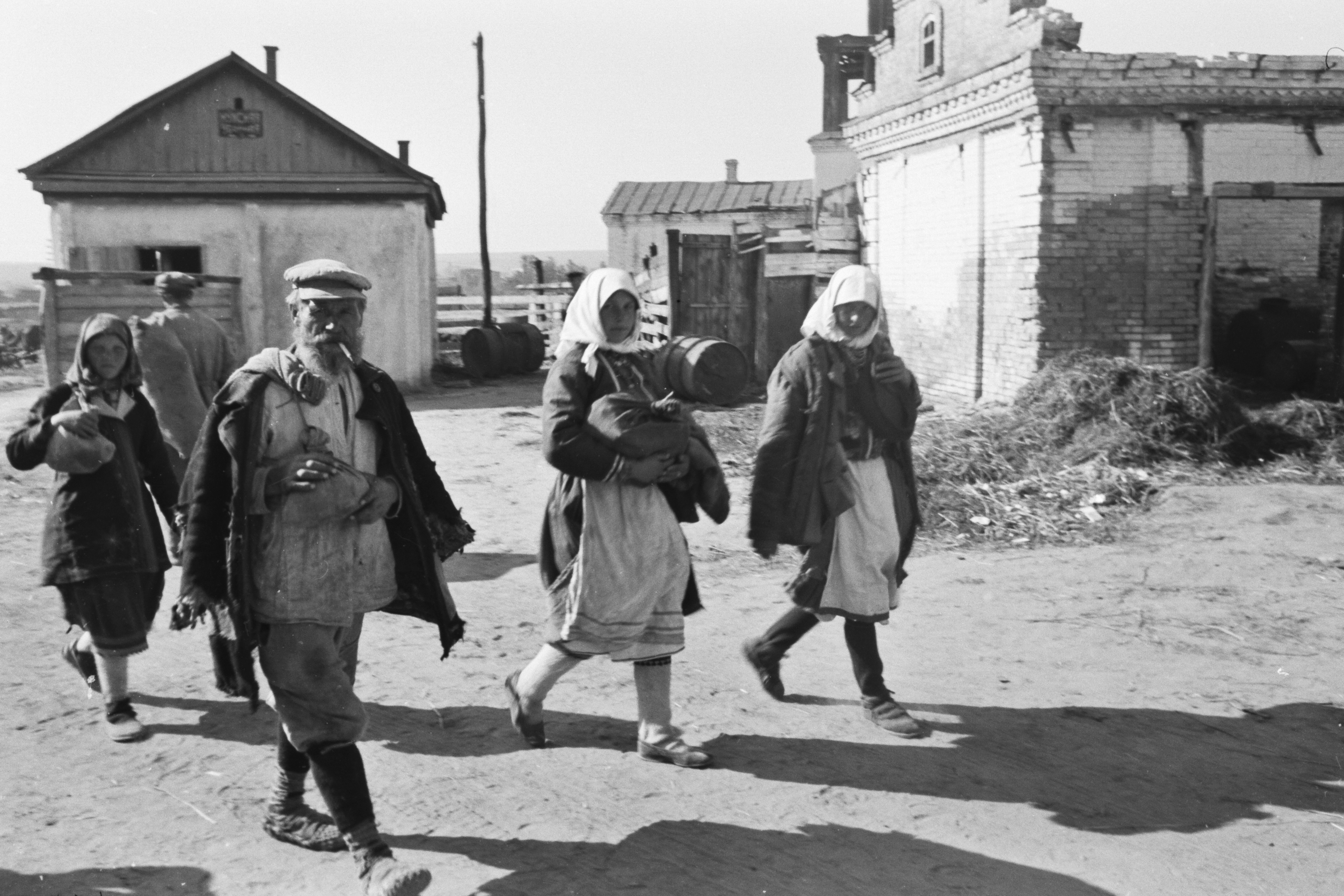
1942, Алексеевка
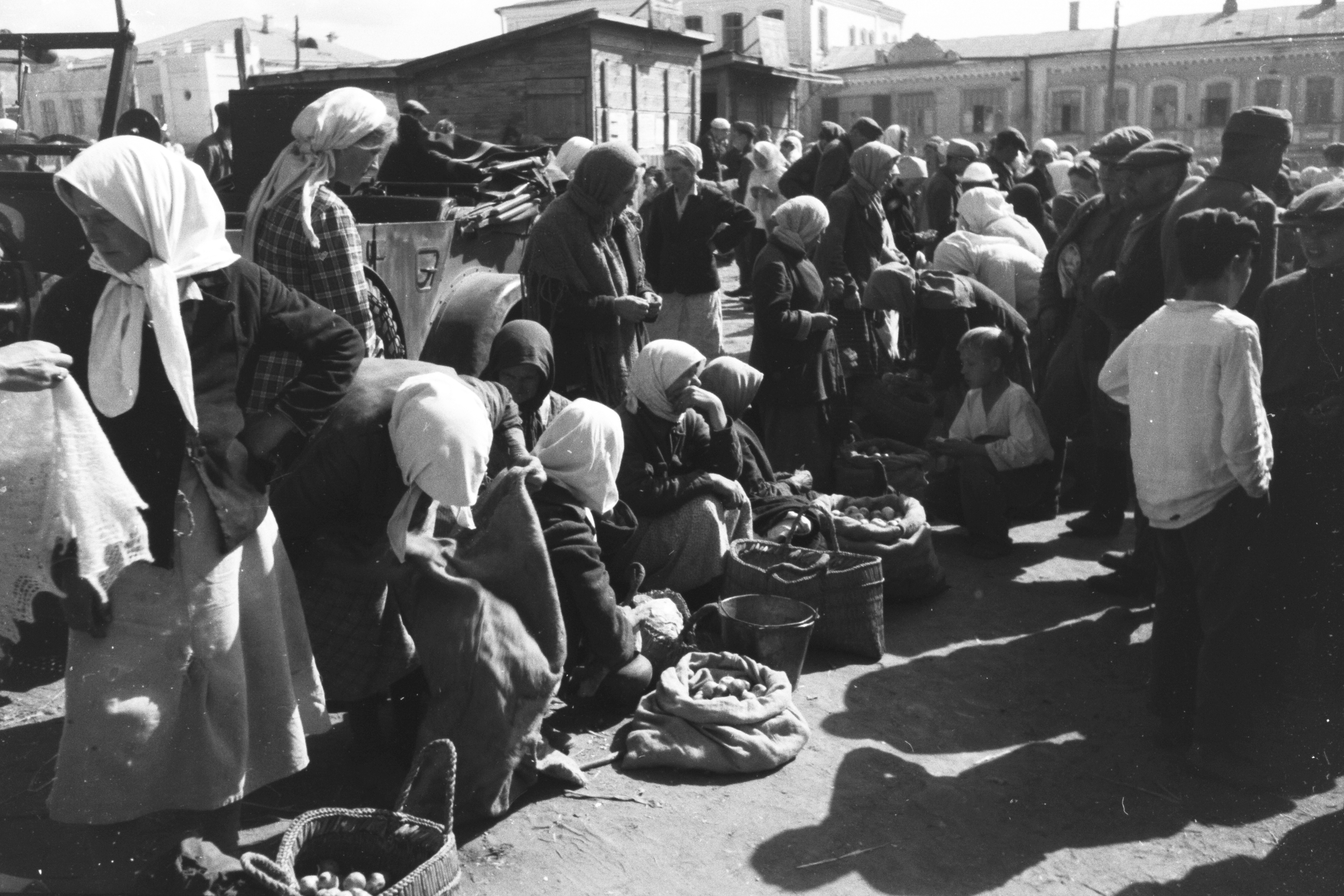
1942, Алексеевка
1946, Киев
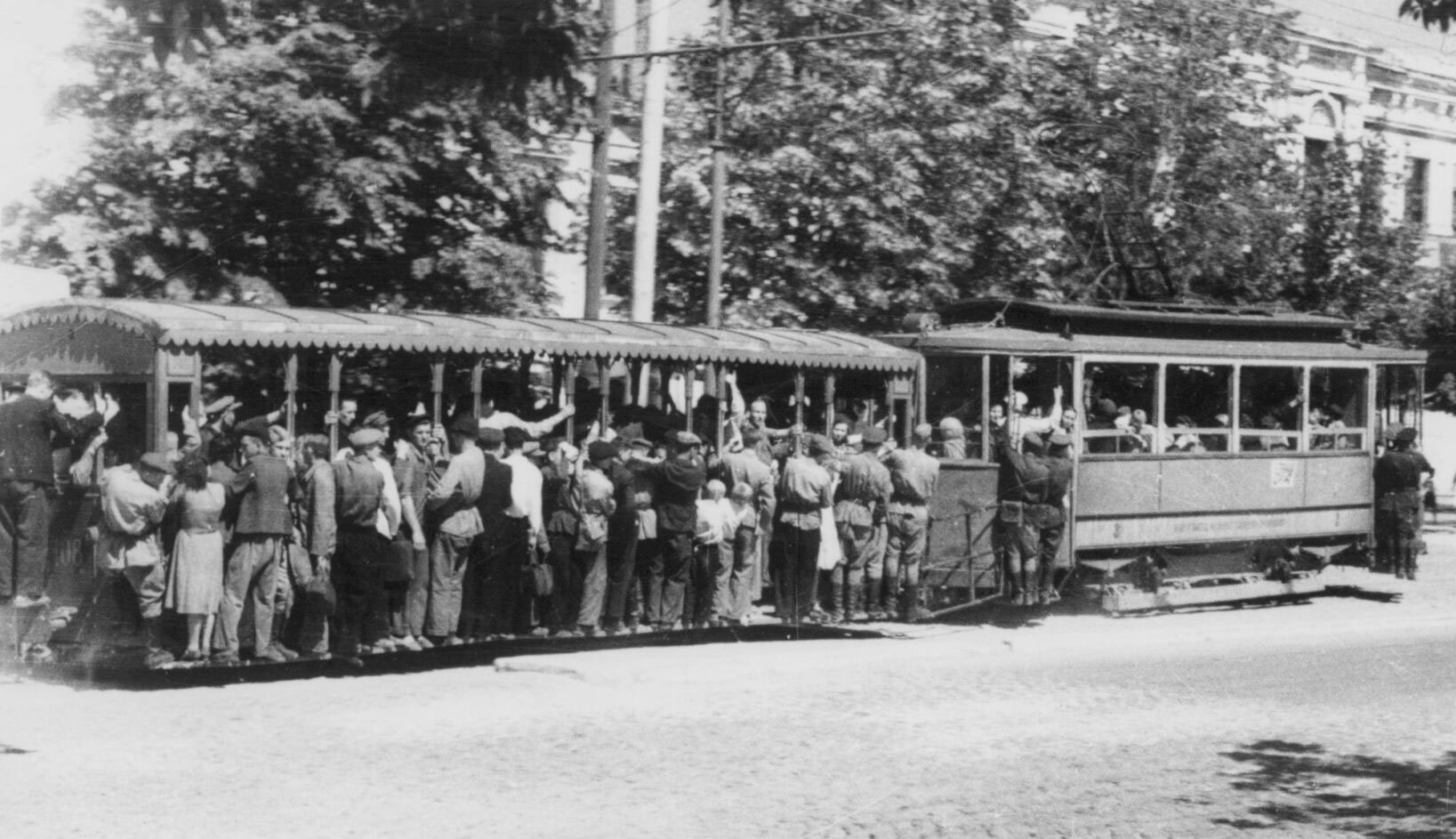
1947, Кишинёв
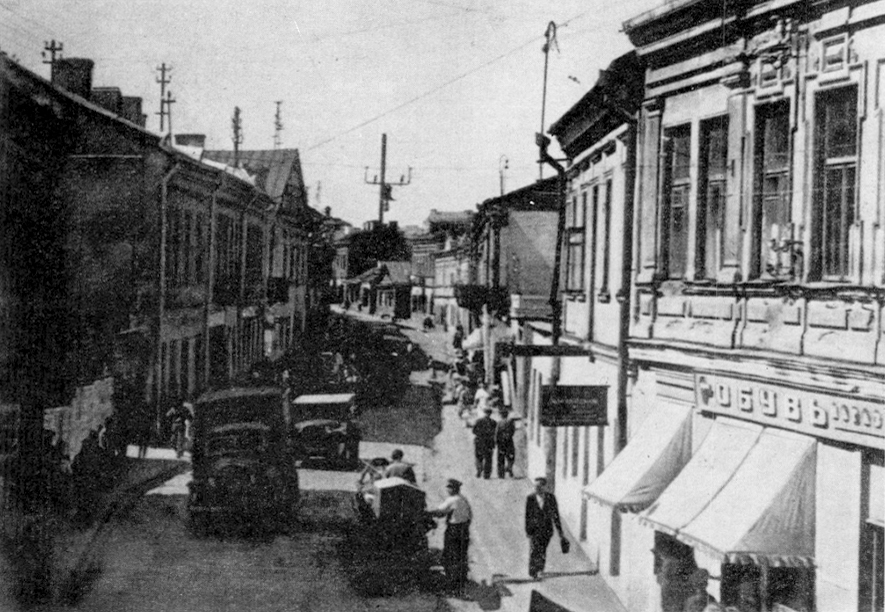
1948, Минск
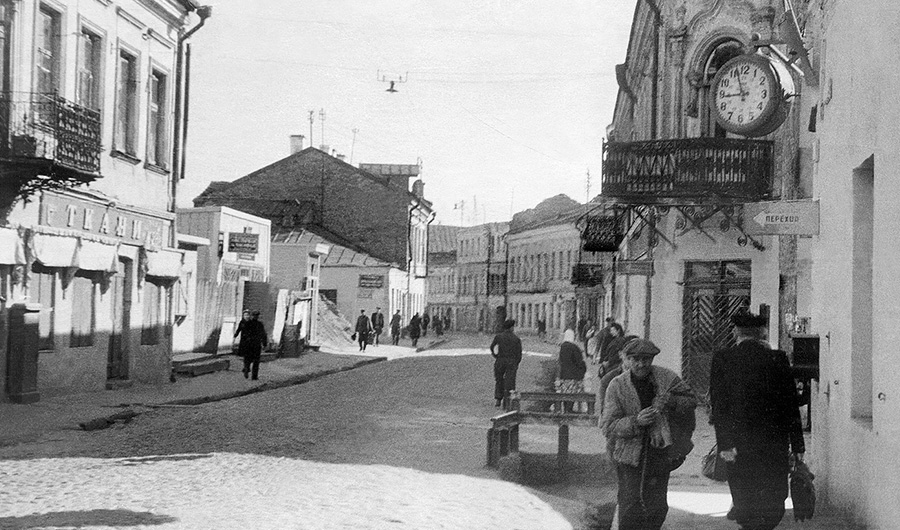
1948, Минск
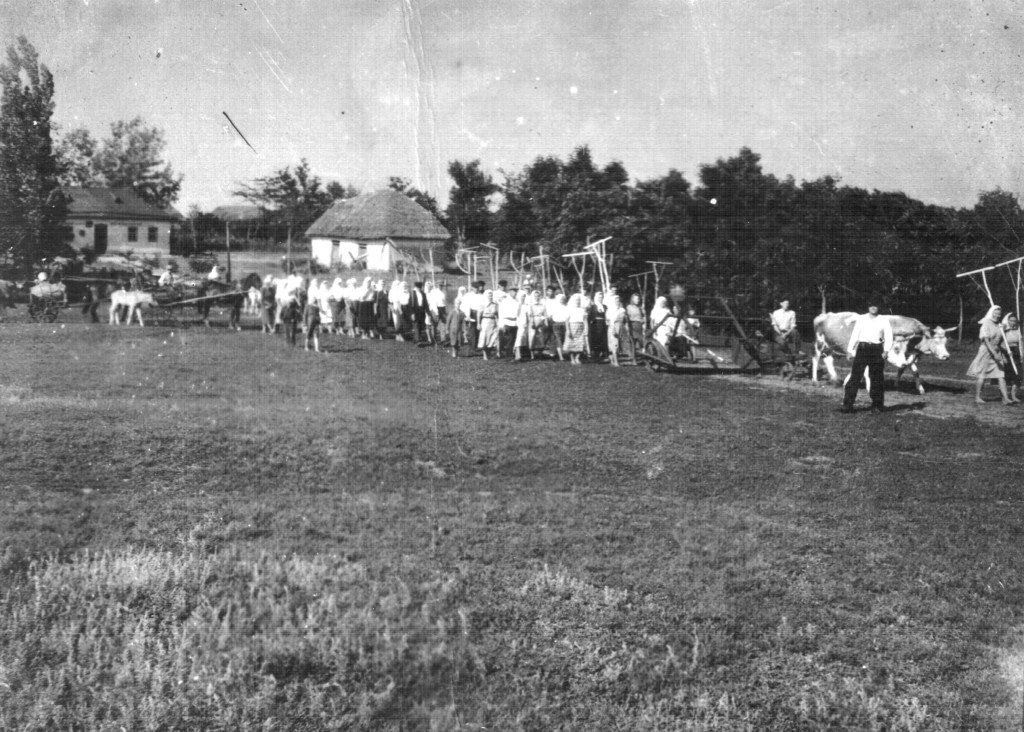
1948, с.Перегоновка
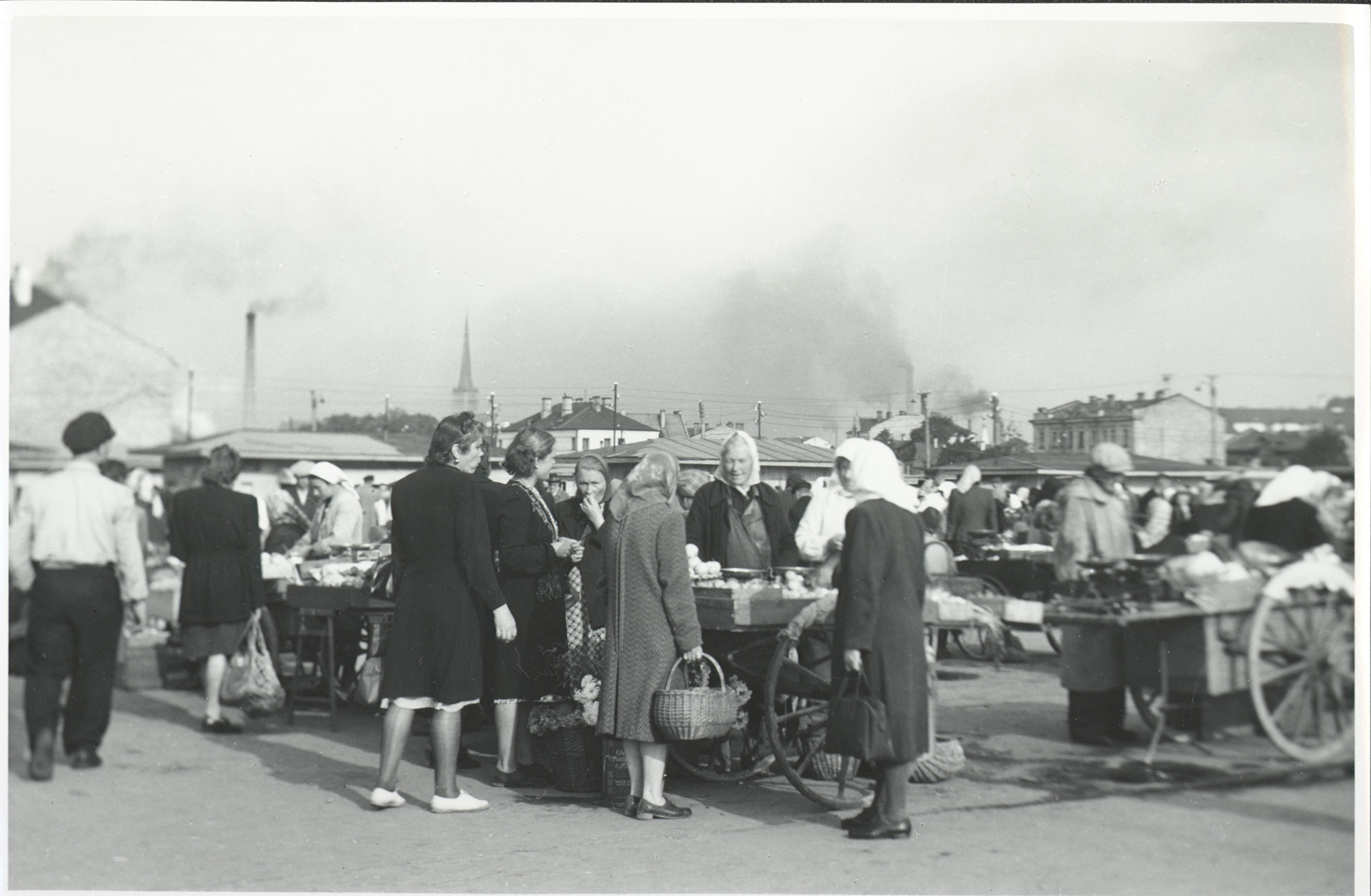
1949, Таллин

1950-е

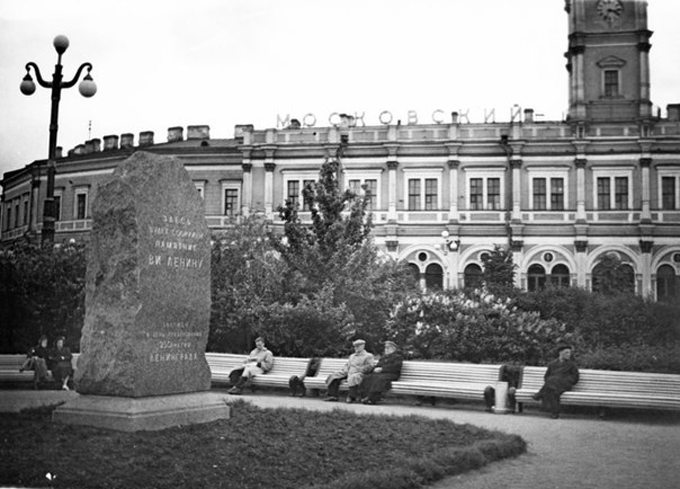
1950, Ленинград
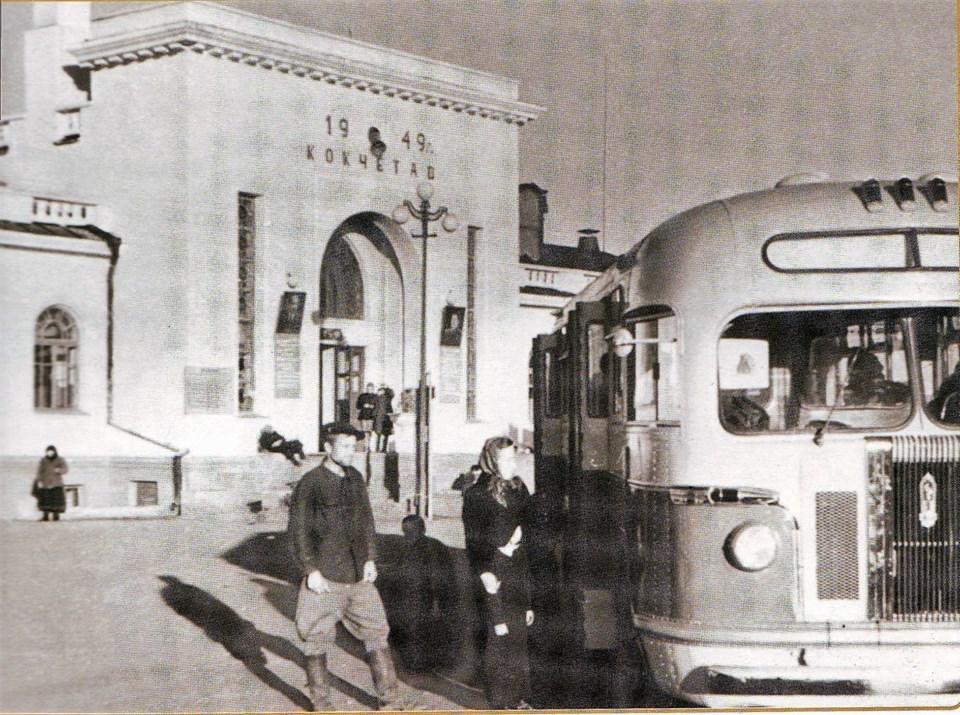
1952, Кокчетав
1953, Минск
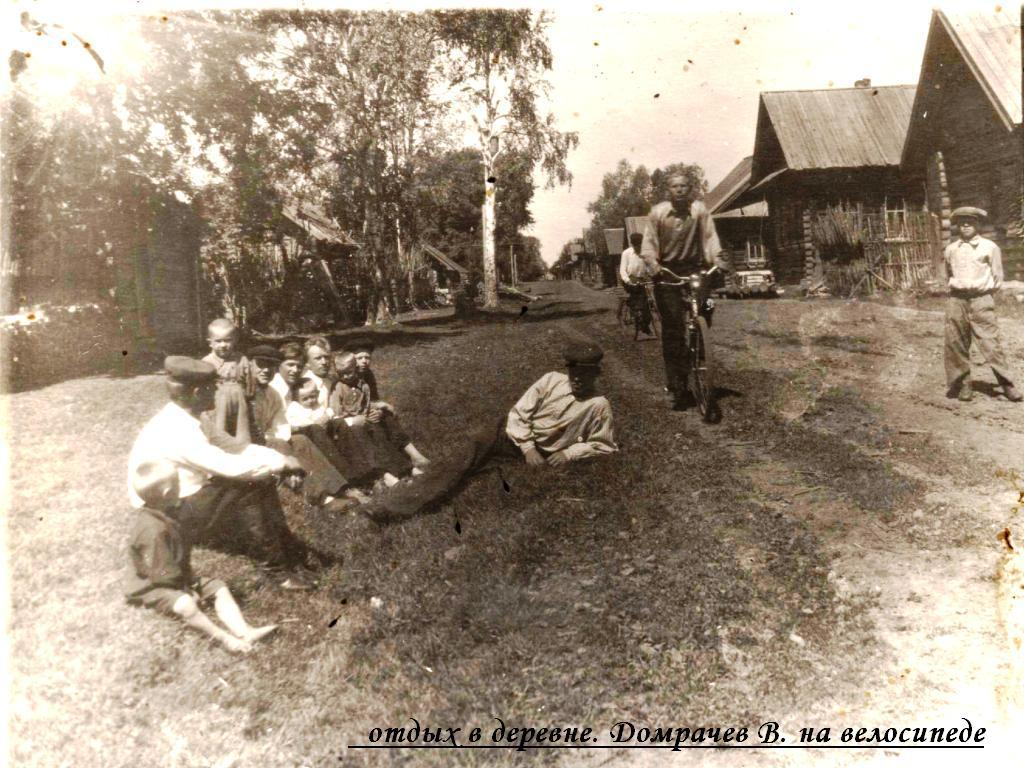
1955, с.Шалагино
1958, Москва
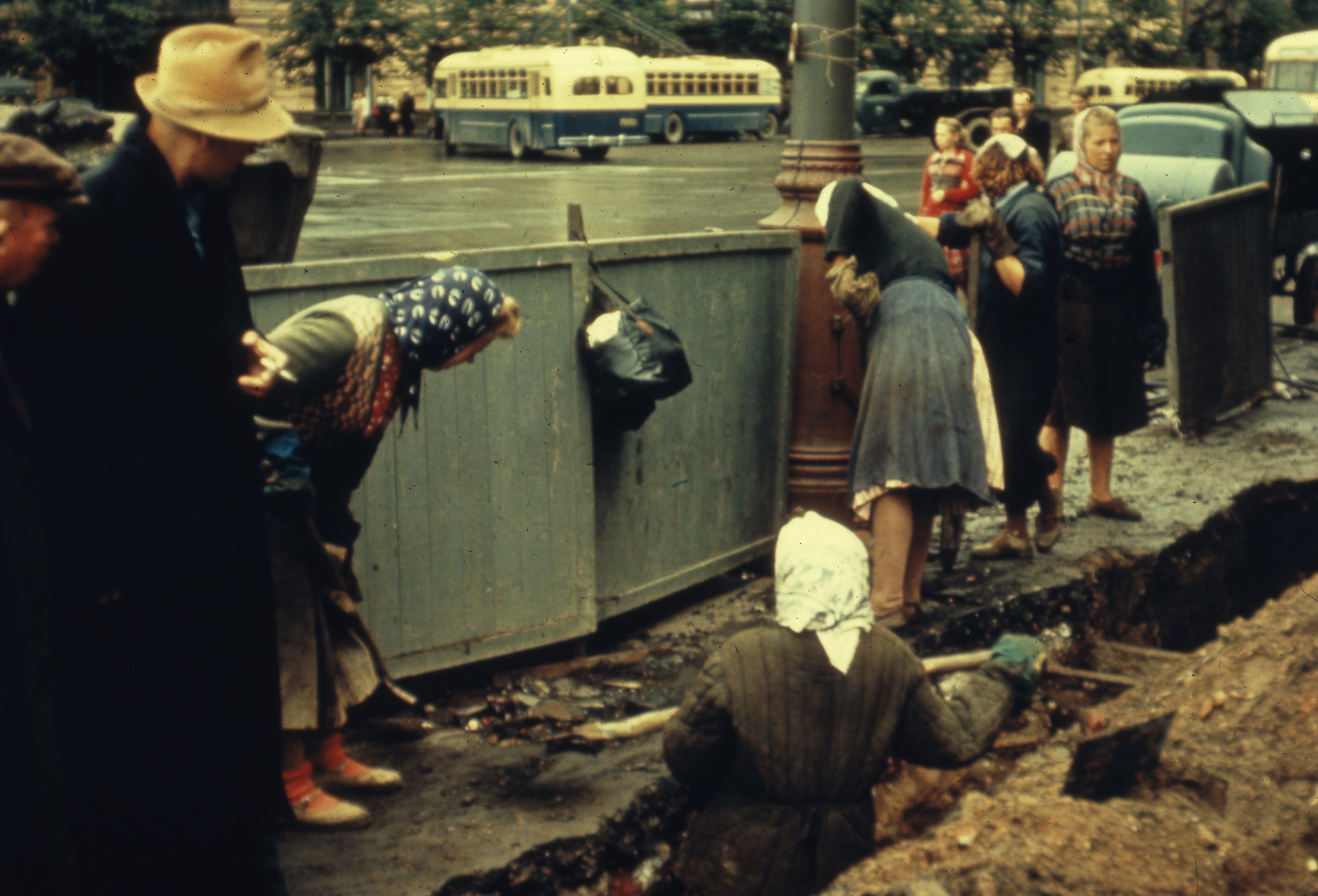
1958, Москва
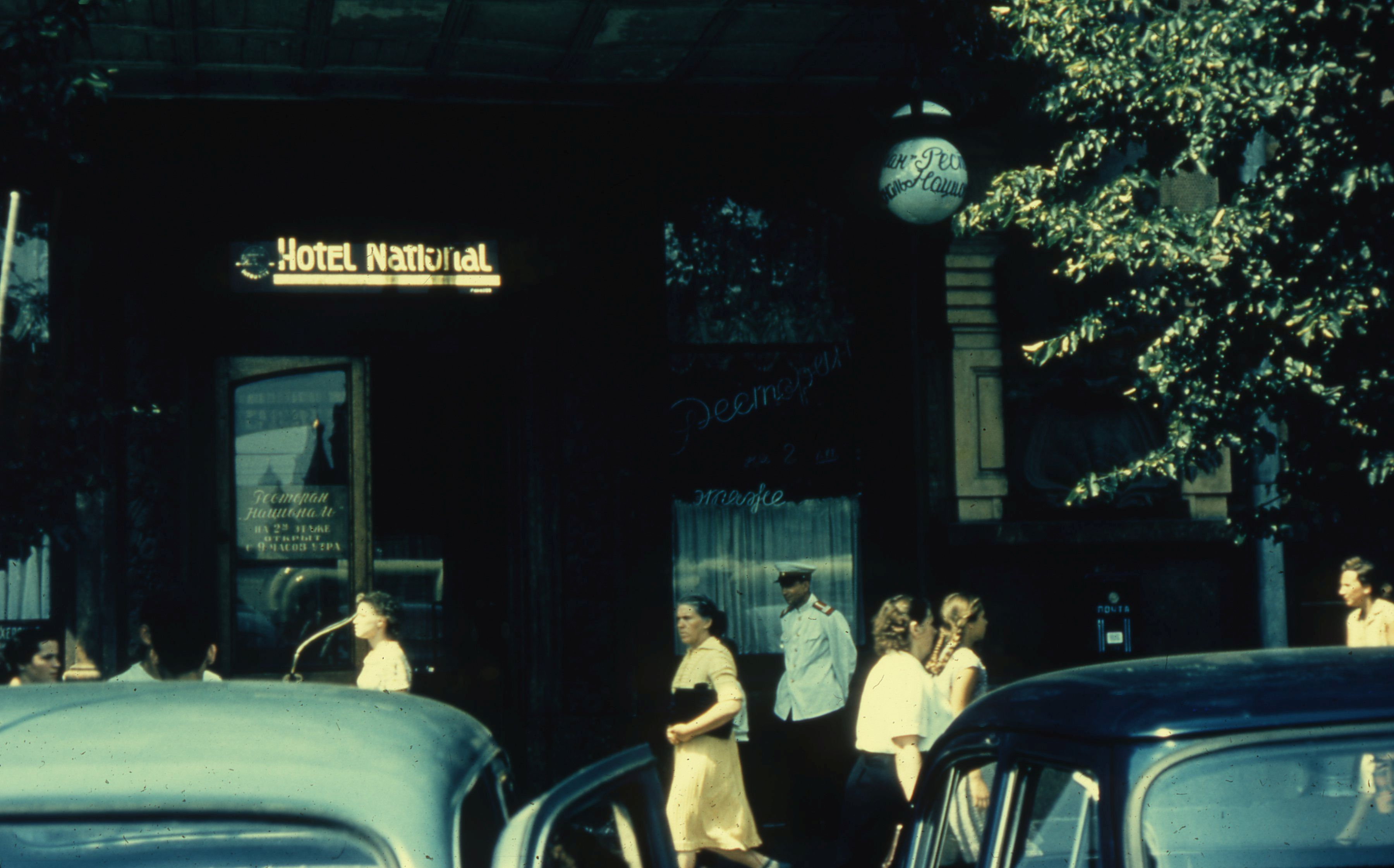
1958, Москва
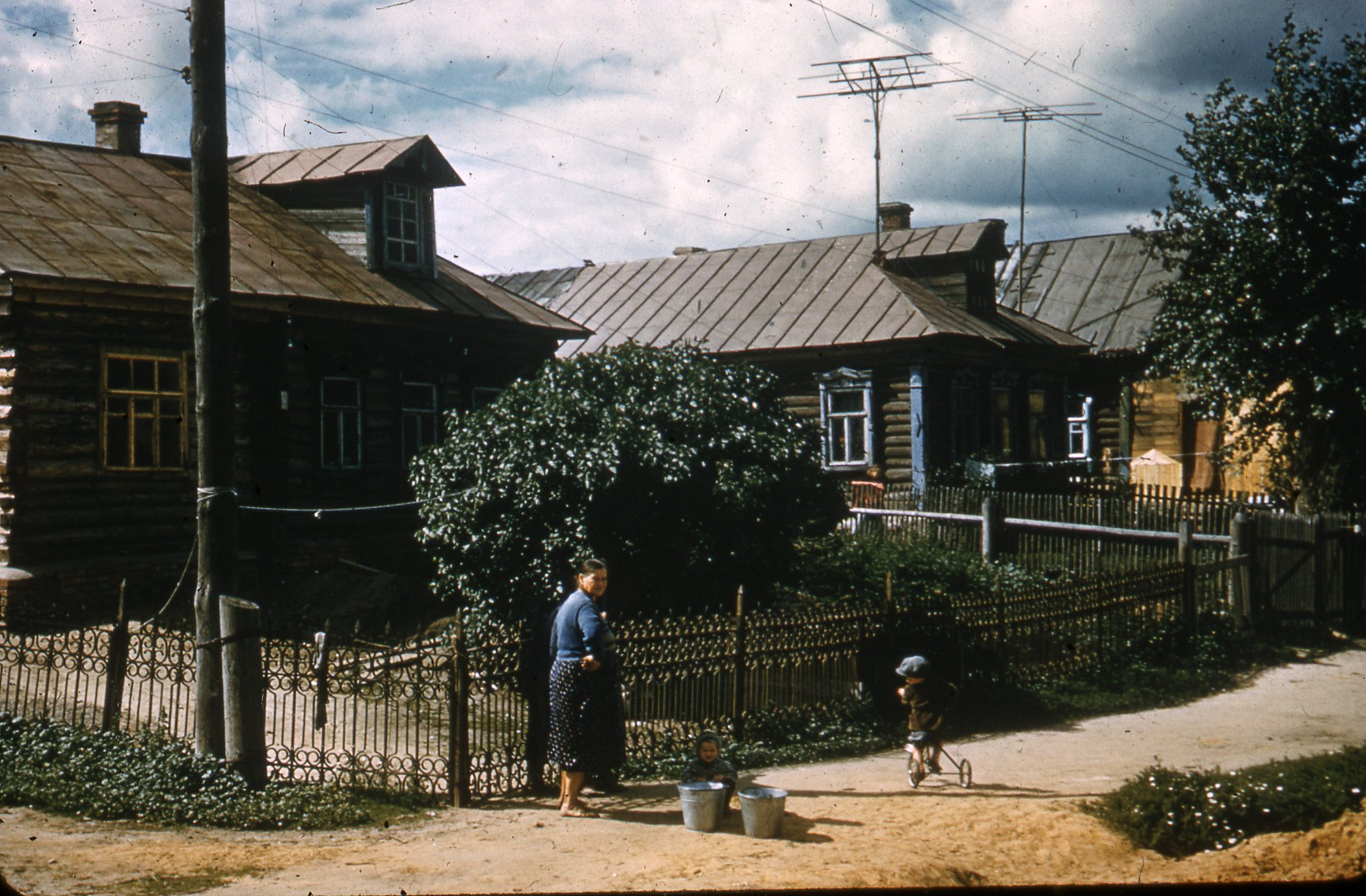
1958, СССР
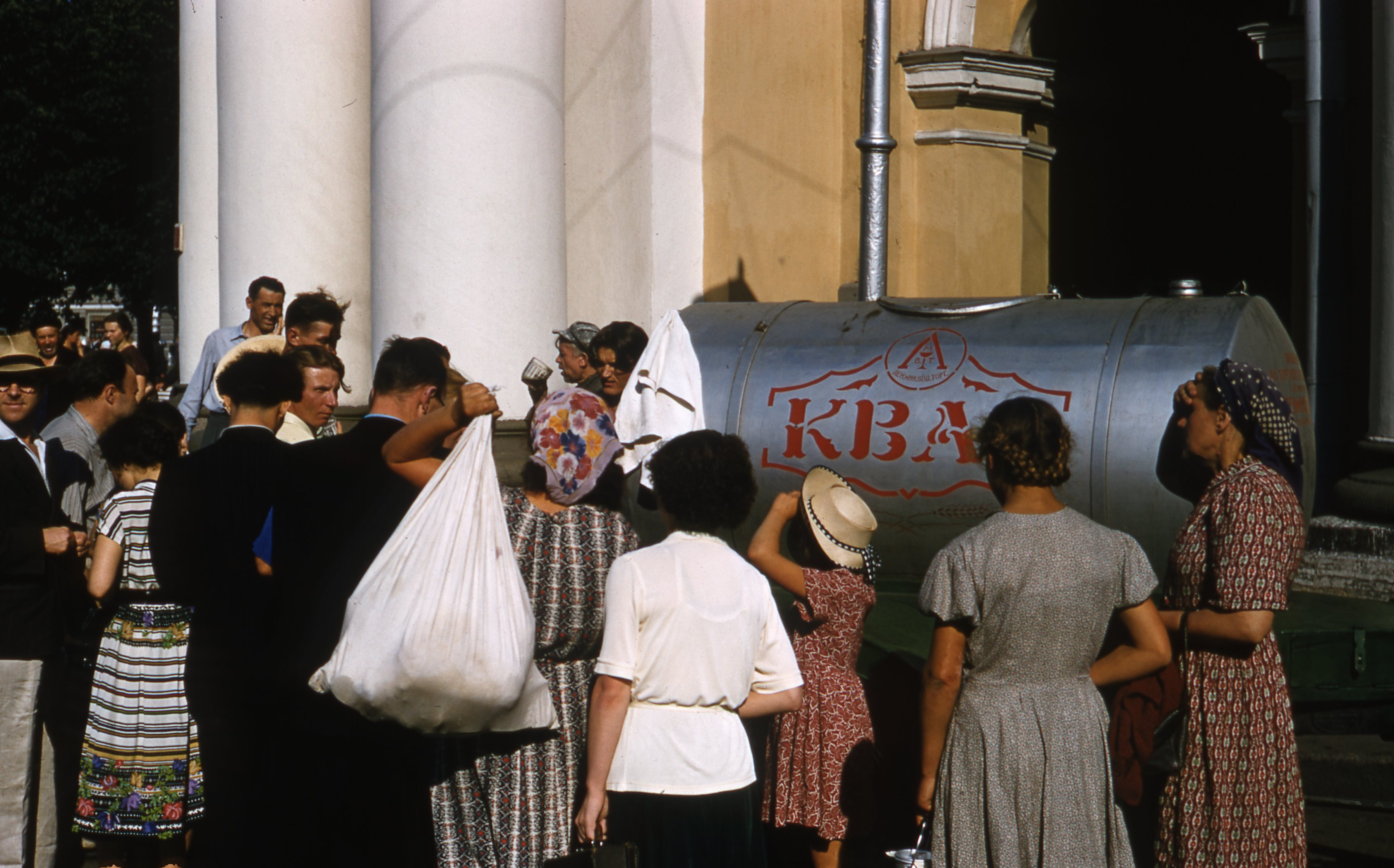
1958, Ленинград
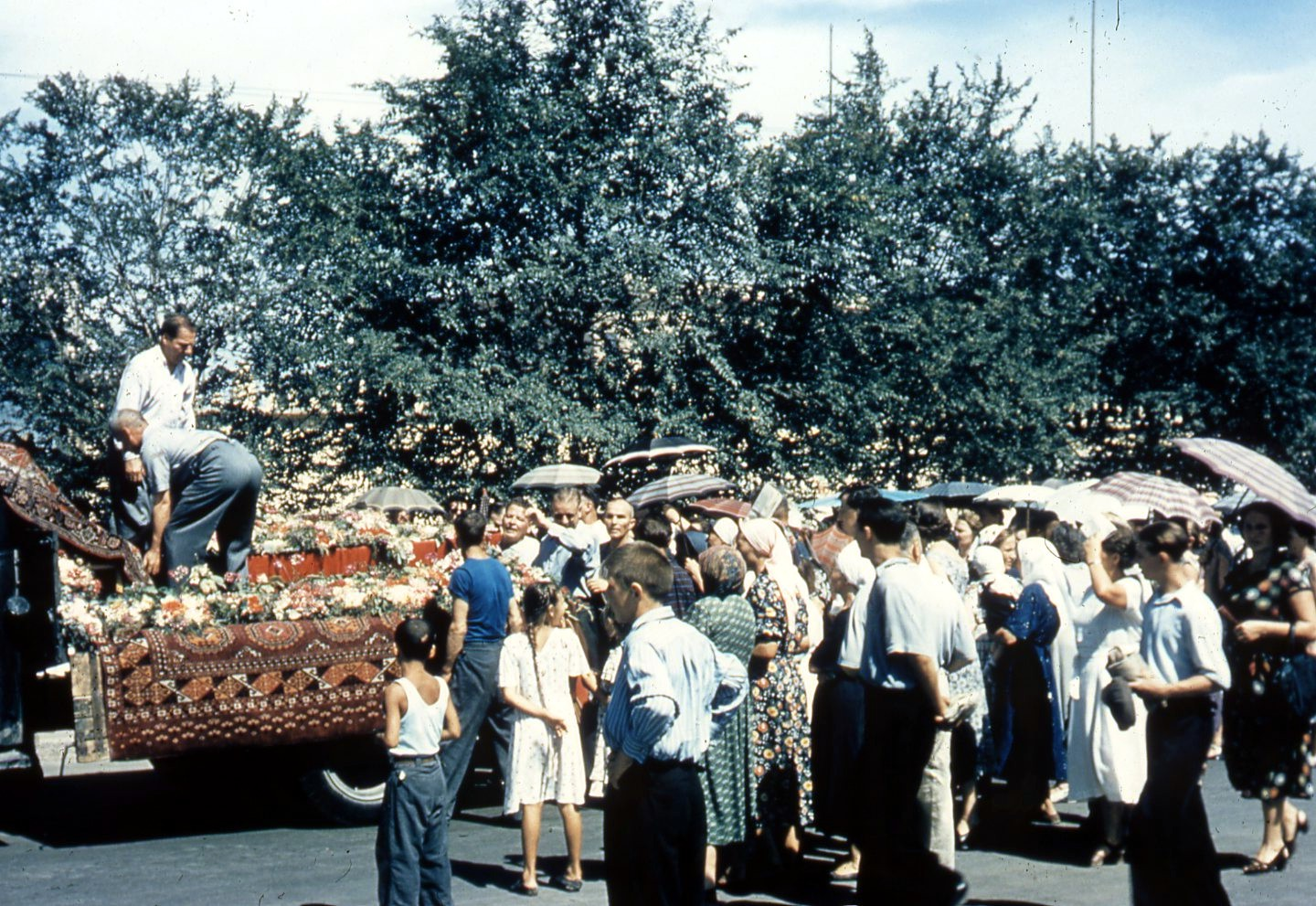
1950-е, Украина

1960-е

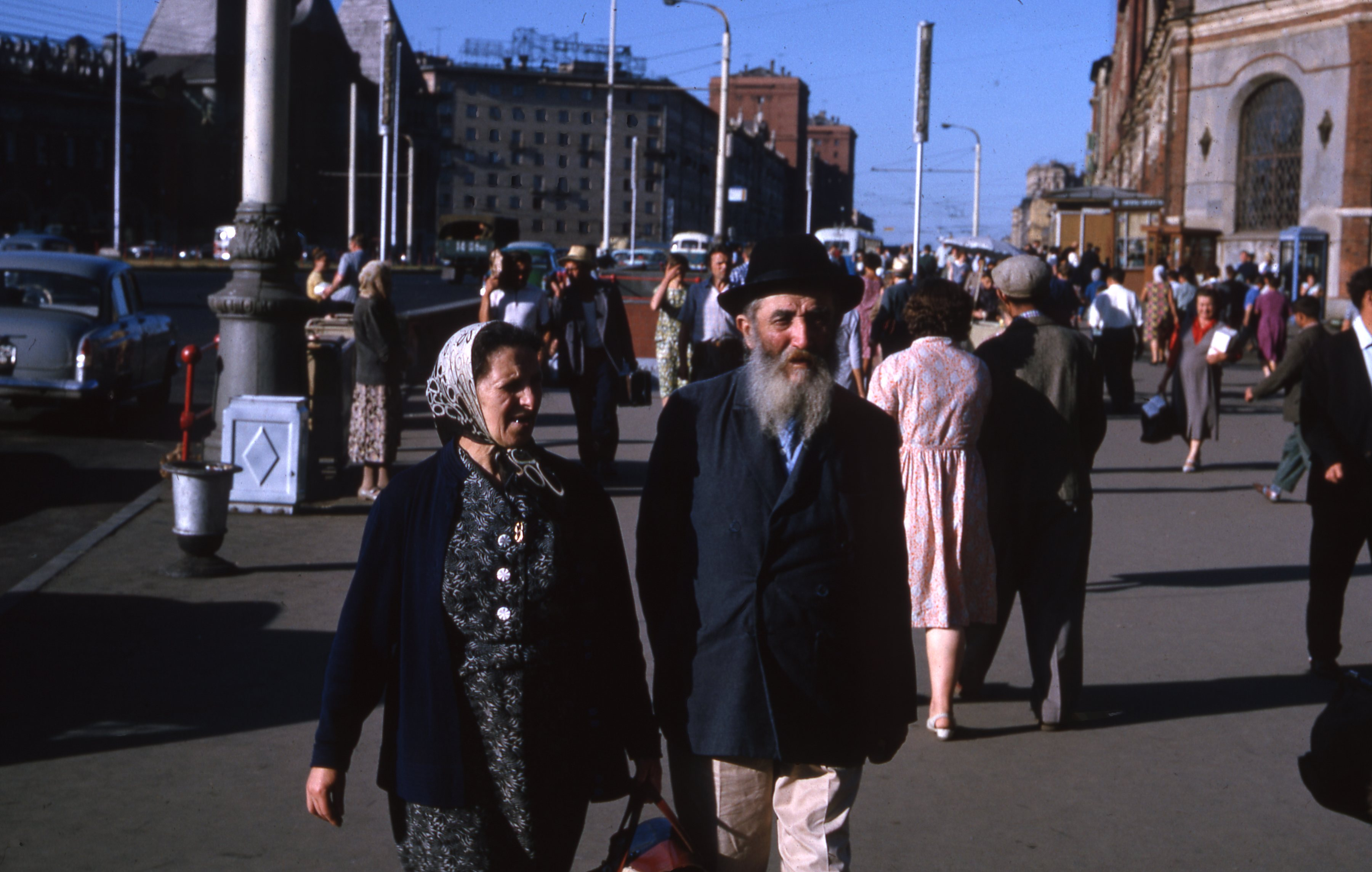
1964, Москва
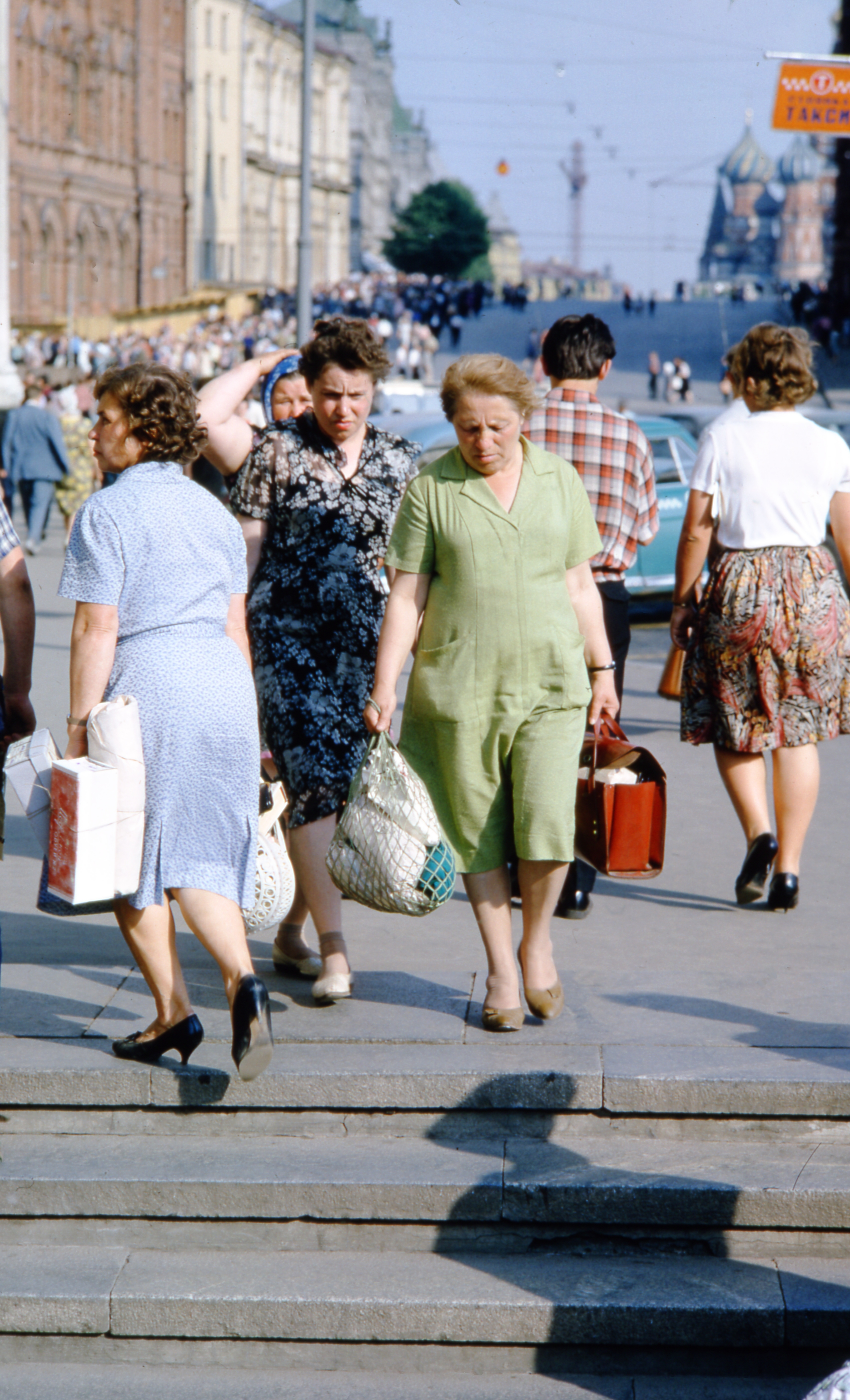
1964, Москва
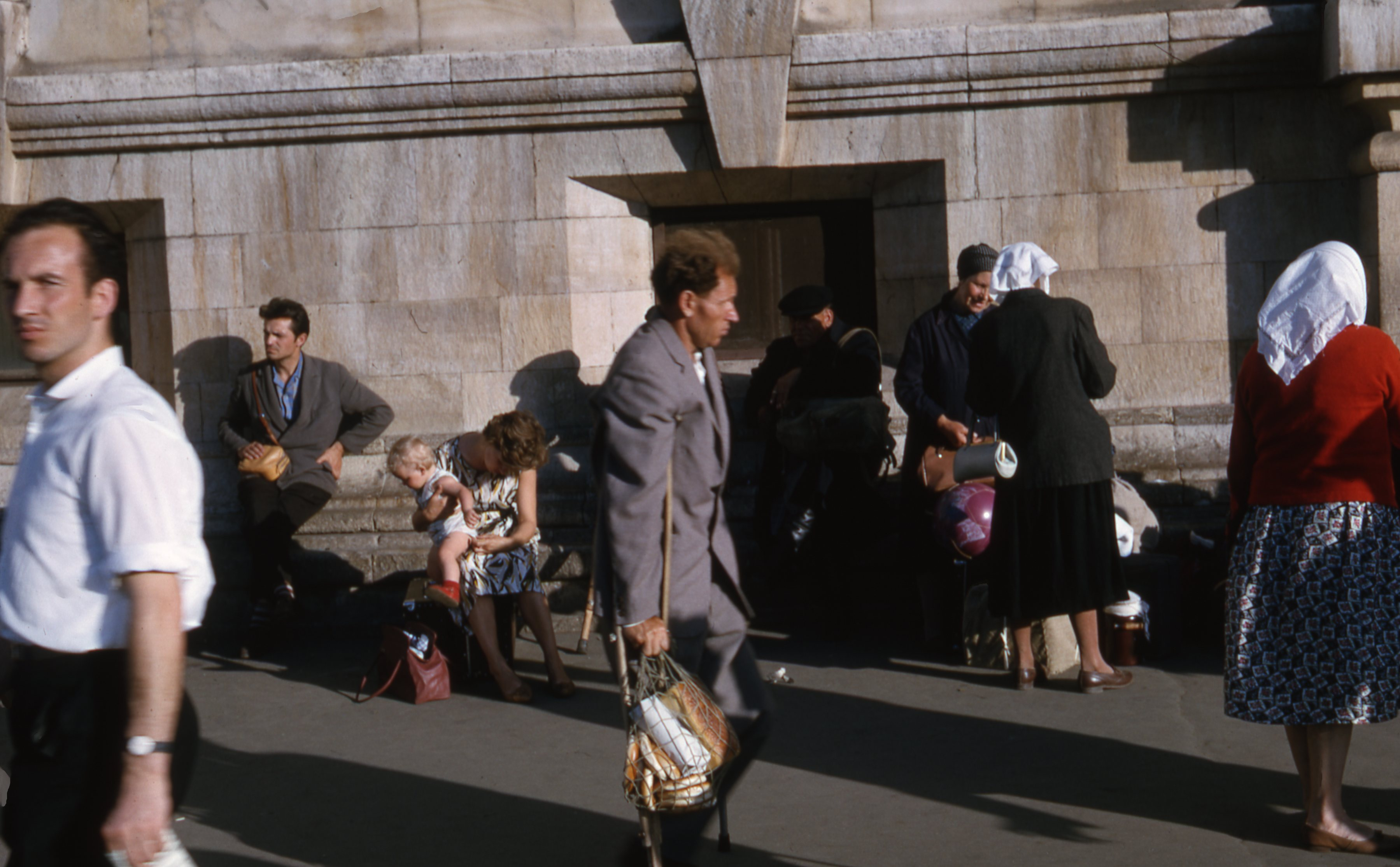
1964, Москва
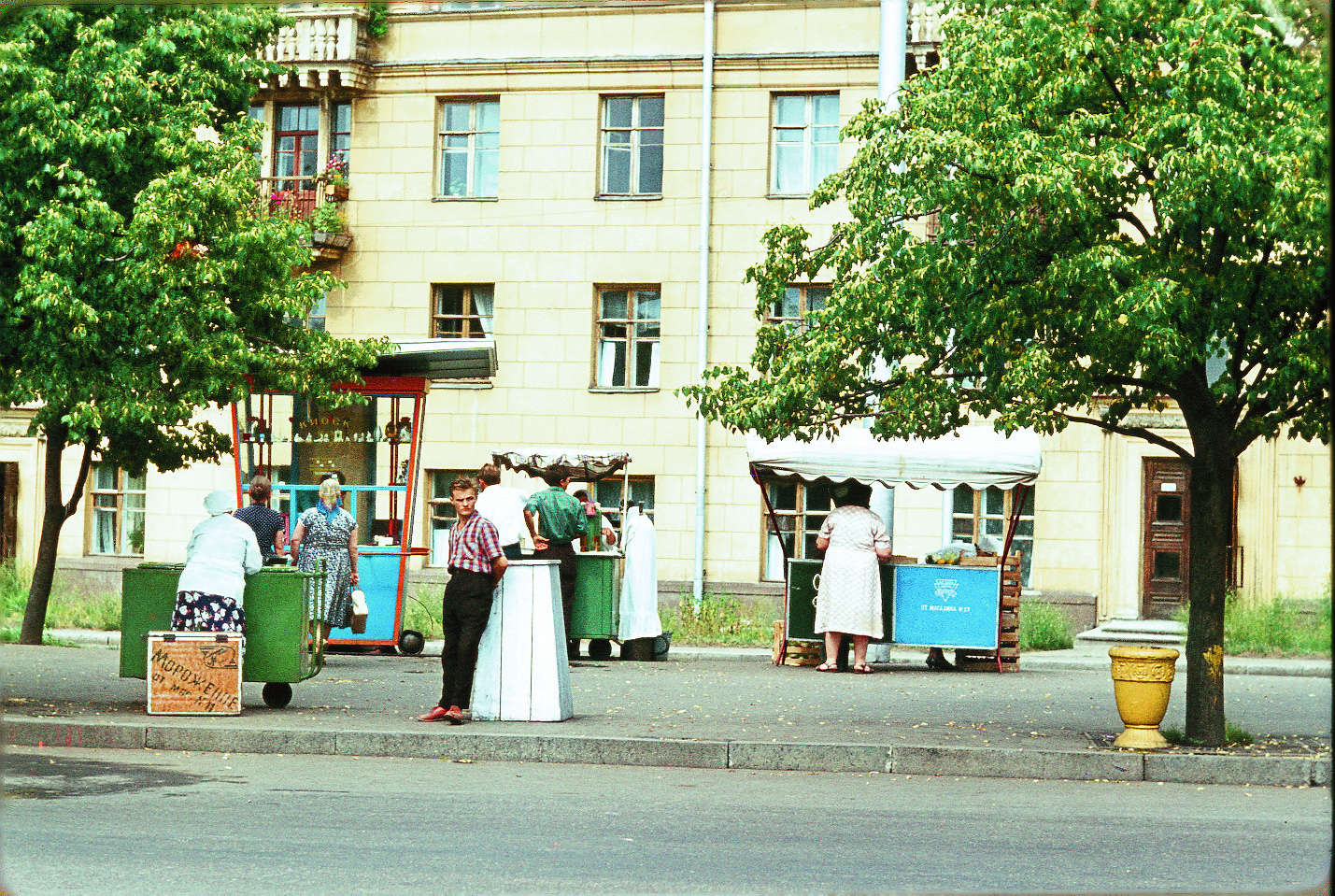
1964, Минск
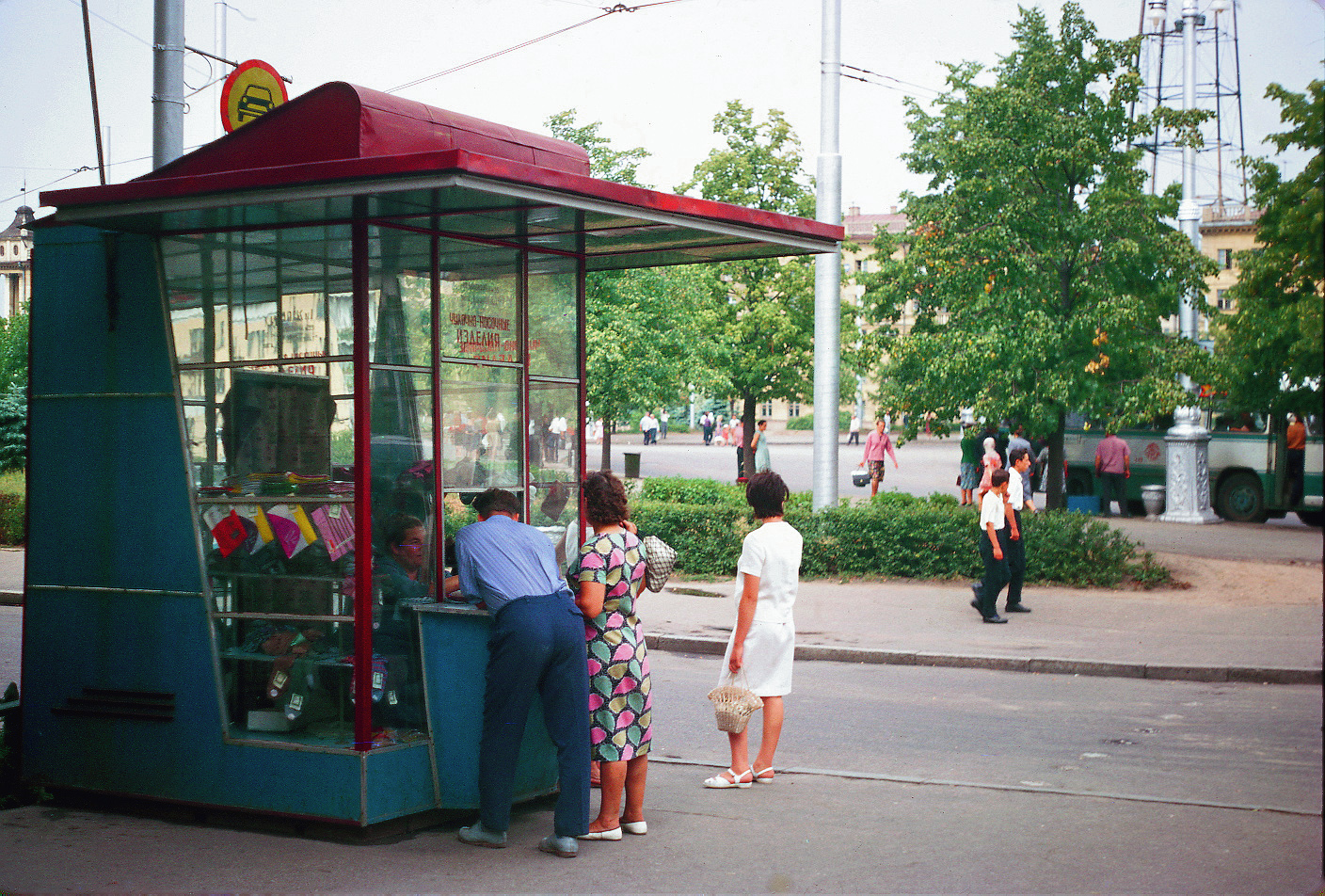
1964, Минск
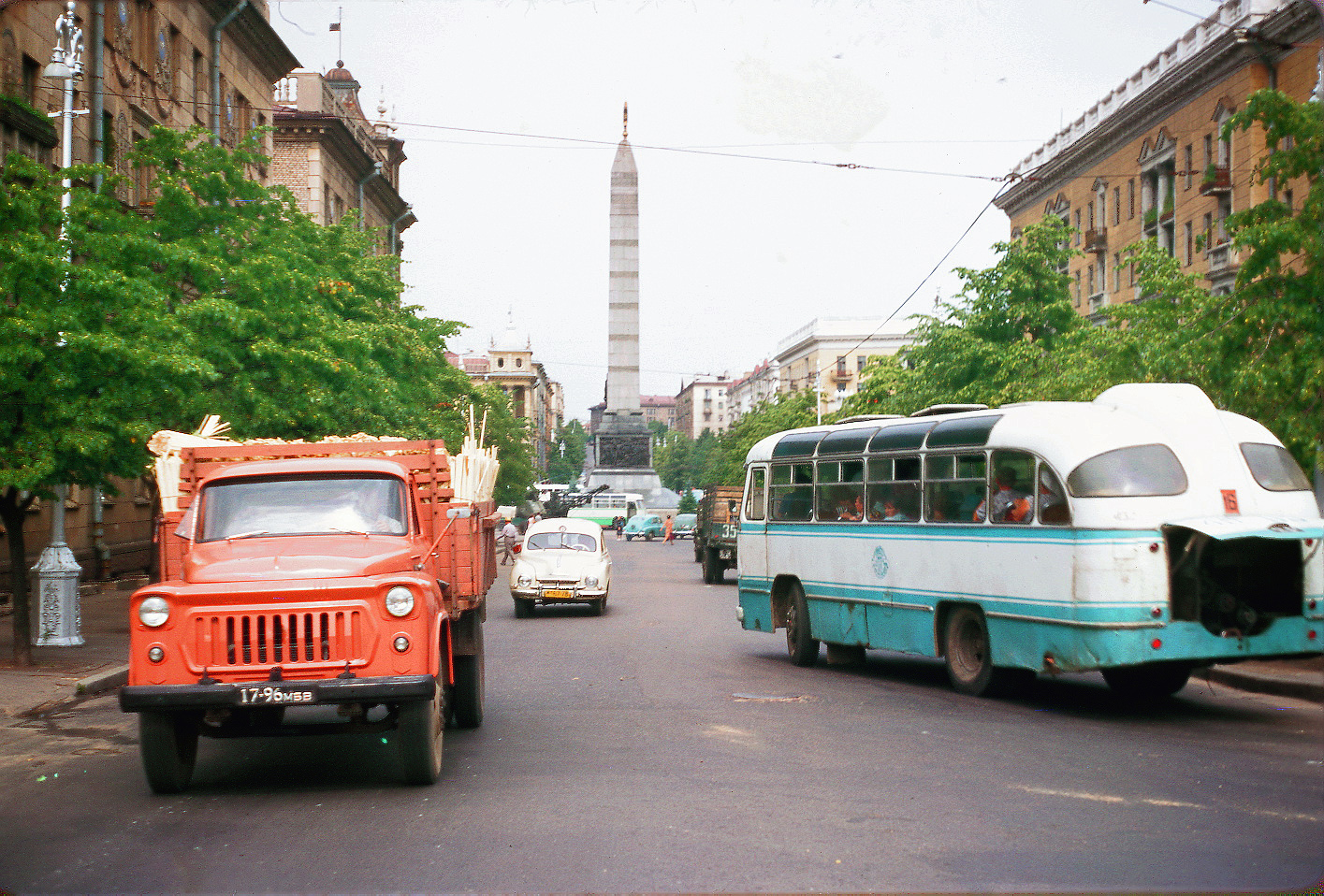
1964, Минск
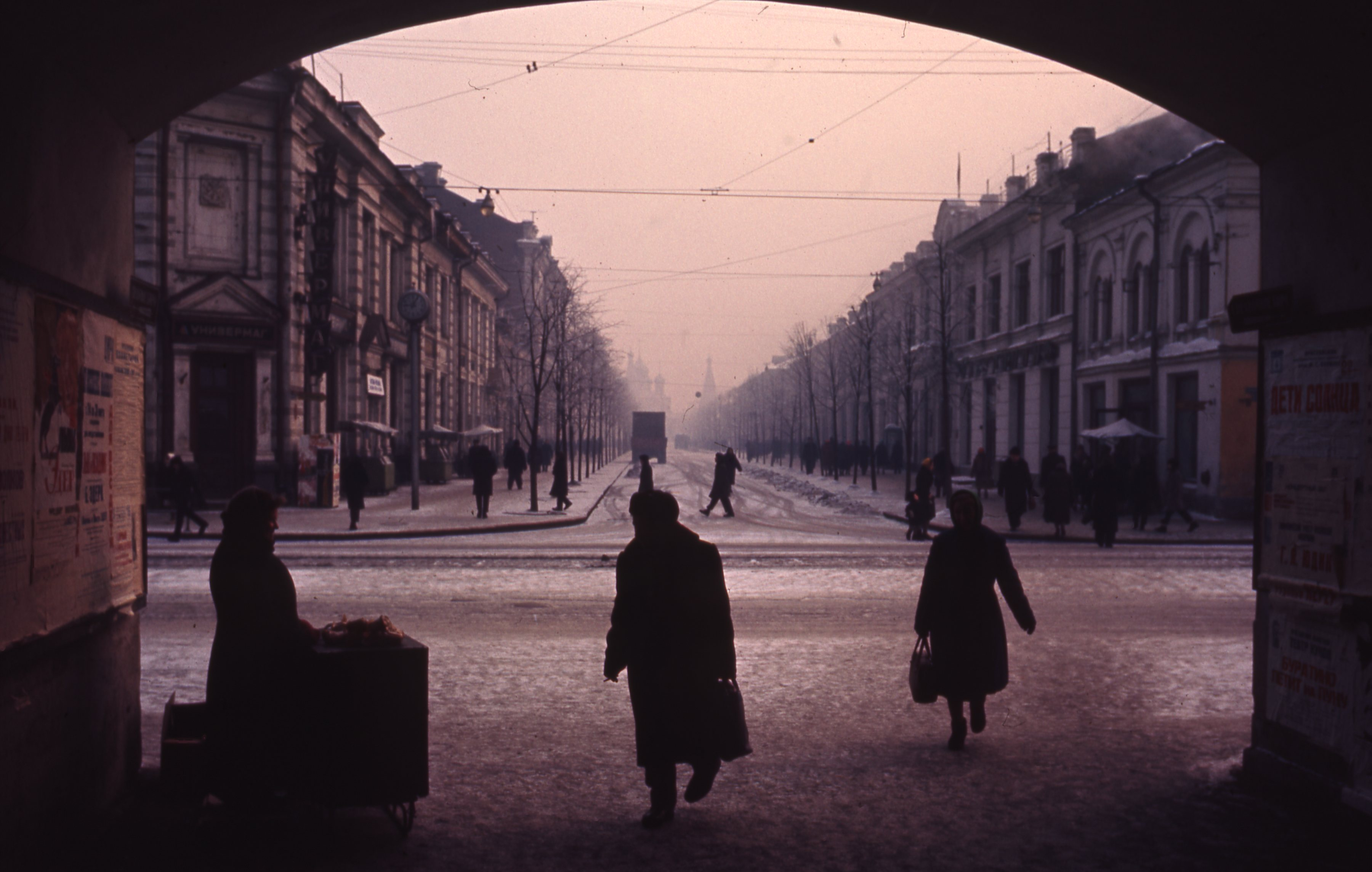
1964, Ярославль
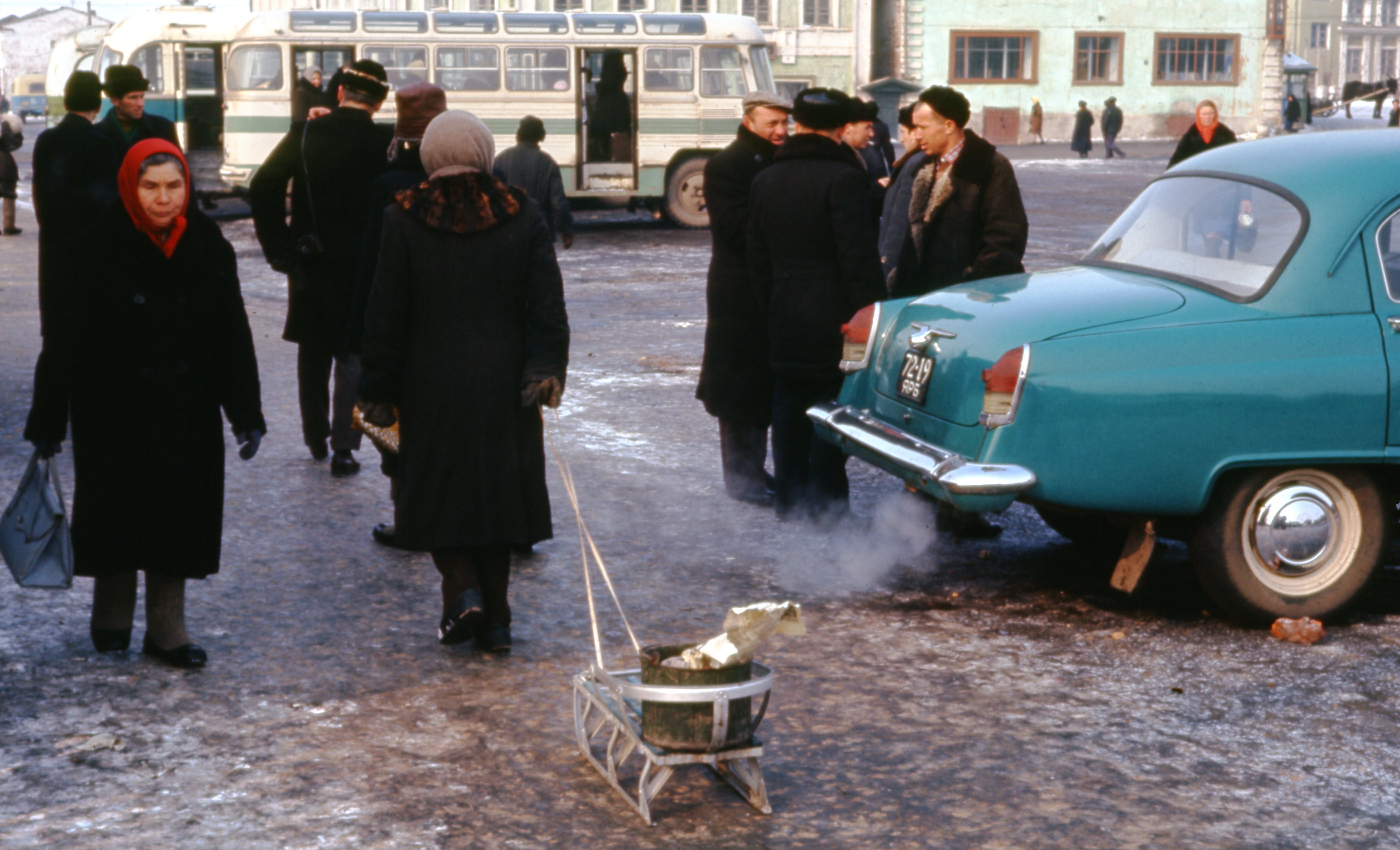
1964, Переславль-Залесский
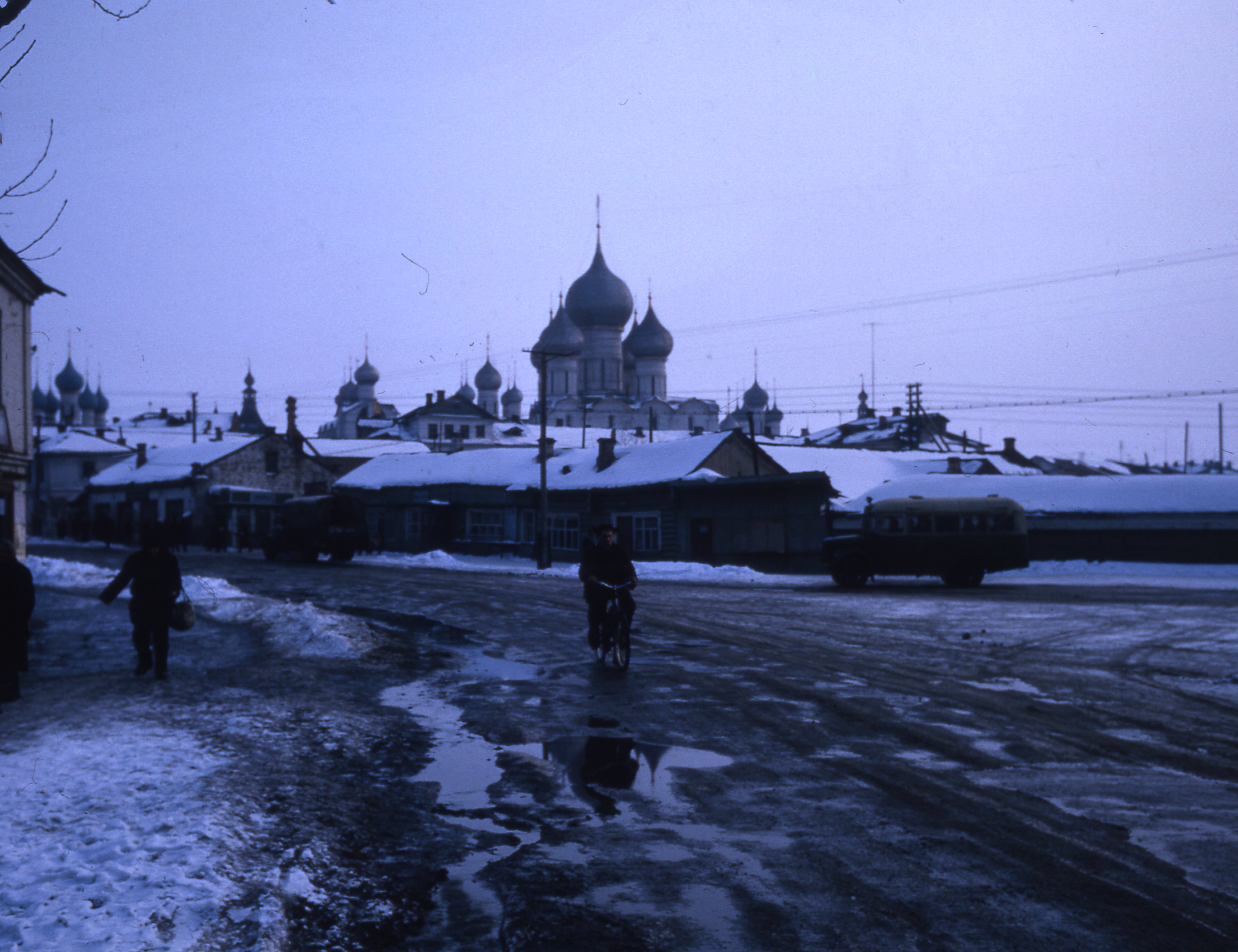
1964, Ростов
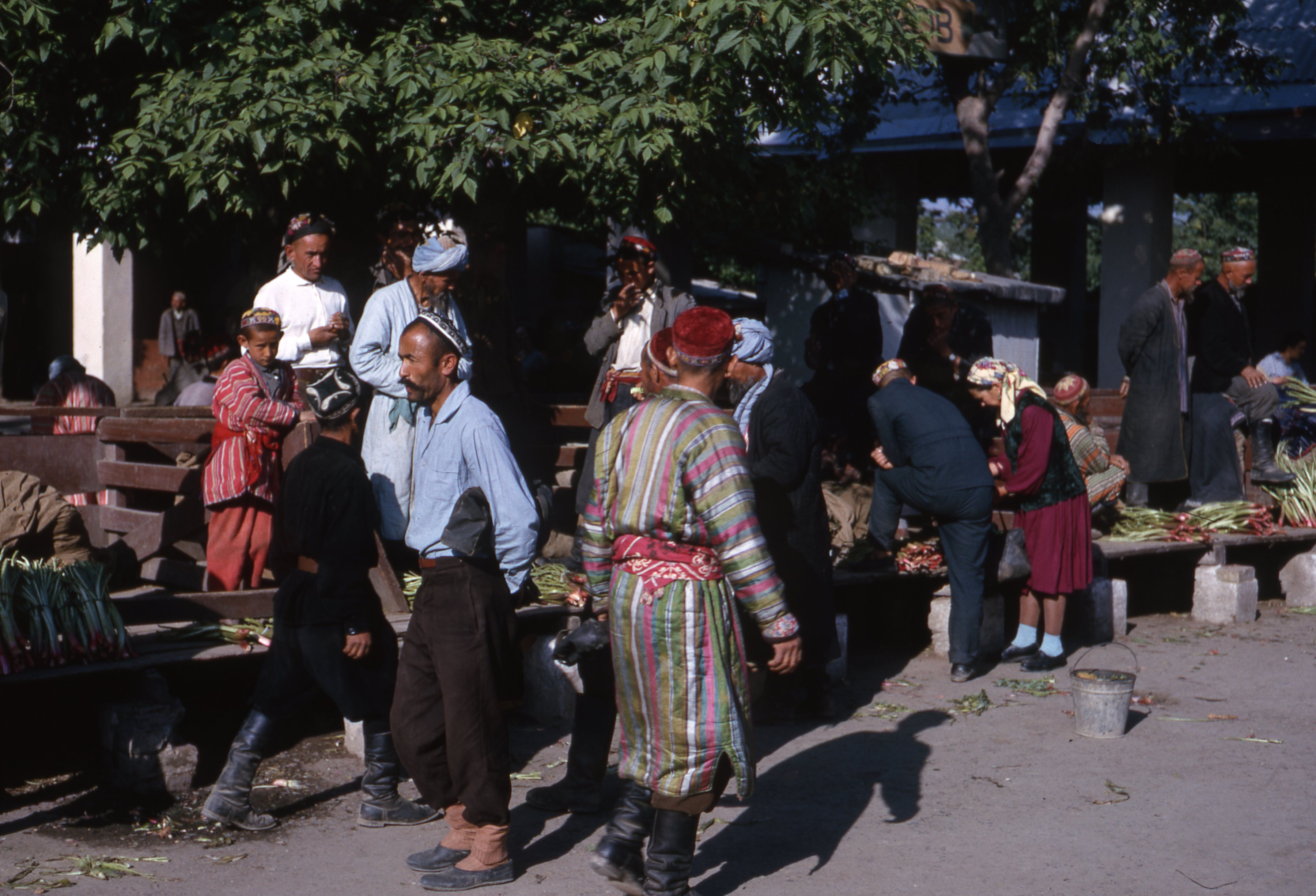
1964, Душанбе
1964, Ташкент
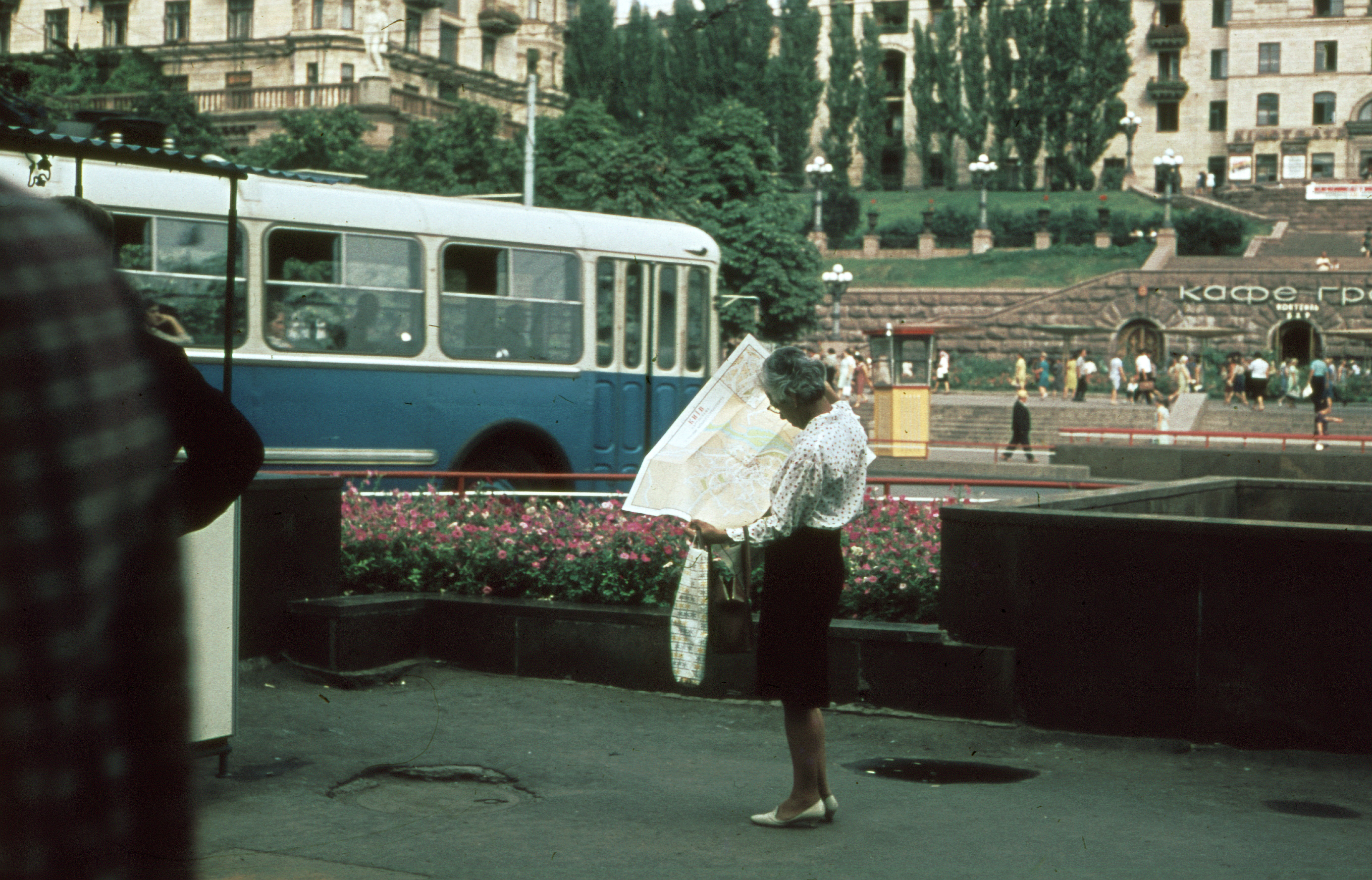
1968, Киев
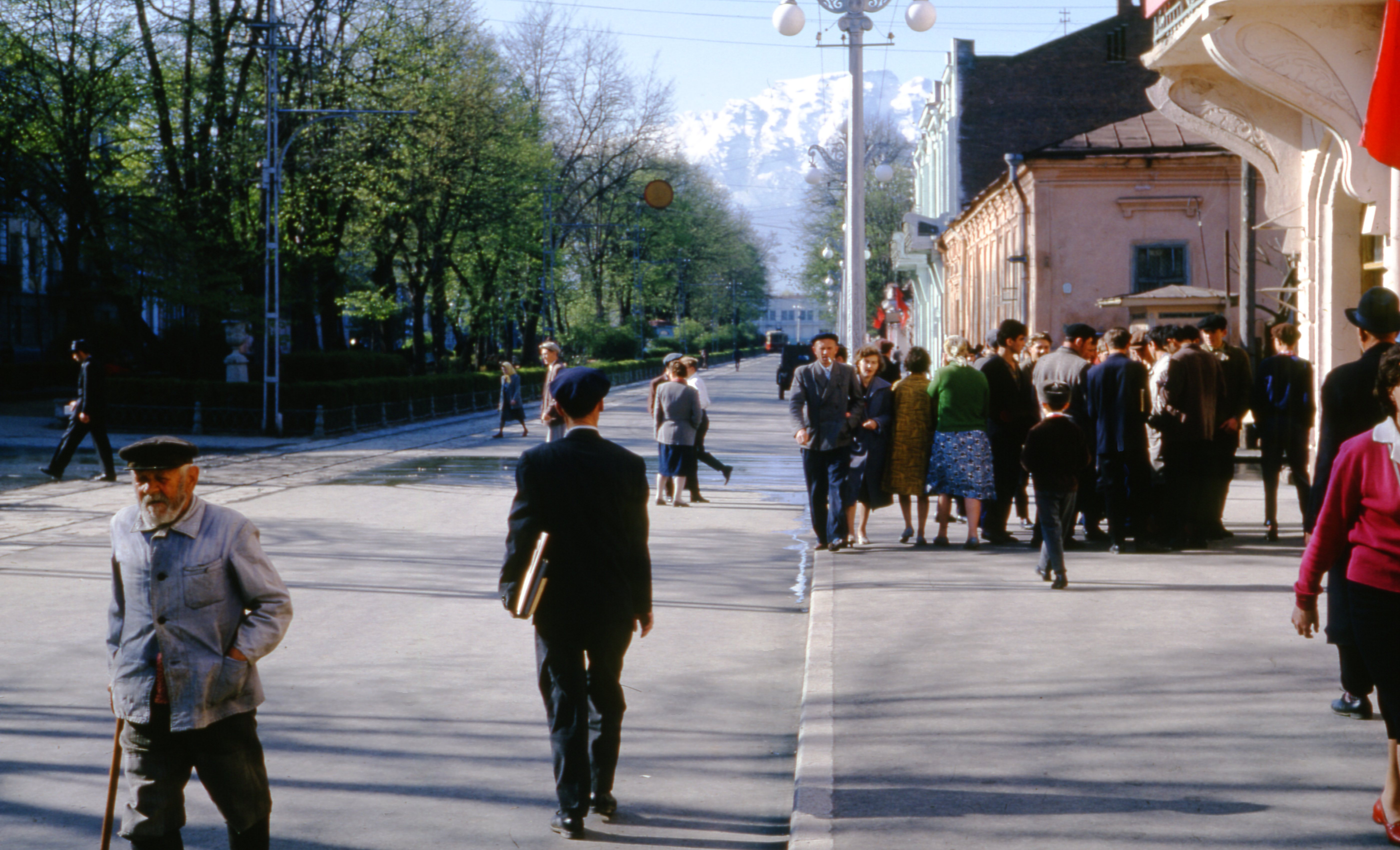
1960-е, Пятигорск

1970-е
- 1972, Киев
- 1972, Москва
- 1972, Москва
- 1972, Москва
- 1972, Москва
- 1972, СССР
- 1975, Москва
- 1975, СССР
- 1976, Тбилиси
- 1979, Тбилиси

1980-е

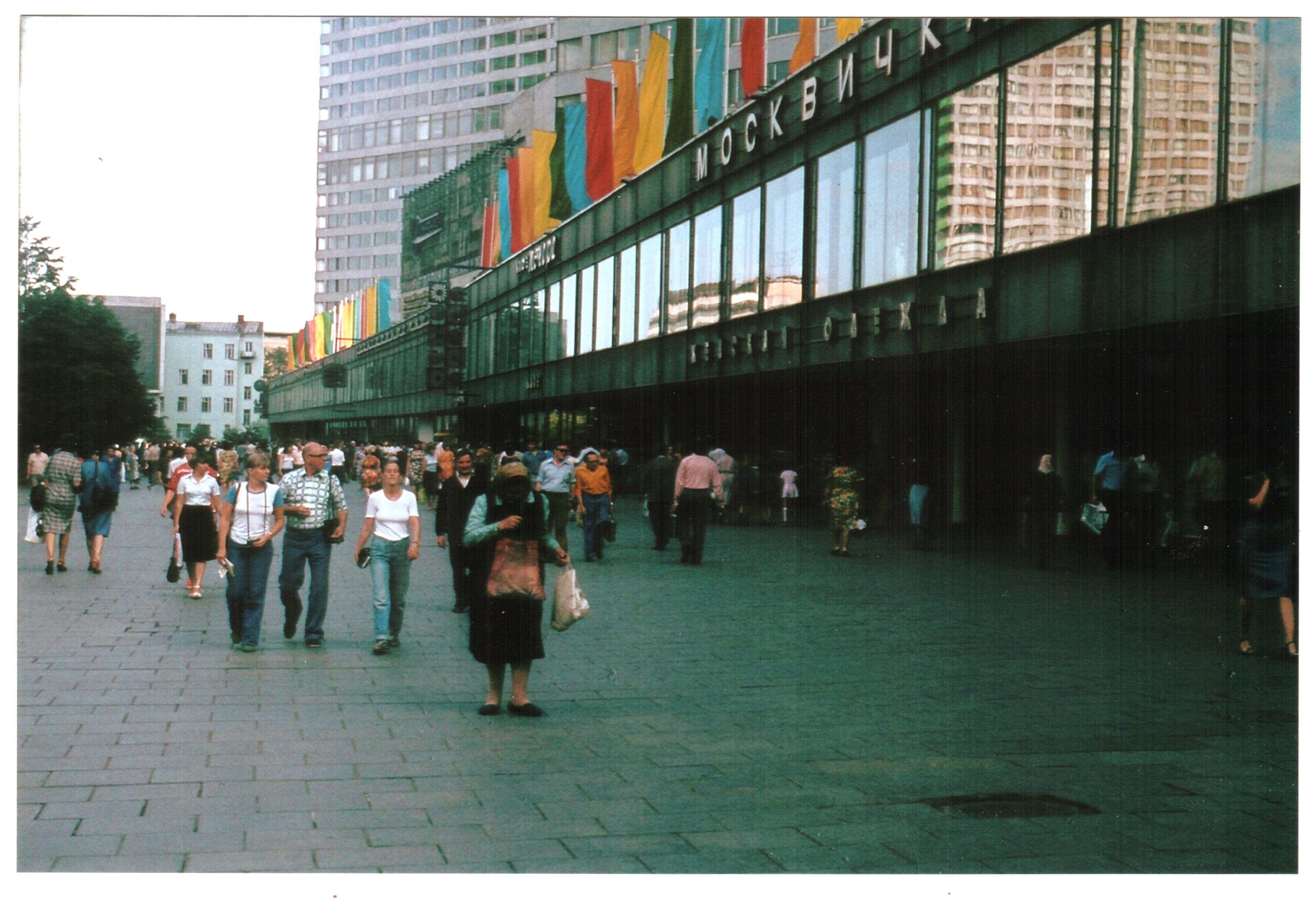
1980, Москва
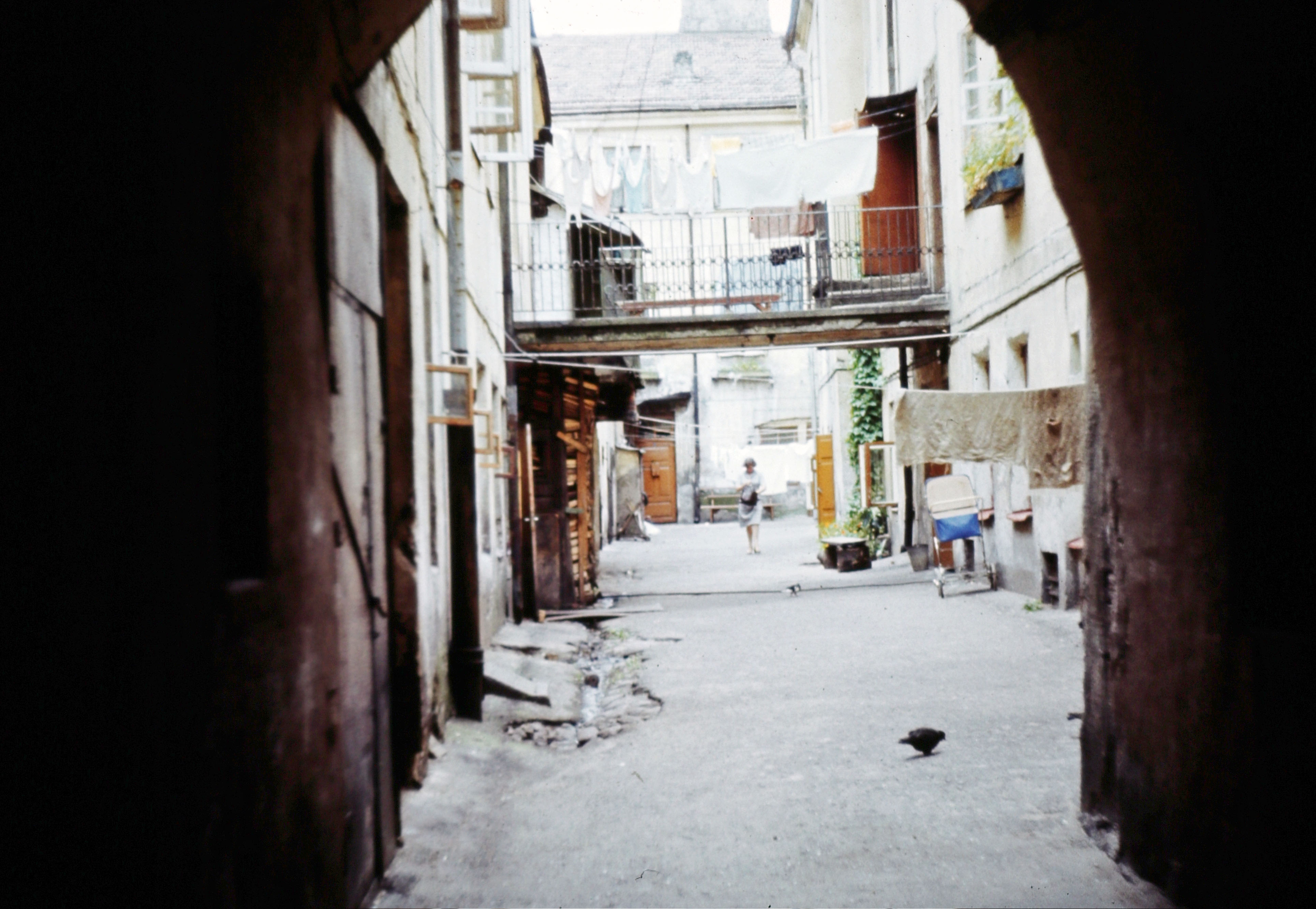
1980, Вильнюс
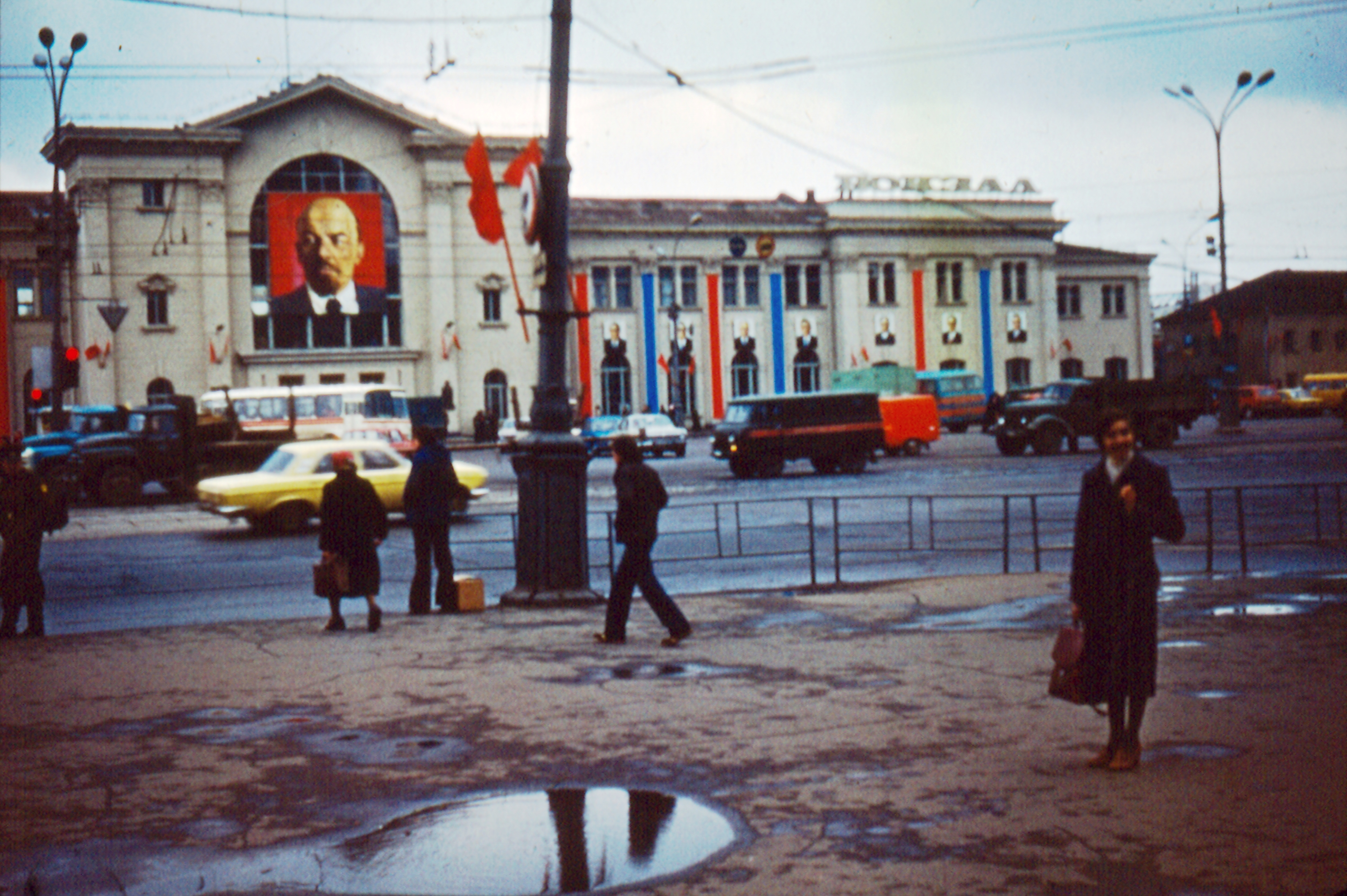
1981, Минск
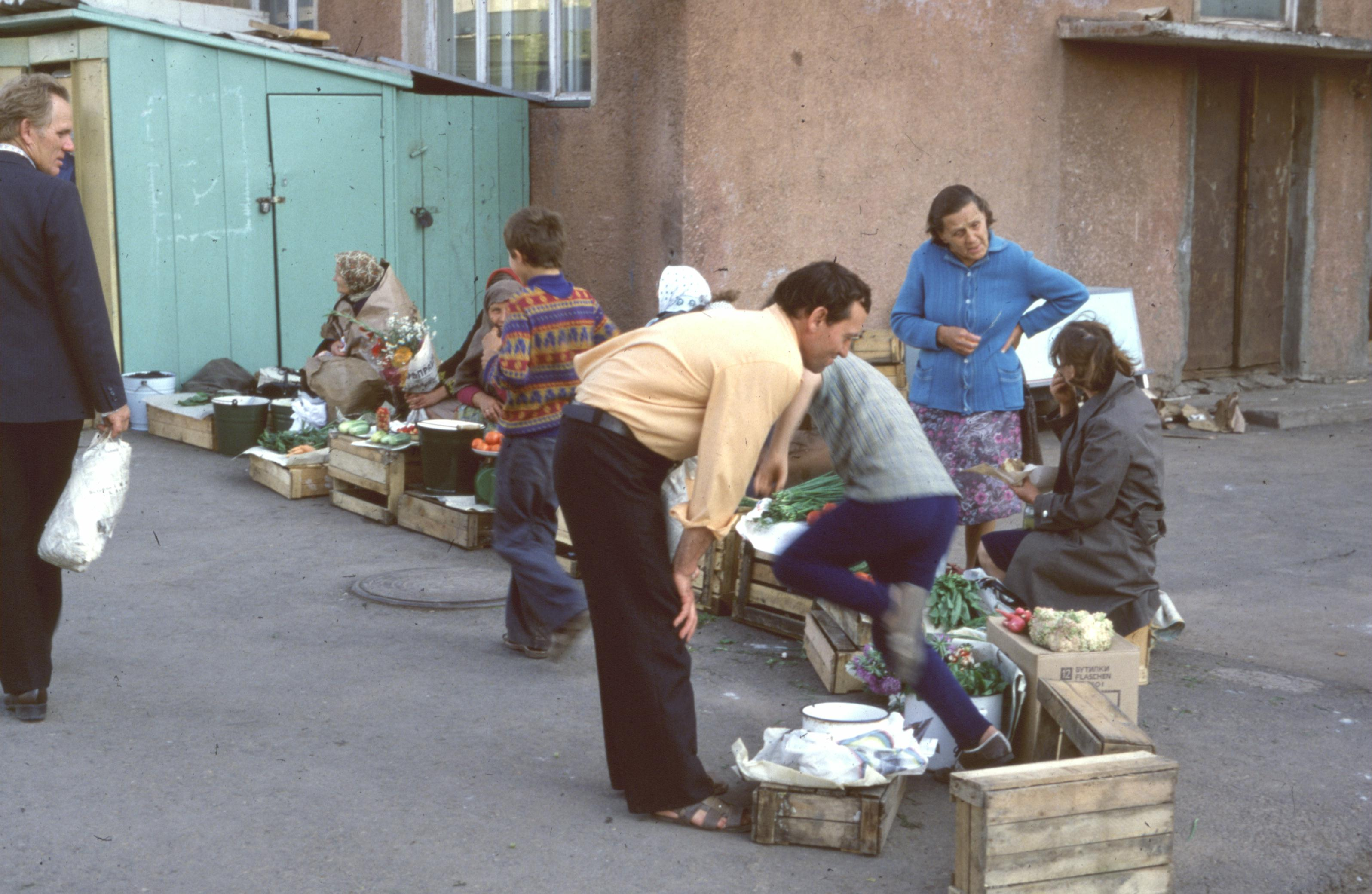
1981, Братск
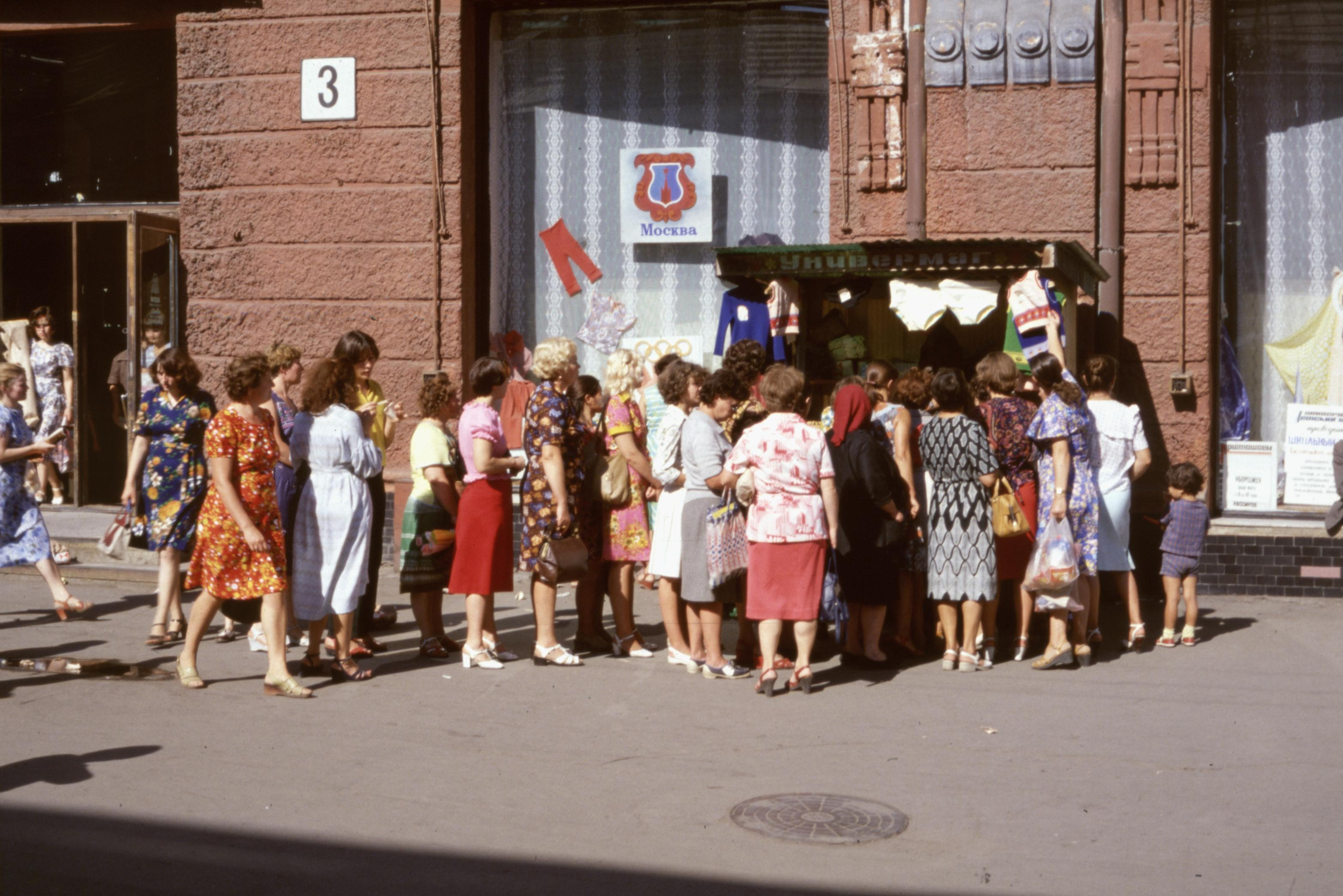
1981, Иркутск
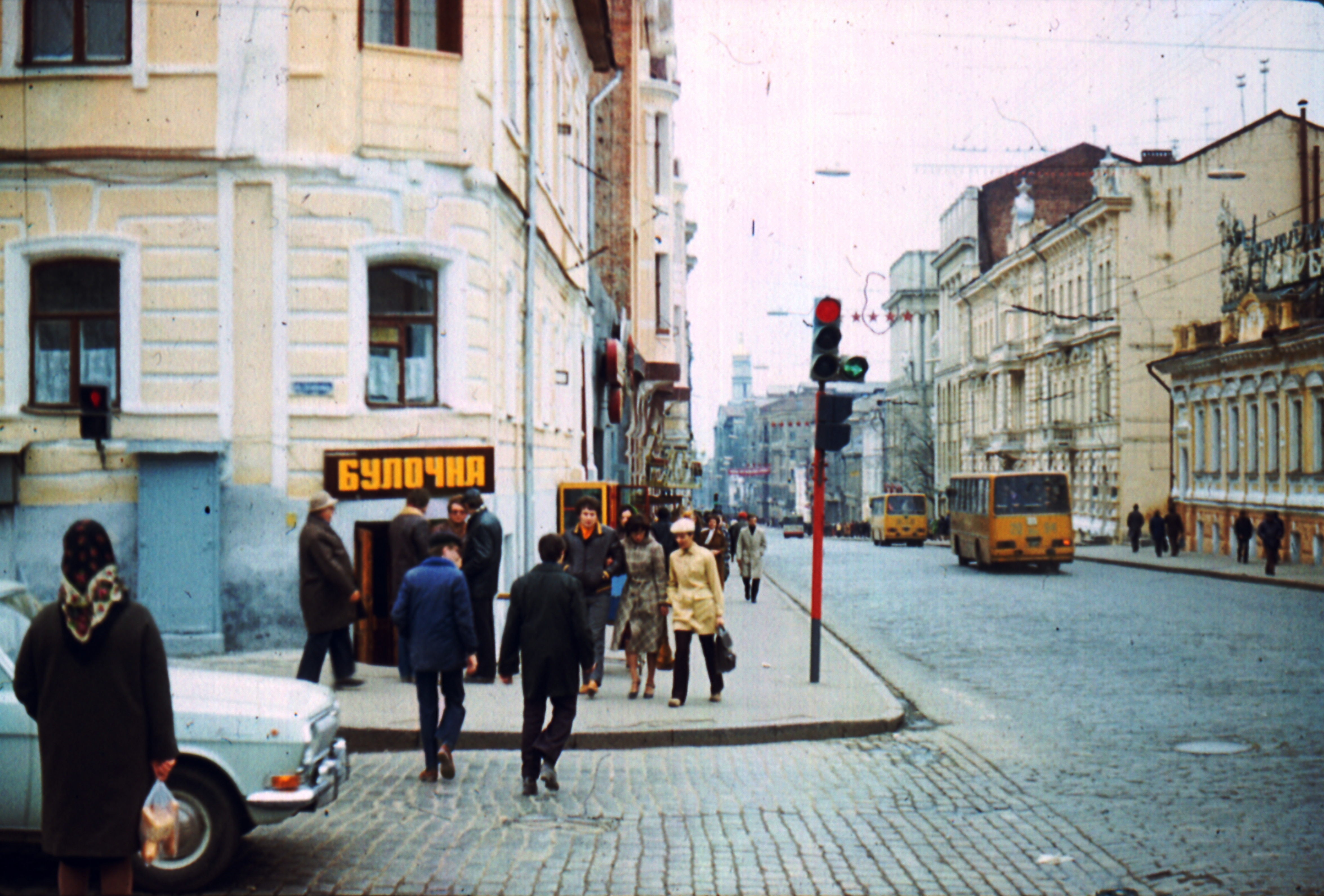
1981, Харьков
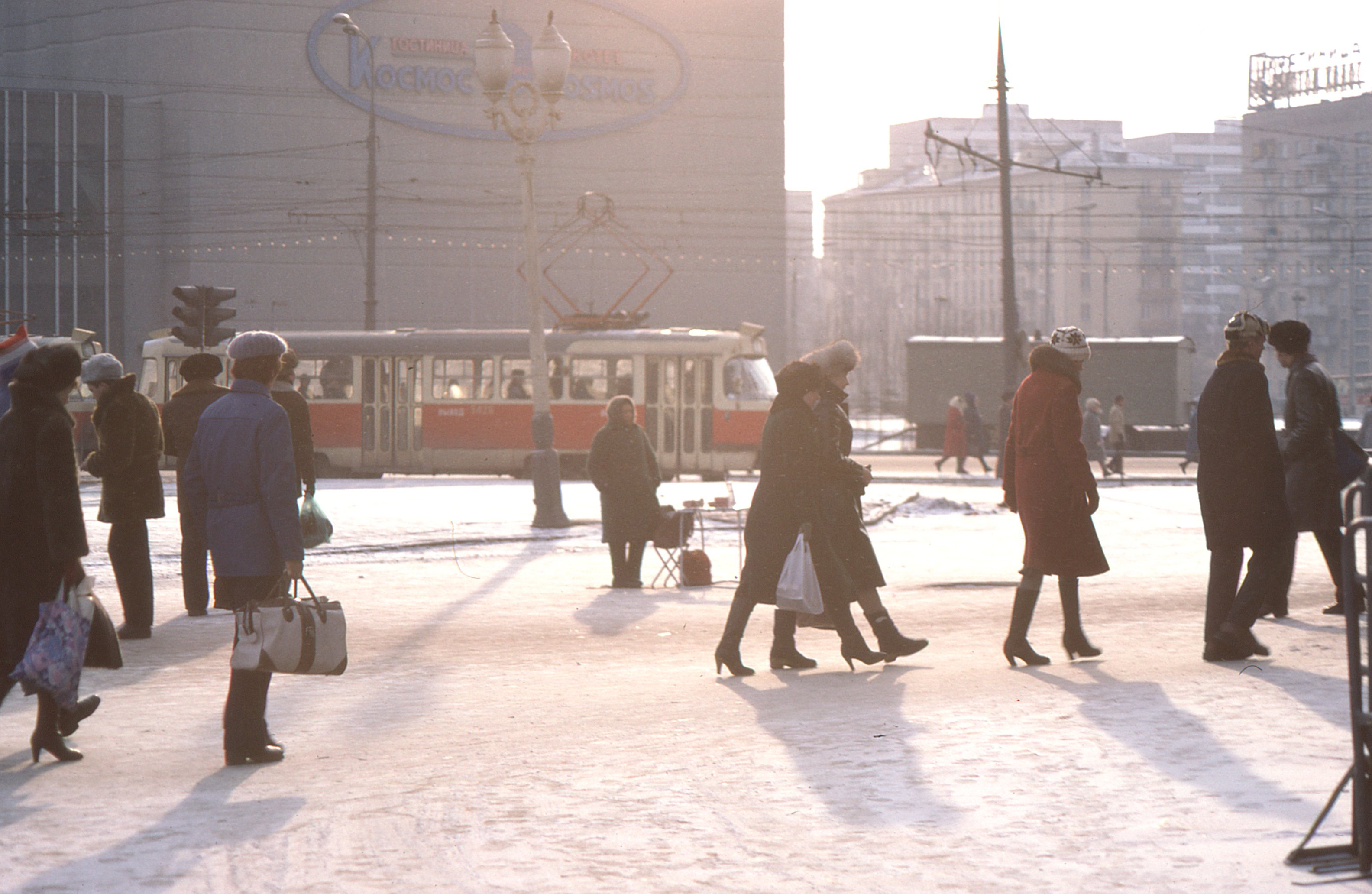
1984, Москва
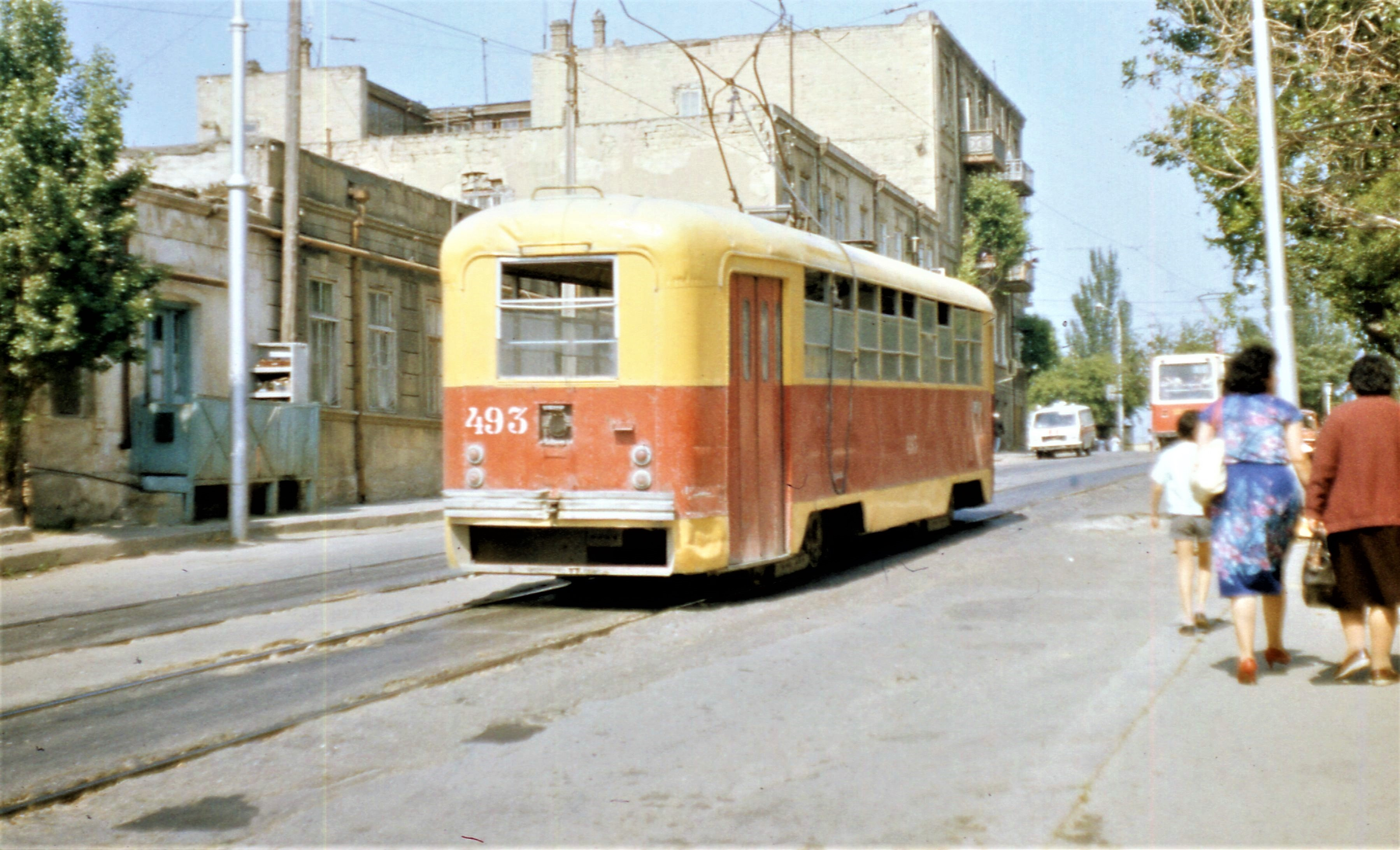
1987, Баку
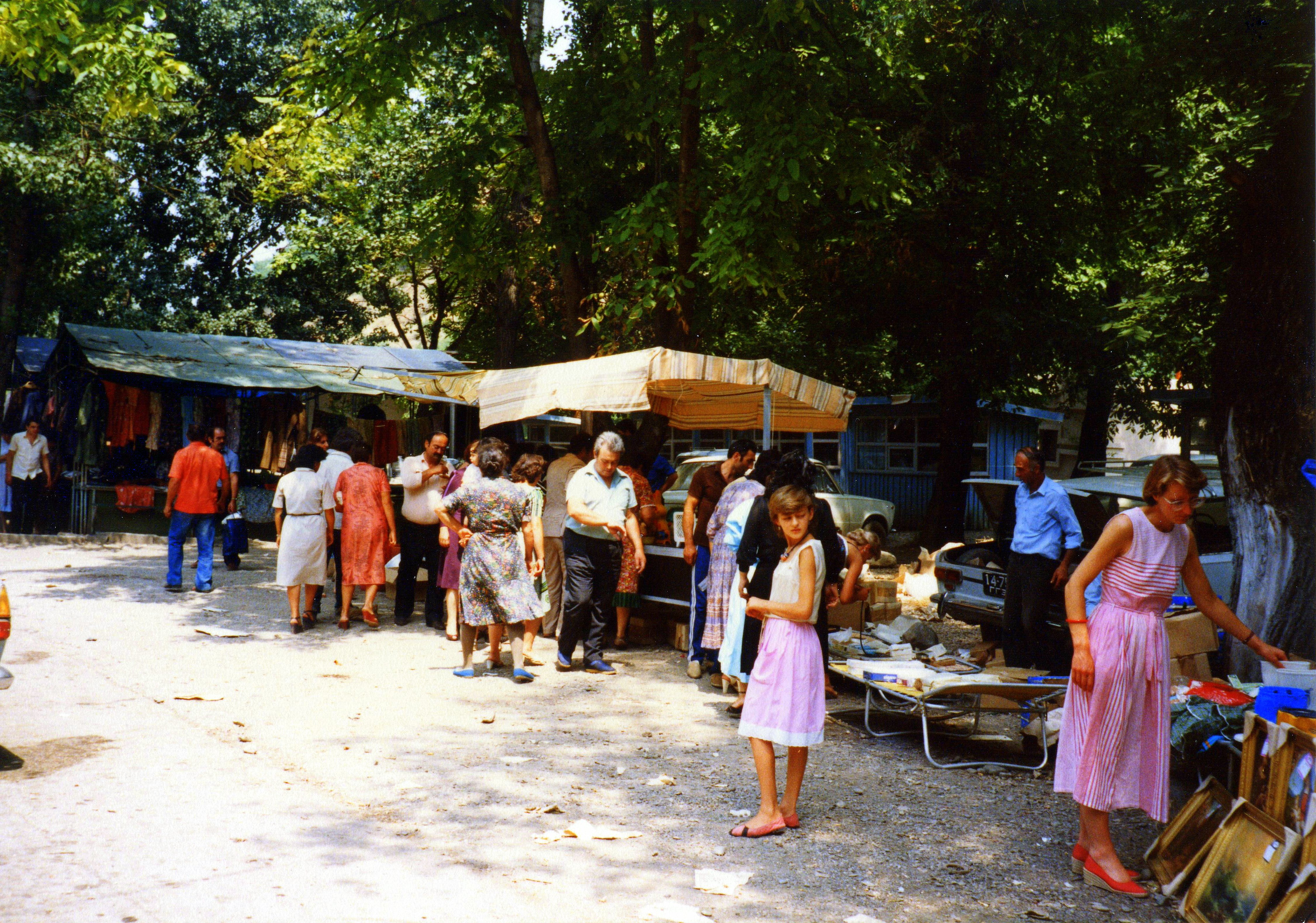
1985, Тбилиси
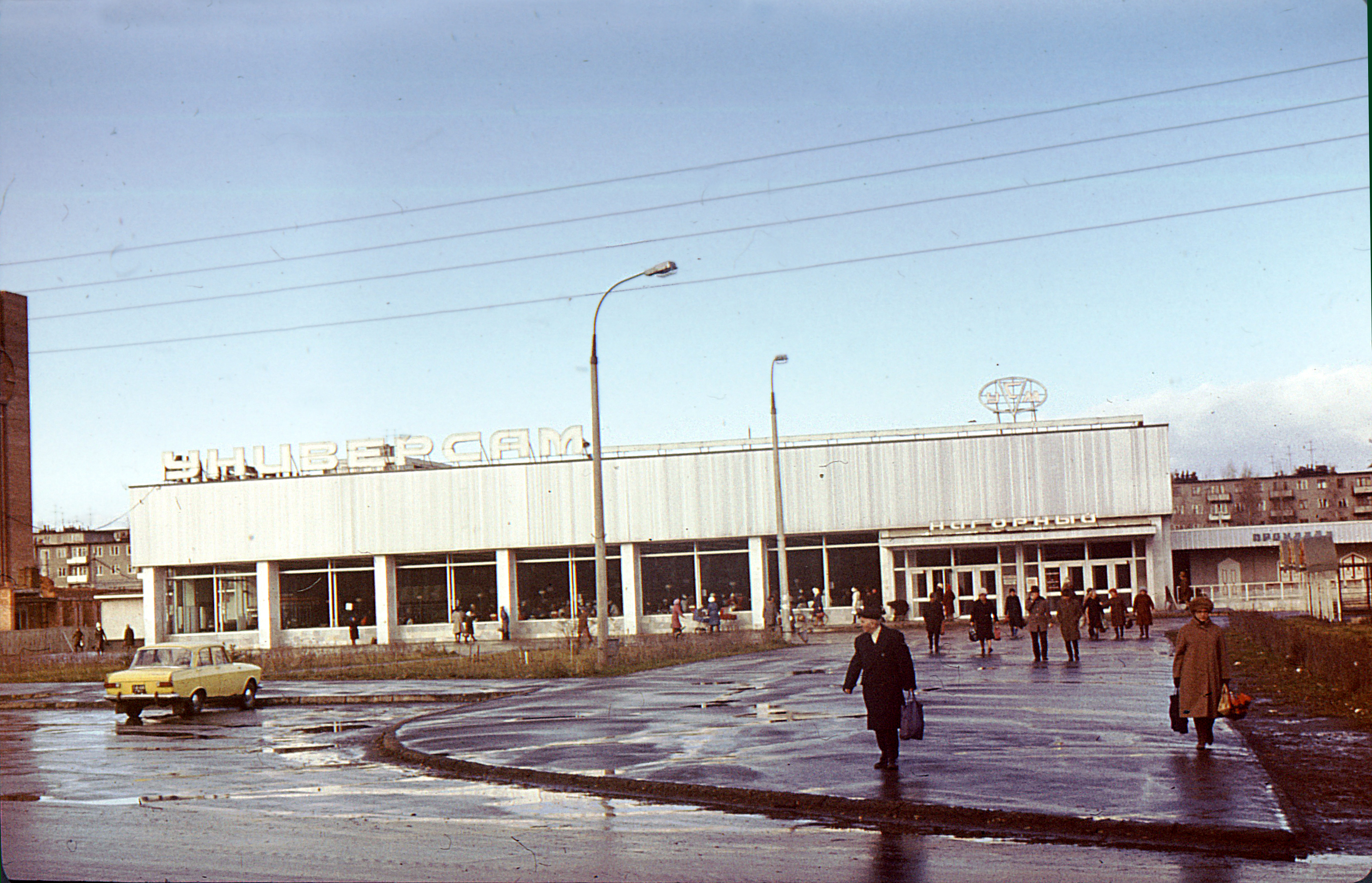
1986, Горький
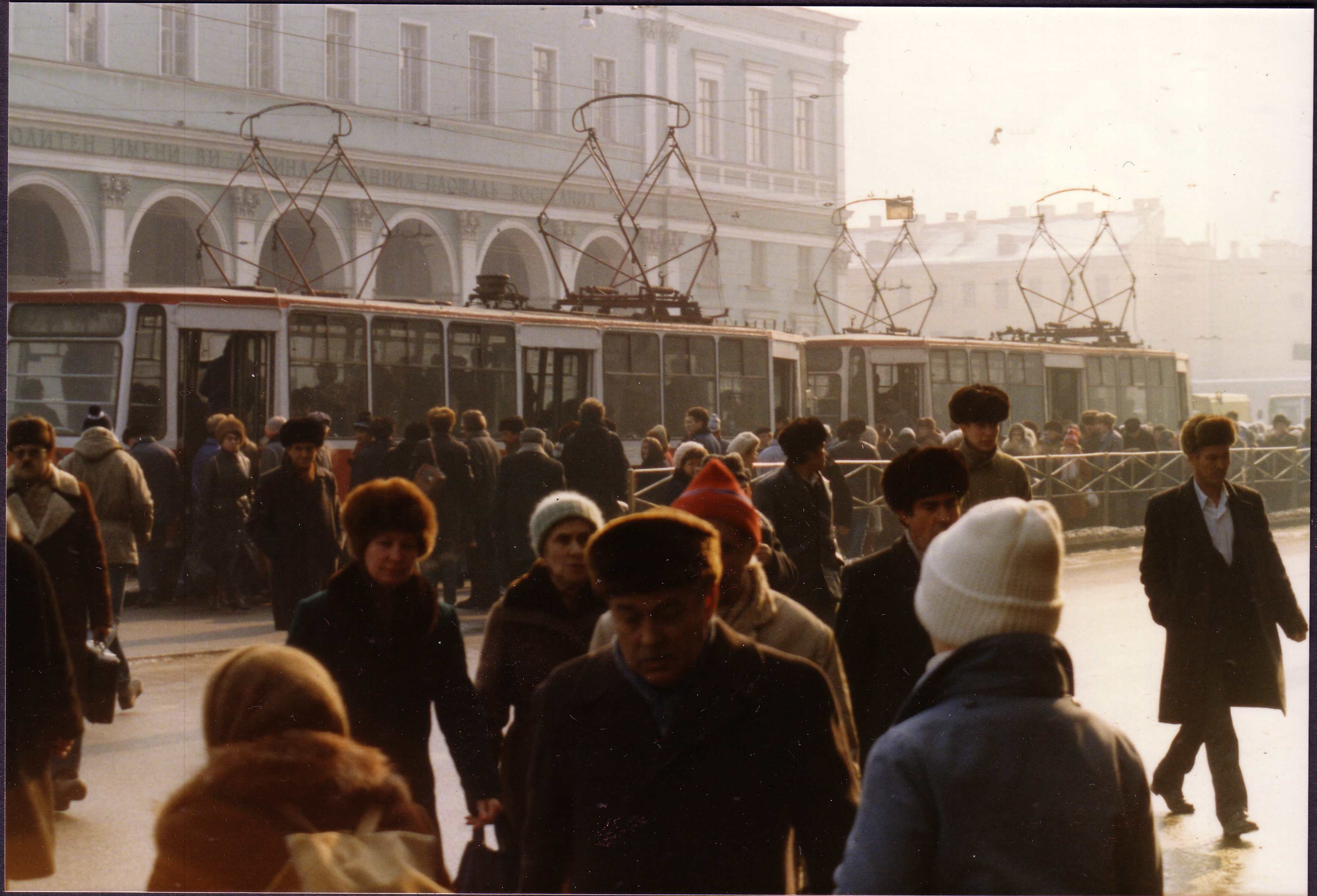
1987, Ленинград
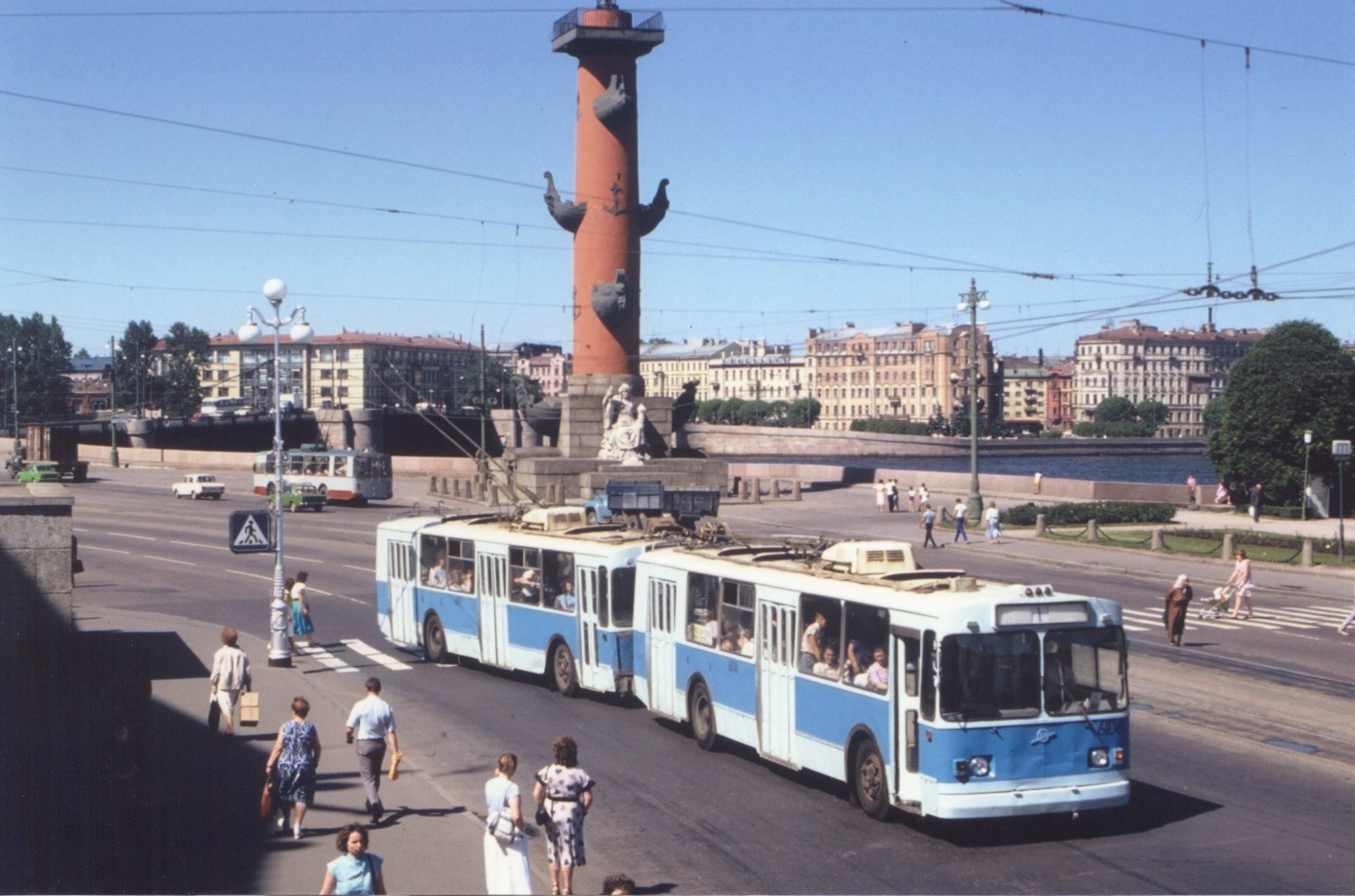
1987, Ленинград
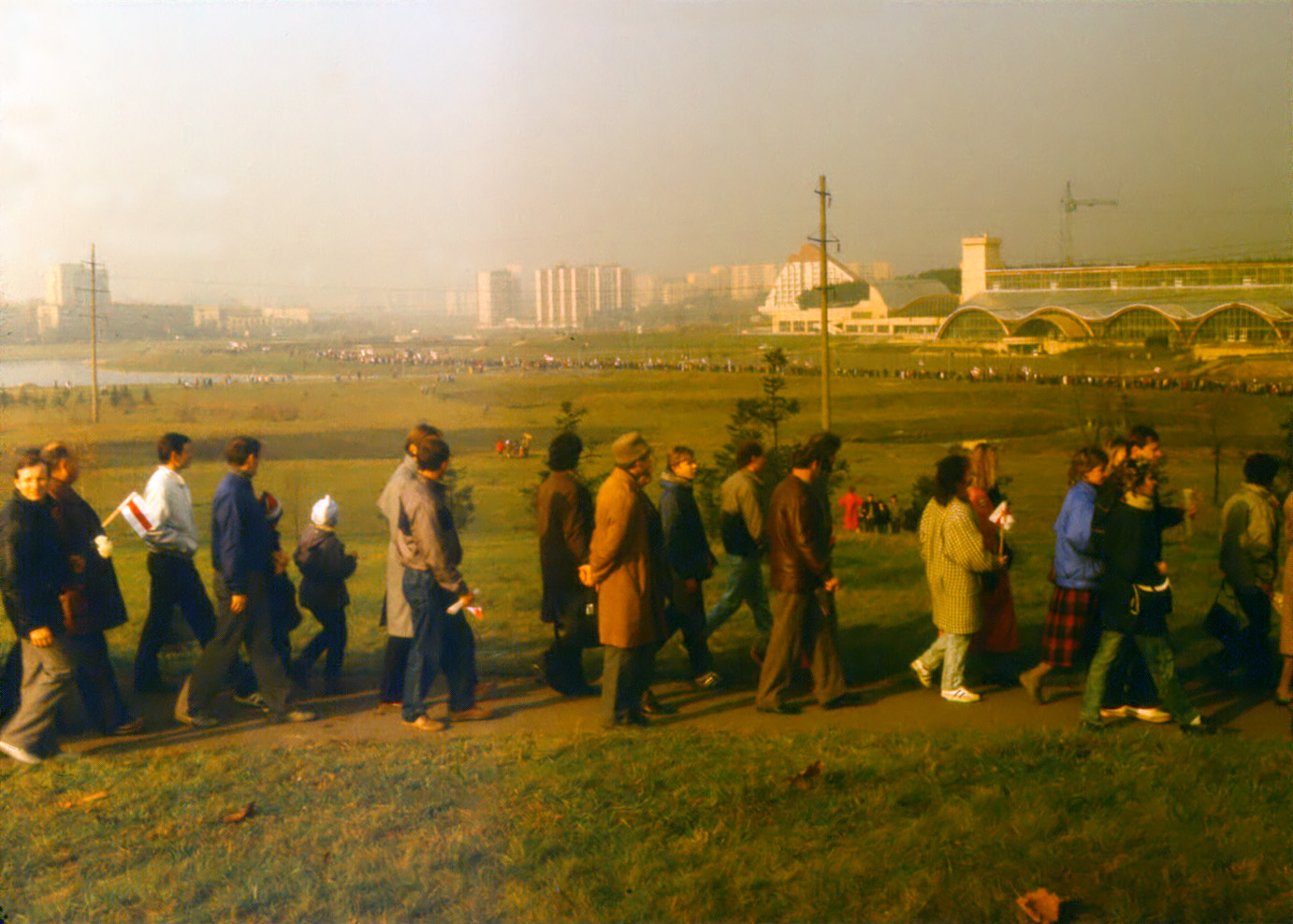
1989, Минск

1990-е
- 1990, Москва
- 1990, Москва
- 1990, Москва
- 1990, Москва
- 1990, Кишинёв
- 1990, Бухара
- 1990, Исфана
- 1990, г.Зима
- 1991, Москва
- 1991, г.Никель